# Vendée Globe 2016-2017
Navigation
2012-2013 2020-2021
Le Vendée Globe 2016-2017 constitue la huitième édition du Vendée Globe. Le départ pour les vingt-neuf concurrents engagés a été donné le 6 novembre 2016 en baie des Sables-d'Olonne à 13 h 2. Épreuve majeure du circuit IMOCA, elle est courue en solitaire, sans assistance et sans escale, à bord de monocoques de 60 pieds. Armel Le Cléac'h remporte la course sur le 60 pieds IMOCA doté de foils Banque populaire VIII en passant la ligne d'arrivée le 19 janvier à 16 h 37, établissant un nouveau record de la circumnavigation dans cette épreuve en 74 jours 3 heures 35 minutes et 46 secondes. Il devance le Britannique Alex Thomson (Hugo Boss), arrivé le 20 janvier à 8 h 37, de 15 heures 59 minutes et 29 secondes, après un duel à l'avant de la flotte qui a duré toute la course. Thomson améliore par ailleurs le 16 janvier le record de distance parcourue en 24 heures : 536,81 milles à une moyenne de 22,36 nœuds.
Arrivé le 23 janvier à 19 h 40, Jérémie Beyou (Maitre CoQ) prend la troisième place en 78 jours 6 heures et 38 minutes. Il est le quatrième marin (avec aussi François Gabart en 2012-2013) à boucler le parcours de l'épreuve en moins de 80 jours. Les trois suivants franchissent la ligne d'arrivée le 81e jour, le 25 janvier, en l'espace de moins de trois heures, ce qui ne s'était jamais produit auparavant : Jean-Pierre Dick (StMichel-Virbac) 4e, Yann Eliès (à bord de Quéguiner - Leucémie Espoir, premier bateau à dérives classiques du classement) 5e, et Jean Le Cam (Finistère Mer Vent) 6e.
Les cinq premiers bateaux ont les mêmes architectes, le cabinet VPLP design et Guillaume Verdier.
Ce Vendée Globe voit à l'arrivée le plus jeune (Alan Roura, 23 ans) et le plus vieux (Rich Wilson, 66 ans) concurrents de l'histoire du Vendée Globe terminer respectivement 12e et 13e de ce tour du monde.
Sébastien Destremau clôture ce huitième Vendée Globe en passant la ligne d'arrivée en 18e position, le 11 mars à 1 h 41, au terme de 124 jours de navigation, soit 50 jours 9 heures et 2 minutes après Armel Le Cléac'h.

## Règlement

### Parcours

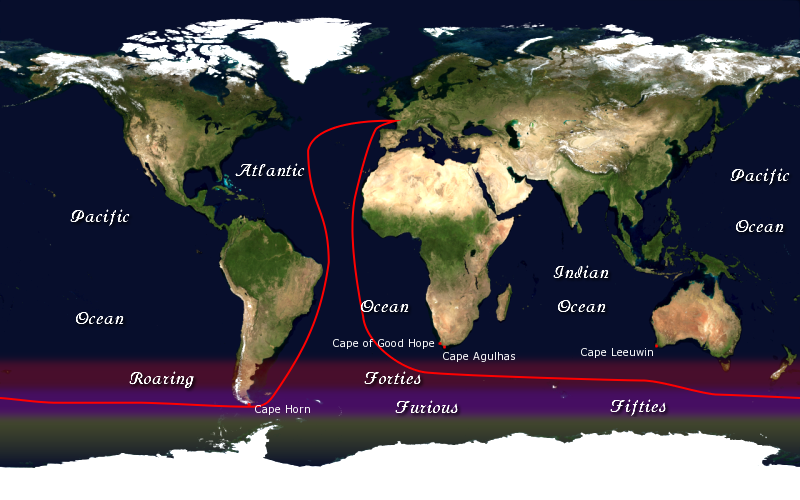
La route du Vendée Globe.

L'avis de course est rendu public le 11 décembre 2014. Le départ est donné le 6 novembre 2016 à 13 h 2, au large des Sables-d'Olonne. Il s'agit ensuite de laisser les caps de Bonne-Espérance, Leeuwin et Horn à bâbord. Au total, un parcours théorique de 24 394 milles.

#### La zone d'exclusion antarctique

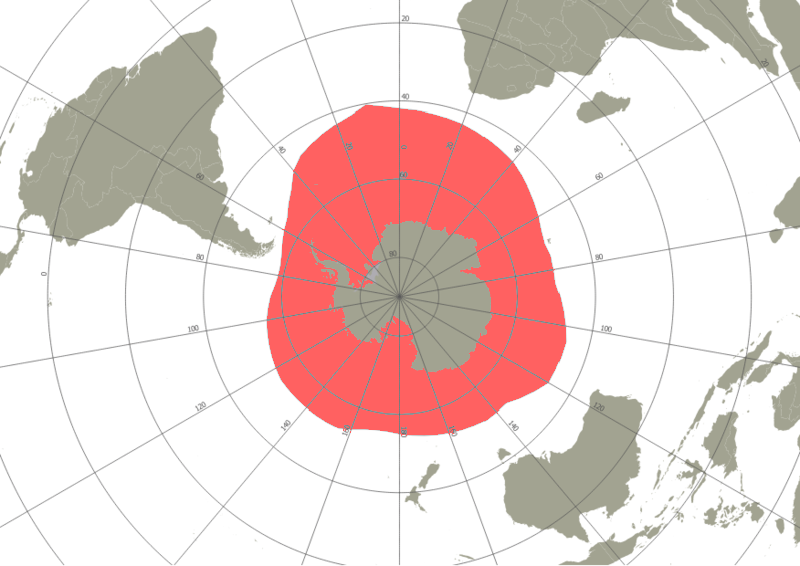
En rouge, la zone d'exclusion antarctique, interdite aux concurrents.

Les « portes des glaces » des précédentes éditions sont remplacées par une zone d'exclusion antarctique (ZEA). Cette zone interdite est délimitée par 72 points reliés entre eux, distants d'environ 5° de longitude. Ils peuvent presque tous être déplacés avant et pendant la course en fonction de « montée » ou de « retrait » des glaces. Toutefois, la direction de course informe du déplacement d'un point avant qu'un concurrent ne soit à 1 500 milles de ce point.
En arrivant dans le sud de l'Atlantique, les concurrents doivent laisser à tribord l'île Gough (40° 19′ 5″ S, 9° 56′ 7″ O). La ZEA descend ensuite progressivement vers l'est jusqu'au 50° 30′ S, au sud des îles Kerguelen. Elle remonte au 46° S pour respecter la « barrière australienne ». Enfin, elle descend jusqu'au 58° 30′ S à l'approche du cap Horn,.

#### Autres zones réglementées
Les concurrents sont tenus de respecter le dispositif de séparation du trafic (DST) entre le cap Finisterre et les Canaries. Et ils doivent éviter, le long des côtes mauritaniennes, une zone présentant des risques de piraterie.

### Type de bateau
Les bateaux admis à participer à cette course sont des voiliers monocoques d'une longueur comprise entre 59  et   60 pieds, c'est-à-dire environ 18 mètres. Ces bateaux doivent répondre aux dernières règles de la classe 60 pieds IMOCA.
En 2012 et 2013, des débats se font jour au sein des coureurs entre deux options : monotype ou pas ? Les tenants de la monotypie y voient un moyen de limiter les budgets, et de conserver un caractère ouvert à la course, tandis que les tenants de modèles sur mesure mettent en avant la nécessité de conserver un champ d'action pour les innovations technologiques. Fin 2013, l'Assemblée générale de l'IMOCA, à laquelle participent les coureurs et les armateurs, décide d'un compromis : les quilles et mâts sont standards pour tous les bateaux (avec toutefois le choix entre deux modèles : mât aile ou mât classique à barres de flèche) ; les ballasts latéraux sont de nouveau autorisés, et les critères techniques de sécurité sont renforcés (couple de redressement passant de 22  à   25,5 tonnes-mètres, angle de retournement de 110° au lieu de 112°, poids du bulbe de quille fixé à 3,1 tonnes). Dans le même temps, un critère limitatif disparaît : il indiquait que la gîte du bateau « chargé dans sa pire configuration » ne devait pas dépasser 10°.

#### Foils

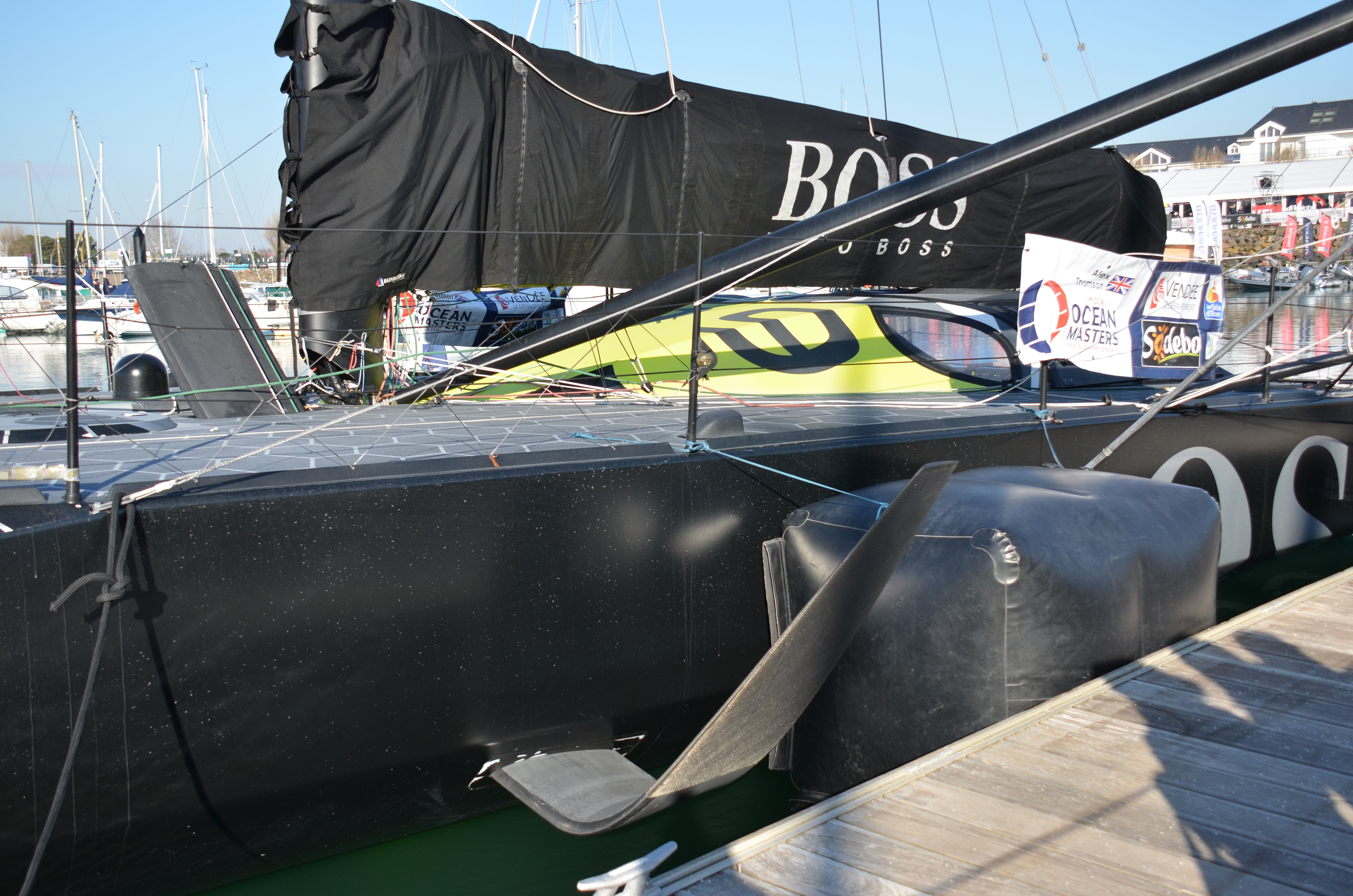
Le foil bâbord de Hugo Boss, le bateau d'Alex Thomson.

La principale nouveauté de cette édition consiste dans l'apparition de foils sur les bateaux de la dernière génération. Ces deux appendices porteurs sont destinés à soulager la structure, réduire la traînée et ainsi augmenter la vitesse. Le premier IMOCA de cette génération 2015 est Safran II de Morgan Lagravière, dessiné par Guillaume Verdier et VPLP. Cinq autres foilers dessinés par Verdier et VPLP sont mis à l'eau en 2015 : Banque populaire VIII d'Armel Le Cléac'h, StMichel-Virbac de Jean-Pierre Dick, No Way Back de Pieter Heerema, Groupe Edmond de Rothschild de Sébastien Josse et Hugo Boss d'Alex Thomson. La flotte du Vendée Globe compte un septième bateau équipé de foils, un bateau d'ancienne génération sur lequel ils ont été ajoutés : le Maître Coq de Jérémie Beyou, lancé en 2010.
Avant le départ du Vendée Globe, nul ne met en doute l'efficacité des foils, mais beaucoup s'interrogent sur leur fiabilité à l'échelle d'un tour du monde. À l'arrivée, la réponse est claire : les quatre premiers sont des foilers. Deux foils seulement ont cassé : un sur le bateau d'Alex Thomson et un sur le bateau de Sébastien Josse (ce qui a entraîné un risque de dommages sur le puits, et par conséquent de voie d'eau — risque contraignant Josse à l'abandon).

#### Voiles
Chaque concurrent a le droit d'embarquer neuf voiles, dont il peut combiner à sa guise les différents types : c'est un choix stratégique pouvant se révéler pénalisant en certaines circonstances.

### Assistance et escales
Le Vendée Globe est une course en solitaire, sans assistance et sans escale. Entre le départ et l'arrivée, un bateau ne peut accoster aucune autre embarcation ; et personne d'autre que le skipper ne peut se trouver à bord — sauf en cas de sauvetage d'un autre concurrent. Un skipper peut faire escale, mais il a interdiction de poser le pied au-delà de la limite de l'estran. Le routage météo depuis la terre est interdit. Une assistance médicale est fournie à distance par le CROSS Gris Nez qui s'occupe de mettre en relation le coureur et le CCMM Centre de consultation médicale maritime ainsi que le médecin de la course. Des conseils peuvent être donnés à distance par l'architecte ou par l'équipe technique, mais les réparations sont effectuées par le skipper, avec les moyens du bord. La seule intervention extérieure possible concerne les concurrents revenant aux Sables-d'Olonne dans les dix jours qui suivent le départ, avec l'espoir de repartir.

## Participants

### Inscription et qualification
La date limite des inscriptions est fixée au 1er septembre 2016. Pour être valide, l'inscription doit être complétée par un certificat de conformité délivré par l'IMOCA le 30 septembre au plus tard, et par la réalisation d'un parcours de qualification.
Un concurrent est réputé avoir réalisé son parcours de qualification s'il a terminé :
- les Vendée Globe 2008-2009 ou 2012-2013 ;
- les Barcelona World Race 2010-2011 ou 2014-2015 ;
- une course transatlantique de 2 500 milles théoriques (minimum), en solitaire ou en double, en IMOCA, après le 1er janvier 2009.

Il doit effectuer un parcours complémentaire de 1 500 milles en solitaire à la barre du bateau avec lequel il courra le Vendée Globe :
- s'il s'est qualifié dans une course en double ;
- s’il s’est qualifié dans une course à la barre d’un autre bateau que celui sur lequel il participera au Vendée Globe.

### Liste des participants
Vingt-neuf skippers, de dix nationalités différentes, sont qualifiés. On voit pour la première fois s'aligner un Néerlandais (Pieter Heerema) et un Asiatique (le Japonais Kojiro Shiraishi). Aucune femme ne participe à cette édition. Vincent Riou est le seul ancien vainqueur à repartir. Il s'agit de sa quatrième participation, tout comme pour Alex Thomson, Jean-Pierre Dick, Bertrand de Broc et Jean Le Cam. Quatorze marins prennent le départ du Vendée Globe pour la première fois.
| Concurrent           | Nationalité                 | Participations précédentes | Nom du bateau                         | Numéro de voile | Architecte              | Chantier                              | Année de lancement |
| -------------------- | --------------------------- | -------------------------- | ------------------------------------- | --------------- | ----------------------- | ------------------------------------- | ------------------ |
| Fabrice Amedeo,      | France                      | Première participation     | Newrest-Matmut                        | FRA 56          | Farr Yacht Design       | Southern Ocean Marine                 | 2007               |
| Romain Attanasio     | France                      | Première participation     | Famille Mary - Étamine du Lys         | FRA 72          | Marc Lombard            | MAG France                            | 1998               |
| Éric Bellion,        | France                      | Première participation     | Comme un seul homme                   | FRA 1000        | Finot-Conq              | Multiplast                            | 2008               |
| Jérémie Beyou,       | France                      | Abandon en 2012-2013       | Maître Coq                            | FRA 19          | Verdier / VPLP          | CDK Technologies                      | 2010               |
| Arnaud Boissières    | France                      | 8e en 2012-2013            | La Mie câline                         | FRA 14          | Farr Yacht Design       | Southern Ocean Marine                 | 2007               |
| Bertrand de Broc,    | France                      | 9e en 2012-2013            | MACSF                                 | FRA 21          | Finot-Conq              | Multiplast                            | 2007               |
| Louis Burton         | France                      | Abandon en 2012-2013       | Bureau Vallée                         | FRA 35          | Farr Yacht Design       | JMV Industries                        | 2006               |
| Conrad Colman        | Nouvelle-Zélande États-Unis | Première participation     | Foresight Natural Energy              | NZL 80          | Artech Design Team      | Artech do Brasil                      | 2005               |
| Didac Costa          | Espagne                     | Première participation     | One planet One ocean                  | ESP 33          | Owen Clarke Design      | Marten Yachts                         | 2000               |
| Sébastien Destremau, | France                      | Première participation     | TechnoFirst-FaceOcean                 | FRA 69          | Finot-Conq              | JMV Industries                        | 1998               |
| Jean-Pierre Dick,    | France                      | 4e en 2012-2013            | StMichel-Virbac                       | FRA 06          | Verdier / VPLP          | Multiplast                            | 2015               |
| Yann Eliès,          | France                      | Abandon en 2008-2009       | Quéguiner - Leucémie espoir           | FRA 029         | Verdier / VPLP          | Eluère                                | 2007               |
| Nándor Fa            | Hongrie                     | 5e en 1992-1993            | Spirit of Hungary                     | HUN 77          | Nándor Fa / Attila Déry | Nándor Fa                             | 2014               |
| Pieter Heerema       | Pays-Bas                    | Première participation     | No Way Back                           | NED 160         | Verdier / VPLP          | Persico Marine                        | 2015               |
| Sébastien Josse      | France                      | Abandon en 2008-2009       | Edmond de Rothschild                  | FRA 16          | Verdier / VPLP          | Multiplast                            | 2015               |
| Morgan Lagravière,   | France                      | Première participation     | Safran II                             | FRA 25          | Verdier / VPLP          | CDK Technologies                      | 2015               |
| Tanguy de Lamotte    | France                      | 10e en 2012-2013           | Initiatives-Cœur                      | FRA 109         | Farr Yacht Design       | CDK Technologies                      | 2006               |
| Jean Le Cam          | France                      | 2e en 2004-2005            | Finistère Mer Vent                    | FRA 001         | Farr Yacht Design       | CDK Technologies                      | 2007               |
| Armel Le Cléac'h,    | France                      | 2e en 2012-2013            | Banque populaire VIII                 | FRA 18          | Verdier / VPLP          | CDK Technologies                      | 2015               |
| Stéphane Le Diraison | France                      | Première participation     | Compagnie du Lit-Boulogne Billancourt | FRA 92          | Finot-Conq              | Neville Hutton                        | 2007               |
| Paul Meilhat,        | France                      | Première participation     | SMA                                   | FRA 1859        | Verdier / VPLP          | CDK Technologies                      | 2010               |
| Enda O'Coineen       | Irlande                     | Première participation     | Kilcullen Voyager - Team Ireland      | IRL 3           | Owen Clarke Design      | Hakes Marine                          | 2007               |
| Kito de Pavant,      | France                      | Abandon en 2012-2013       | Bastide-Otio                          | FRA 30          | Verdier / VPLP          | Cookson Boats                         | 2010               |
| Vincent Riou,        | France                      | Vainqueur en 2004-2005     | PRB                                   | FRA 85          | Verdier / VPLP          | CDK Technologies                      | 2010               |
| Alan Roura           | Suisse                      | Première participation     | La Fabrique                           | SUI 07          | Pierre Rolland          | Globe Surfer-Lesconil / Bernard Stamm | 2000               |
| Thomas Ruyant,       | France                      | Première participation     | Le Souffle du Nord                    | FRA 121         | Verdier / VPLP          | Indiana Yachting                      | 2007               |
| Kojiro Shiraishi     | Japon                       | Première participation     | Spirit of Yukoh                       | JPN 11          | Bruce Farr Yacht Design | Offshore Challenges Sailing Team      | 2007               |
| Alex Thomson,        | Royaume-Uni                 | 3e en 2012-2013            | Hugo Boss                             | GBR 99          | Verdier / VPLP          | Green Marine                          | 2015               |
| Rich Wilson          | États-Unis                  | 9e en 2008-2009            | Great American IV                     | USA 37          | Owen Clarke Design      | Southern Ocean Marine                 | 2006               |

### Bateaux participants
Parmi tous les participants le voiler de Romain Attanasio Famille Mary - Étamine du Lys  (Le Pingouin) participe à son quatrième Vendée Globe .
Neuf autres voiliers en sont à leur troisième participation :
- One planet One ocean (Kingfisher) de Didac Costa
- Bureau Vallée de Louis Burton
- Newrest-Matmut (Gitana Eighty) de Fabrice Amedeo
- Quéguiner - Leucémie Espoir (Safran) d'Yann Eliès
- Kilcullen Voyager - Team Ireland (Gamesa) d'Enda O'Coineen
- Finistère Mer Vent (Foncia) de Jean Le Cam
- Compagnie du Lit-Boulogne Billancourt (Hugo Boss de Stéphane Le Diraison
- MACSF (Brit Air) de Bertrand de Broc
- Initiatives-Cœur (PRB 4) de Tanguy de Lamotte

### Projets abandonnés
En septembre 2015, en raison du retrait de son partenaire principal, la région Sardaigne, le skipper italien Andrea Mura (it) est contraint de vendre à l'industriel néerlandais Pieter Heerema son nouveau Vento di Sardegna, un 60 pieds à foils Verdier-VPLP de la dernière génération. Le bateau devient No Way Back,.
Alessandro Di Benedetto peut, grâce à un mécène, acheter l'ex Aviva. Mais, ne trouvant pas de sponsor pour boucler le financement, il doit renoncer à participer.
Quatorzième inscrit, mais ne parvenant pas à trouver un sponsor, Nicolas Boidevézi est contraint de revendre en avril 2016 son plan Farr (ex-Hugo Boss) au Japonais Kojiro Shiraishi. Le bateau devient Spirit of Yukoh.
Ne pouvant courir une transat qualificative, Jean-François Pellet n'est pas au départ officiel de ce Vendée Globe. Il prend la mer « en pirate » le 13 novembre, une semaine après les concurrents. Son voilier percute un container le 30 novembre. Il est contraint à l'abandon, car la quille de son bateau est très endommagée,.
Après son accident et la perte de son bateau 44 lors de la Transat anglaise 2016
, le Britannique Richard Tolkien annonce son retrait de l'épreuve à 5 mois du départ.
| Concurrent               | Nationalité | Participations précédentes | Nom du bateau       | Numéro de voile | Architecte         | Chantier                  | Année de lancement |
| ------------------------ | ----------- | -------------------------- | ------------------- | --------------- | ------------------ | ------------------------- | ------------------ |
| Nicolas Boidevézi        | France      | Première participation     | Adopteunskipper.net | FRA 719         | Farr Yacht Design  | OC Challenges             | 2007               |
| Alessandro Di Benedetto, | Italie      | 11e en 2012-2013           | ex Aviva            | NC              | Owen Clarke Design | Hakes Marine Construction | 2007               |
| Andrea Mura (it)         | Italie      | Première participation     | Vento di Sardegna   | NC              | Verdier / VPLP     | Persico Marine            | 2015               |
| Jean-François Pellet     | France      | Première participation     | Come In Vendée      | NC              | Finot-Conq         | CNB-Italie                | 1997               |
| Richard Tolkien          | Royaume-Uni | abandon en 2000-2001       | 44                  | GBR 44          | Finot-Conq         | Kirié / Éluère            | 1998               |

## Déroulement

### Départ
Le départ est donné le 6 novembre 2016 à 13 h 2, par Albert de Monaco, devant 350 000 spectateurs et près de 1 000 embarcations. Deux concurrents coupent la ligne trop tôt, et doivent revenir effectuer leur départ : Bertrand de Broc sur MACSF et Enda O'Coineen sur Kilcullen Voyager - Team Ireland. Dix minutes après le départ, c'est Vincent Riou, sur PRB, qui est en tête. Après un peu plus d'une heure de course, Didac Costa et son One Planet One Ocean font demi-tour et rejoignent Les Sables-d'Olonne.

### Descente de l'Atlantique nord
Le lendemain, un groupe de tête se forme : Alex Thomson sur Hugo Boss, Jean-Pierre Dick sur StMichel-Virbac et Armel Le Cléac'h sur Banque populaire VIII. Après 24 heures de course, détaché de 13 milles, ce trio double le cap Finisterre. Peu après, Thomson empanne. Pour éviter les calmes annoncés d'une dorsale anticyclonique, il va chercher des vents soutenus le long des côtes portugaises. Le Cléac'h se maintient dans l'ouest sur une route plus directe. Dick adopte une position intermédiaire. Tous trois échangent plusieurs fois leurs places au classement. Mais les calmes s'abattent plus tôt que prévu, et pour tout le monde, Thomson y compris. Sa route plus longue ne lui profite pas. En tête un moment le 8 novembre, il se retrouve en neuvième position le lendemain. Le Cléac'h mène.
Le soir du 9 novembre, les premiers touchent l'alizé. Le Cléac'h empanne à 60 milles au nord-ouest de Madère. Au matin du 10, il déborde l'archipel, suivi de Riou à 10 milles, et de Paul Meilhat sur SMA à 26 milles. Le grand perdant de la nuit est Dick. Voulant se décaler dans l'ouest pour éviter le dévent de Madère, il s'aventure dans l'anticyclone des Açores et tombe à l'arrêt. Pointé 7e le 9 au soir, il est 13e au petit matin du 10. Il a perdu le contact avec le groupe de tête. Le même jour, Didac Costa reprend la mer. Il a 770 milles de retard sur l'avant-dernier, Sébastien Destremau (TechnoFirst-FaceOcean).
Au large des îles Canaries, portés par des alizés soutenus, les deux premiers sont très proches l'un de l'autre. Riou prend même la tête quelques heures durant. Sur son bateau à dérives droites, il s'avoue surpris et content de réussir à rivaliser avec les foilers : « Je ne suis pas le plus rapide, dit-il à la vacation, mais j'essaye d'avoir une bonne moyenne. » Derrière les deux premiers, à une quarantaine de milles, un groupe de chasse de cinq hommes se constitue : Jérémie Beyou sur Maître Coq, Morgan Lagravière sur Safran, Paul Meilhat sur SMA, Sébastien Josse sur Edmond de Rothschild et Alex Thomson, qui refait son retard tambour battant. Positionné à l'est, le Gallois est le plus rapide de la flotte. Les 11 et 12 novembre, il parcourt 479 milles en 24 heures, réalisant une moyenne de 19,95 nœuds. Il dépasse Riou, et menace à présent Le Cléac'h. Tanguy de Lamotte (10e) signale une avarie à bord d'Initiatives-Cœur,. Il fait route à faible vitesse vers Mindelo.

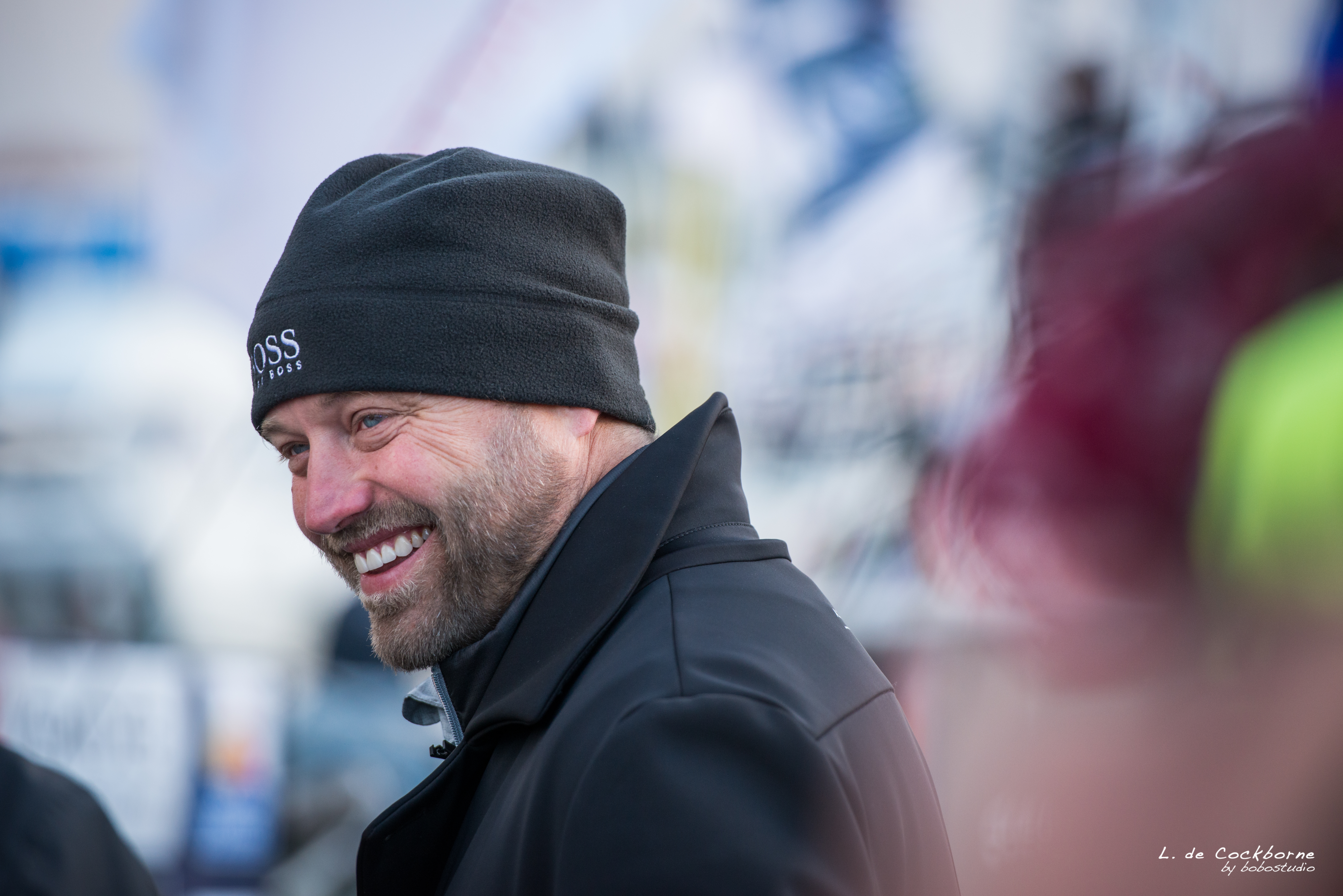
Alex Thomson, le jour du départ.

À l'approche des îles du Cap-Vert, Riou (3e) et Josse (4e) sont suffisamment décalés dans l'ouest pour couper sans dommage la première zone de dévent : celle de l'île Santo Antão. En revanche, Le Cléac'h (1er) est contraint d'effectuer un double empannage pour se décaler sur la trajectoire de Riou. Thomson (2e) en profite pour prendre la tête : il se maintient dans l'est, s'engage dans l'archipel, contourne Santo Antão. L'accélération de vent qui règne entre les îles lui permet de se repositionner prestement un peu plus à l'ouest et de poursuivre à vive allure sa route sud-sud-ouest. Lorsqu'il franchit la deuxième zone de dévent, il est suffisamment loin du volcan Fogo (haut de 2 829 m) pour ne pas être trop ralenti. Le lendemain, 13 novembre, son avance sur le 2e, Riou, est de 30 à 40 milles.
Au milieu de la nuit, toujours placé à l'est, il atteint le 8° N qui marque l'entrée du Pot au noir. Son avance sur le 2e est de 32 milles. Il poursuit résolument sa route vers le sud entre les 27 et 28° O. Ses six poursuivants (Josse, Riou, Le Cléac'h, Beyou, Lagravière, Meilhat) se décalent dans l'ouest pour trouver le passage favorable que leur désignent les fichiers météo, entre les 28 et 29°. Contre toute attente, c'est Thomson qui fait la bonne opération : au matin du 15 novembre, alors que les sept premiers sont sortis du Pot au noir, Thomson devance Le Cléac'h (2e) de 66 milles. Riou est 3e, Josse 4e. Meilhat, qui vient de gagner deux places, est 5e. Beyou est 6e, Lagravière 7e. Au mouillage à Mindelo, Lamotte annonce qu'il fait demi-tour. Le soir, Thomson établit un nouveau temps de référence sur la distance Les Sables-équateur.

### Descente de l'Atlantique sud

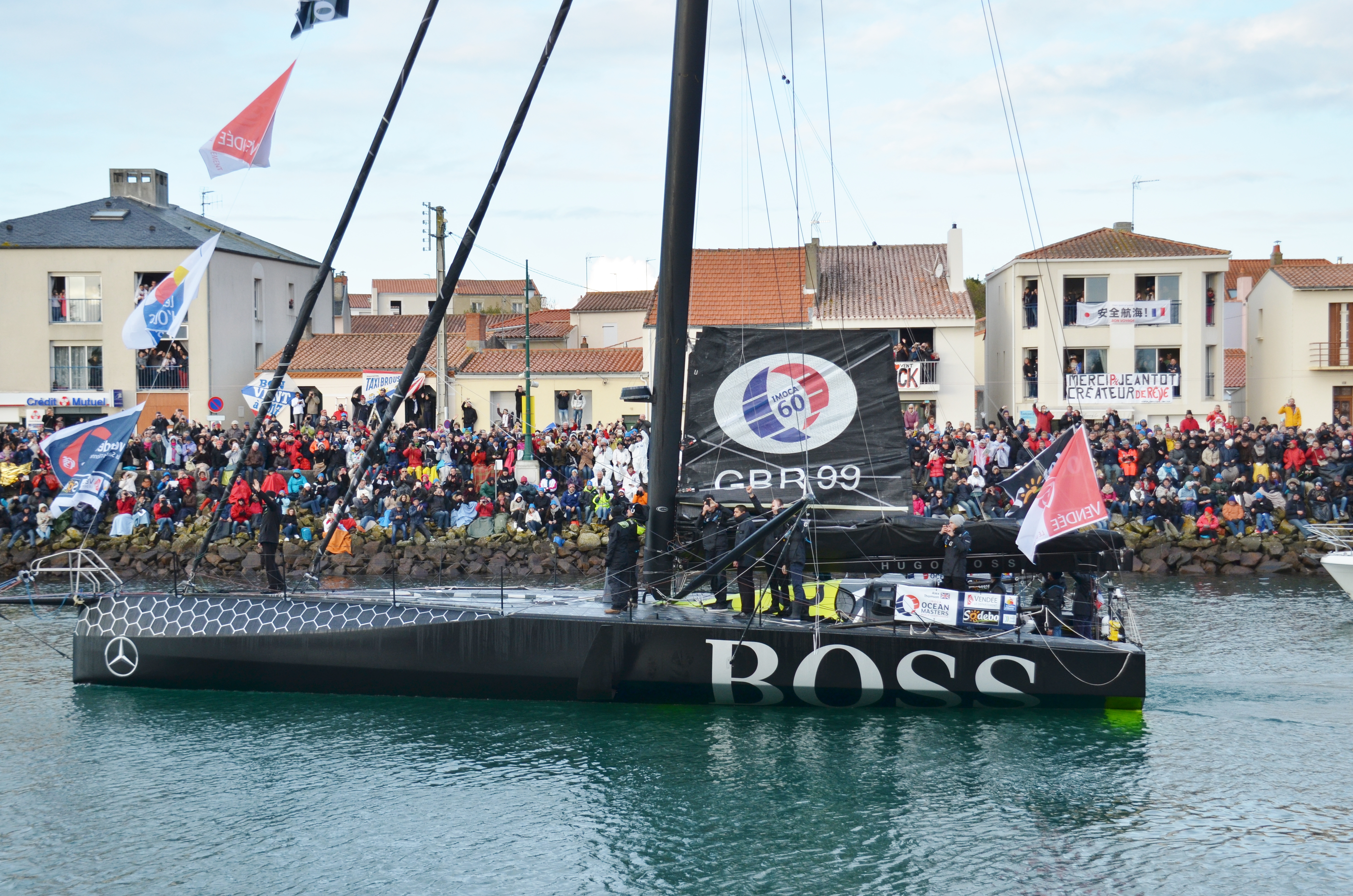
Hugo Boss, le bateau d'Alex Thomson, le jour du départ.

Le 16 novembre, au large de Recife, les premiers mettent en place leurs stratégies pour contourner l'anticyclone de Sainte-Hélène. Josse (3e) prend la route la plus courte, à l'est. Thomson (1er) choisit une route ouest, assez longue, mais lui permettant de rester très rapide, avec un meilleur angle. Son écart latéral avec Josse est de 110 milles. Les cinq autres concurrents de tête suivent des routes intermédiaires. Les conditions sont idéales pour les foilers, les moyennes sont à près de 20 nœuds. Thomson augmente son avance. Les deux bateaux à dérives droites (ceux de Riou et de Meilhat) sont à la peine.
Au soir du 18 novembre, ayant doublé le cap Frio, Thomson bénéficie le premier des vents soutenus d'une dépression qui vient de la baie de Rio et qui descend vers le sud-est. La mer n'est pas encore très formée, ce qui est propice aux vitesses élevées. Les 18 et 19 novembre, Thomson parcourt 535,34 milles en 24 heures (ce qui représente une moyenne de 22,3 nœuds). C'est un peu plus que le record établi par François Gabart dans la précédente édition (534,48 milles). L'écart est insuffisant pour que la performance soit homologuée, mais le record de Gabart semble devoir tomber bientôt. L'écart se creuse encore. Thomson a 134 milles d'avance sur Le Cléac'h, 146 sur Josse, 203 sur Riou, 242 sur Lagravière, 292 sur Meilhat, 376 sur Beyou,. Il est alors victime d'une collision avec un OFNI. Le foil tribord est endommagé, il ne peut être rétracté entièrement, et le moignon ralentit le bateau. Le même jour, Bertrand de Broc, sur MACSF (14e quelques heures plus tôt), annonce qu'il abandonne. Le Cléac'h et Josse reprennent une trentaine de milles à Thomson, et encore 20 milles le lendemain, 20 novembre.
Les sept premiers naviguent en avant d'un front froid. Le vent du nord leur permet de progresser très vite vers le sud-est, en faisant route directe. La mer est maintenant formée, ce qui retire de leur efficacité aux foils. Riou et Meilhat peuvent à nouveau rivaliser avec les foilers. Et l'écart entre Thomson et ses deux plus proches poursuivants se stabilise entre 85 et 90 milles. Les 20 et 21 novembre, les vitesses sont très élevées : de 20  à   21 nœuds de moyenne sur 24 heures pour les quatre premiers. Le Cléac'h est dépossédé de la deuxième place par Josse ; et Riou de la quatrième par Lagravière. Les sept premiers débordent l'archipel Tristan da Cunha. Le 22 novembre, Thomson (1er) franchit le 40e parallèle. Sa moyenne sur 24 heures est de 21 nœuds.

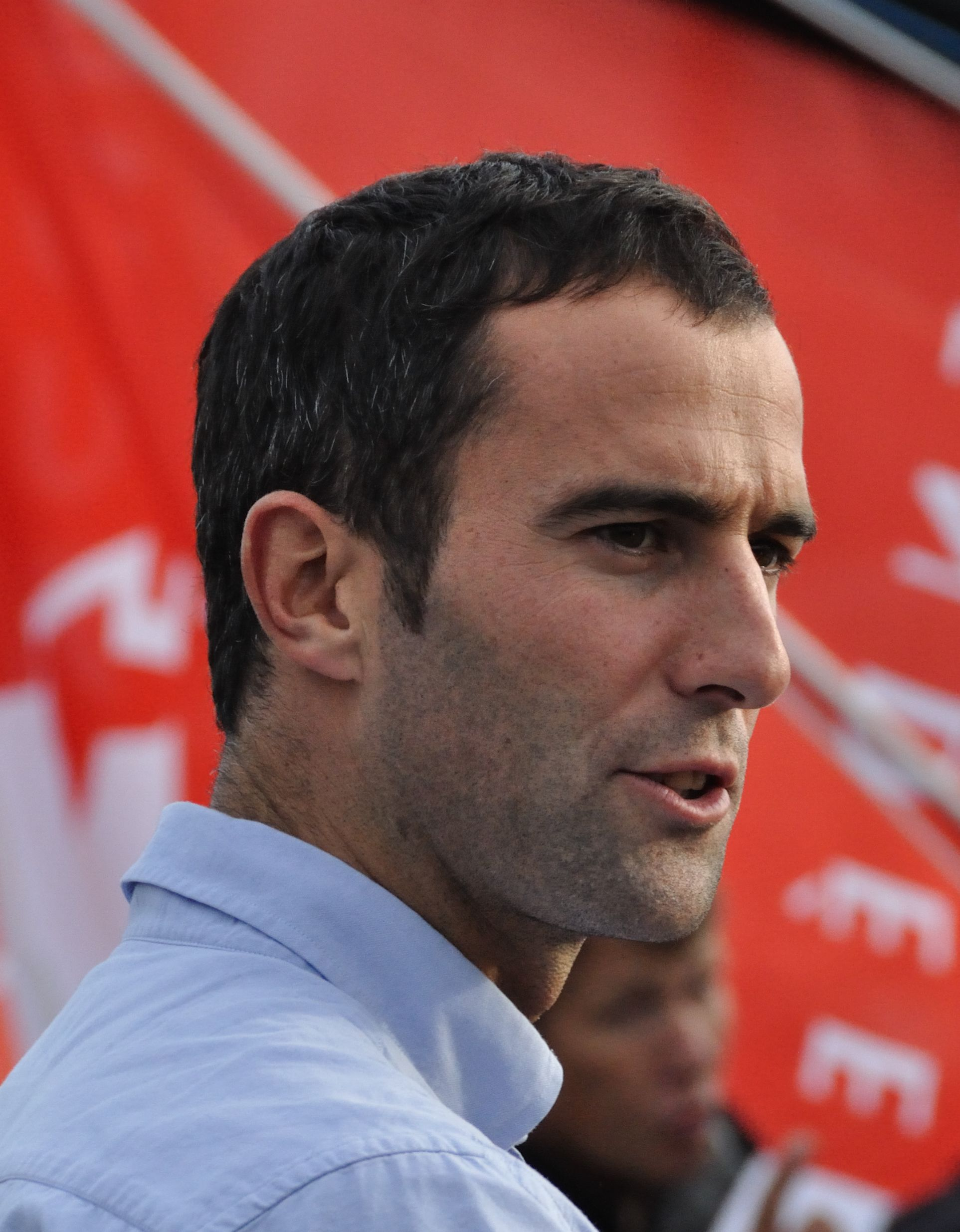
Armel Le Cléac'h.

Les concurrents de l'arrière n'ont rencontré ni dans le Pot au noir ni dans l'Atlantique sud des conditions aussi favorables que les premiers. Le break est fait. Yann Eliès (Quéguiner - Leucémie espoir, 8e) est à 935 milles de Thomson. Il réussit à traverser l'anticyclone de Sainte-Hélène en se faufilant dans un étroit couloir de vent, traçant une route à 400 milles au nord de celle des premiers. Mais ceux qui le suivent sont en plein désarroi au large du Brésil, pris dans une vaste zone anticyclonique. Jean Le Cam (Finistère Mer Vent) et Dick, à plus de 1 430 milles, se disputent la neuvième place,. Dick a réalisé dans la nuit la pire moyenne qu'il ait jamais connue en Imoca : 2 nœuds. Thomas Ruyant (Le Souffle du Nord, 11e) est à 1 627 milles, Kito de Pavant (Bastide-Otio, 12e) à 1 966 milles. Vient ensuite le gros de la flotte, à plus de 2 070 milles,.
À l'avant, Beyou (7e), Meilhat (6e), Riou (5e) et Lagravière (4e) sont rattrapés, puis dépassés l'un après l'autre par le front. Ils n'ont plus qu'un vent faible, venant de l'ouest, c'est-à-dire de l'arrière. Ils sont donc contraints à des empannages. Les écarts se creusent dans le groupe de tête. À la suite d'une collision avec un OFNI survenue deux jours plus tôt, Riou abandonne. Aux prises avec une avarie de safran, Josse perd quatre heures, et cède la deuxième place à Le Cléac'h.
Thomson fait route à la limite de la ZEA (zone d'exclusion antarctique). Il est quelque 90 milles plus sud que Le Cléac'h. Le front de la dépression, qui pousse les concurrents depuis trois jours, se délite peu à peu. Pour les premiers aussi, le vent commence à faiblir et, de nord-ouest, tourne à l'ouest : le 23, Thomson est contraint d'empanner. Il se décale dans le nord. Le soir, Le Cléac'h accuse un retard de 115 milles. Profitant du décalage de Thomson, il revient progressivement sur lui. Le rythme des premiers ralentit.
Le 24 novembre, à 12 h, Thomson établit un nouveau temps de référence à la longitude du cap de Bonne-Espérance,. Il précède alors Le Cléac'h de 103 milles, Josse de 238 milles, Lagravière de 449 milles, Meilhat de 731 milles et Beyou de 832 milles,. Au même moment, Lagravière brise son gouvernail. Il abandonne.

### Océan Indien

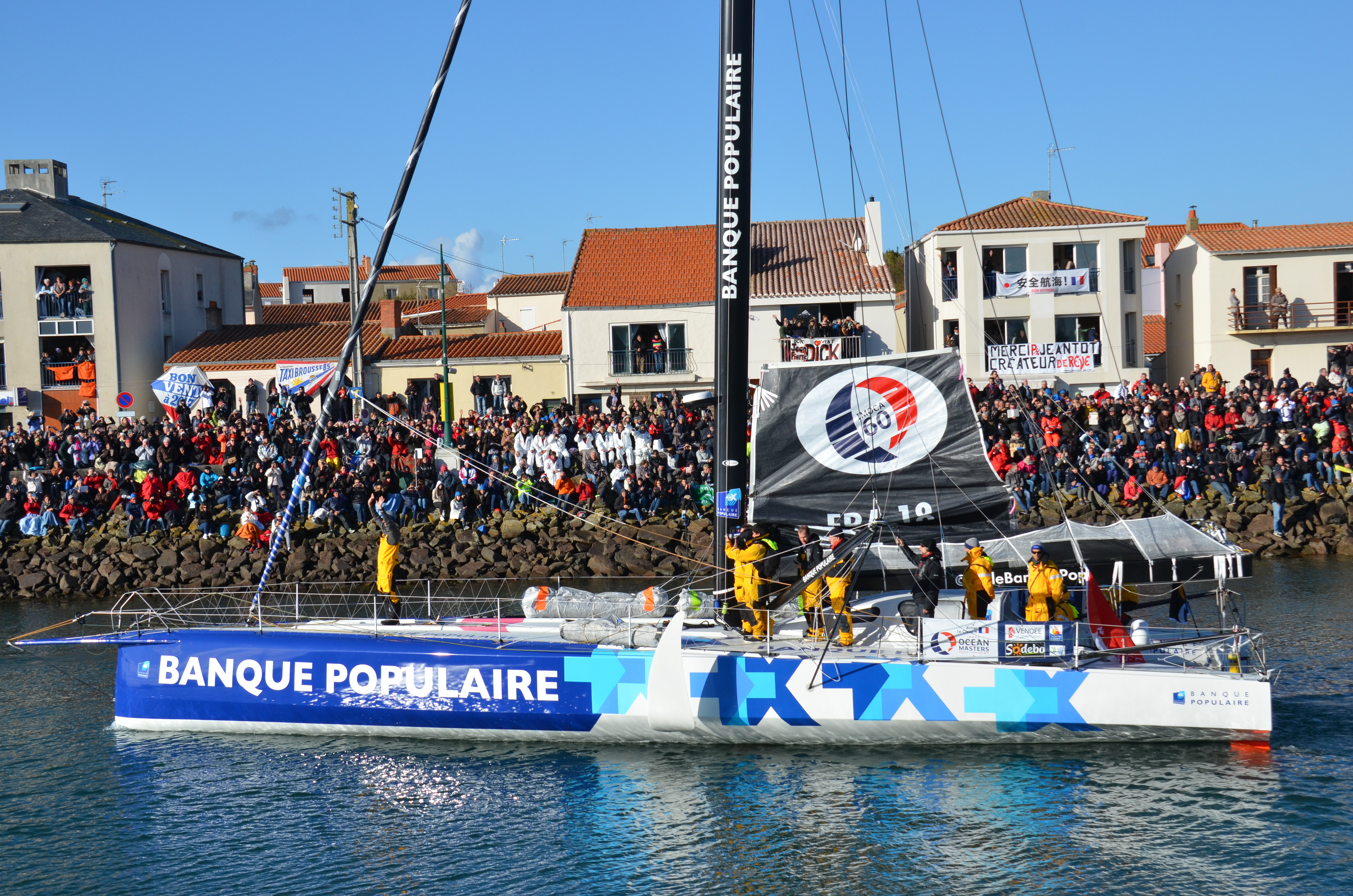
Banque populaire VIII, le bateau d'Armel Le Cléac'h, le jour du départ.

Tout au long de la journée du 24 novembre, Thomson poursuit son décalage dans le nord et Le Cléac'h se rapproche toujours. Le 25, l'écart est d'une trentaine de milles. Les deux navigateurs suivent maintenant la même route. Le 26, dans des vents erratiques, l'écart se réduit à une dizaine de milles. Le 27, les deux bateaux reprennent de la vitesse. Le vent est à 110°, la mer maniable : les conditions sont réunies pour que Le Cléac'h tire parti de son foil tribord. Il passe en tête. Sur une trajectoire proche de celle de Thomson, il va 1,8 nœud plus vite (44 milles de plus en 24 heures). Ce qui semble confirmer que Thomson, bâbord amures, est handicapé par son foil tribord détérioré (à terre, les rumeurs les plus extravagantes courent à propos de ce foil). Le 28, Le Cléac'h a une trentaine de milles d'avance sur son rival. Lamotte, revenu aux Sables-d'Olonne, annonce officiellement son abandon,. Le Cléac'h et Thomson débordent les îles Crozet. Le 29, leur allure est plus portante. Le foil de Le Cléac'h perd donc de son efficacité. Thomson réduit l'écart à une vingtaine de milles. Le 30, les deux marins débordent les îles Kerguelen.
Derrière, des conditions peu satisfaisantes ont aggravé les écarts : Josse (3e) est à 698 milles ; Beyou (4e) et Meilhat (5e) naviguent de conserve à quelque 1 150 milles ; Eliès (6e) est à 1 495 milles, Dick (7e) à 2 075 milles,.

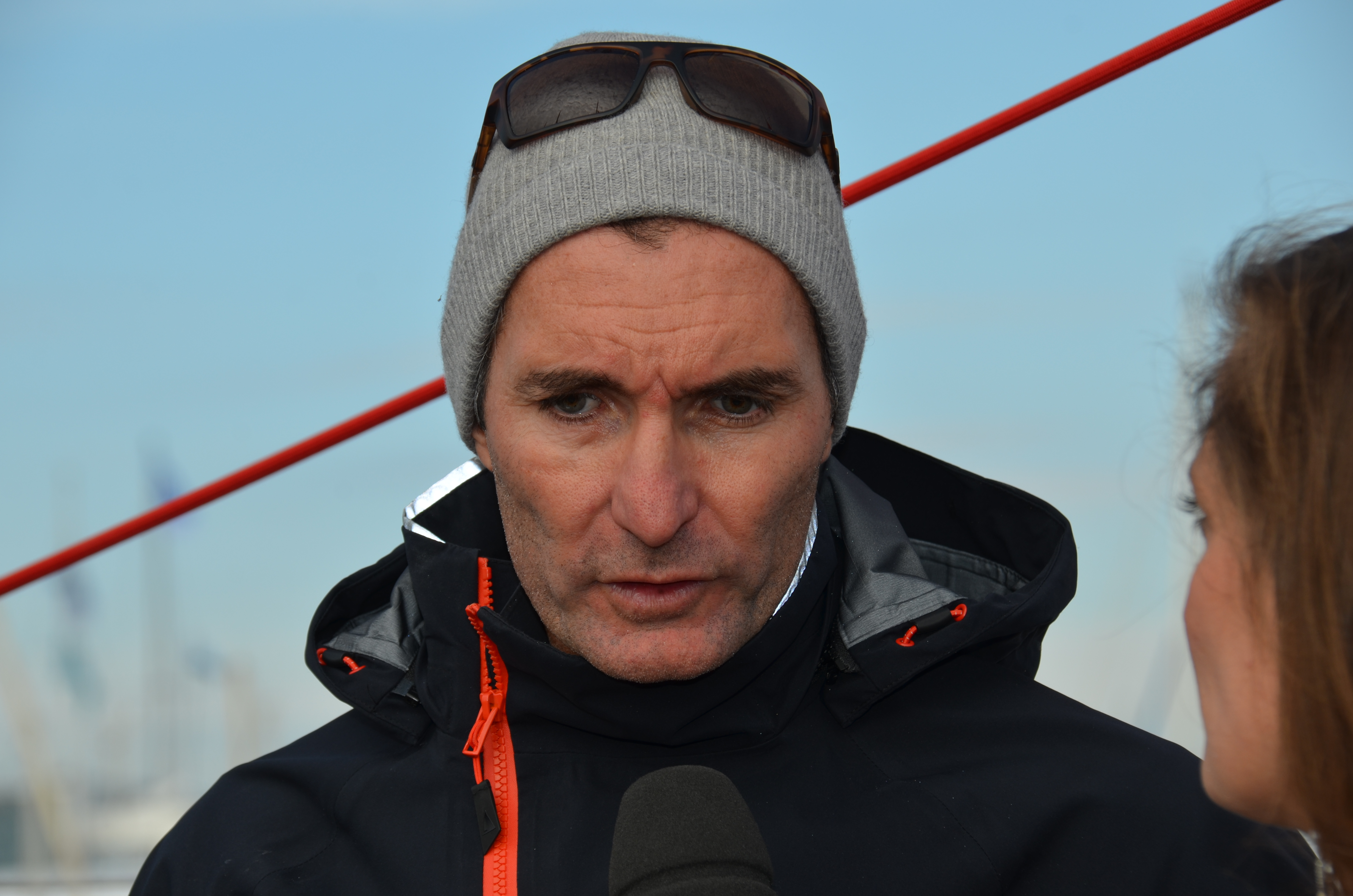
Jérémie Beyou.

Thomson se rapproche à une quinzaine de milles de Le Cléac'h. Le lendemain, 1er décembre, le vent tourne au sud-ouest. Les deux adversaires naviguent donc tribord amures, c'est-à-dire sur le foil bâbord, à la grande satisfaction de Thomson, qui passe en tête. Le 2 décembre, Meilhat ravit la quatrième place à Beyou. Le 3, Le Cléac'h aperçoit le bateau de Thomson, qui le précède de deux ou trois milles. Il le dépasse. Beyou, qui suit Meilhat à une trentaine de milles, est victime d'une avarie de grand-voile. Il se déroute vers le nord-est pour trouver des eaux plus calmes, afin de réparer. Le 4 décembre, Kojiro Shiraishi (Spirit of Yukoh, 12e) démâte. Il abandonne. Ayant réparé, Beyou reprend la course. Il a maintenant 265 milles de retard sur Meilhat,. Le 5 décembre, Le Cléac'h établit un nouveau temps de référence en franchissant la longitude du cap Leeuwin, au sud-ouest de l'Australie. Thomson (2e) est à 101 milles, Josse (3e) à 595 milles, Meilhat (4e) à 1 189 milles, Beyou (5e) à 1 437 milles,.
Parti en survitesse dans des creux de quatre mètres, Josse enfourne, et détériore gravement son foil bâbord. Ayant percuté un OFNI, Romain Attanasio (Famille Mary - Étamine du Lys, 18e) endommage ses deux safrans. Il se déroute vers la côte sud-africaine pour trouver un abri où réparer. Le 6 décembre, ayant percuté un cachalot, Kito de Pavant (10e) est confronté à une importante voie d'eau. Il abandonne et demande assistance. Costa, reparti des Sables-d'Olonne avec quatre jours de retard, dépasse Destremau, qui est maintenant 23e et dernier. Le 7 décembre, Pavant est recueilli par le Marion Dufresne. Josse (3e) abandonne.
Le 8 décembre, Le Cléac'h entre dans l'océan Pacifique. Thomson est à 132 milles, Meilhat (3e) à 1 256 milles. Attanasio, Costa et Destremau sont toujours dans l'Atlantique. Destremau, 22e et dernier, est à 6 020 milles de Le Cléac'h,.

### Océan Pacifique

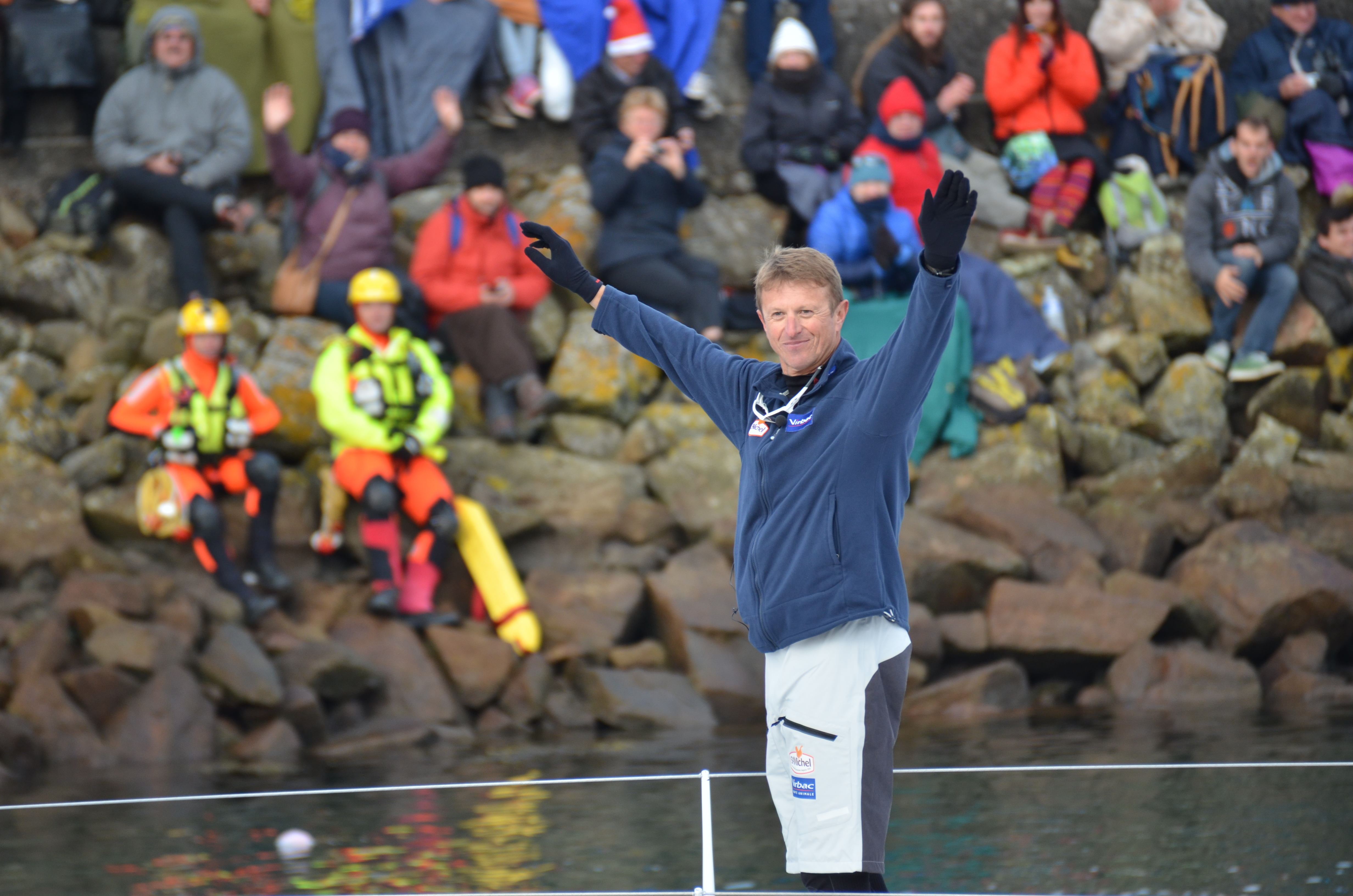
Jean-Pierre Dick, le jour du départ.

Accueillis dans l'océan Pacifique par 36 heures de gros temps, les deux premiers ne baissent pas pour autant de rythme. Dans des vents de 35  à   40 nœuds, sur une mer chaotique, Le Cléac'h réalise toujours des moyennes de près de 20 nœuds. Il ne cesse d'accroître son avance sur Thomson. Le 10 décembre, au sud de la Nouvelle-Zélande, l'écart entre les deux hommes est de 194 milles,.
Après cinq jours de mise entre parenthèses, ayant réparé, Attanasio reprend la course. Il est maintenant avant-dernier (21e). Le 11 décembre, Destremau entre dans l'océan Indien. Il n'y a plus de concurrent dans l'Atlantique. Une puissante dépression menace particulièrement trois marins : Le Cam (7e), Eliès (5e) et Dick (6e). Le Cam, le plus au sud, freine pour l'éviter. Eliès met à la cape. Dick entreprend le 12 décembre un grand détour par le détroit de Bass. Il embouque même le détroit de Banks, entre les îles Furneaux et la Tasmanie, ce qui est une première dans l'histoire des tours du monde sans escale. Il cède ainsi la sixième place à Le Cam.
Le 14 décembre, les deux premiers sont ralentis dans une zone de transition qui leur barre la route. Tous deux s'en déclarent néanmoins satisfaits, après cinq semaines d'une lutte éprouvante à plus de 17 nœuds de moyenne, où les temps de référence ont été pulvérisés. « Cela va faire du bien de décompresser un peu, avoue Le Cléac'h, après ce rythme infernal que nous maintenons depuis plusieurs semaines avec Alex. » Le Léonard ne néglige pas pour autant d'augmenter son avance sur Thomson. Le 15, elle s'élève à 322 milles, au moment où il touche du vent. Thomson vit des heures inconfortables. Il peine à s'extraire des calmes. Devant faire du près sans foil tribord, il dérive. Beyou (4e) réussit à revenir à hauteur de Meilhat. Dick, après avoir passé le détroit de Banks, a bénéficié d'un bon angle. Il retrouve sa place entre Eliès (5e) et Le Cam (7e). Mais l'écart est maintenant serré entre les trois hommes.

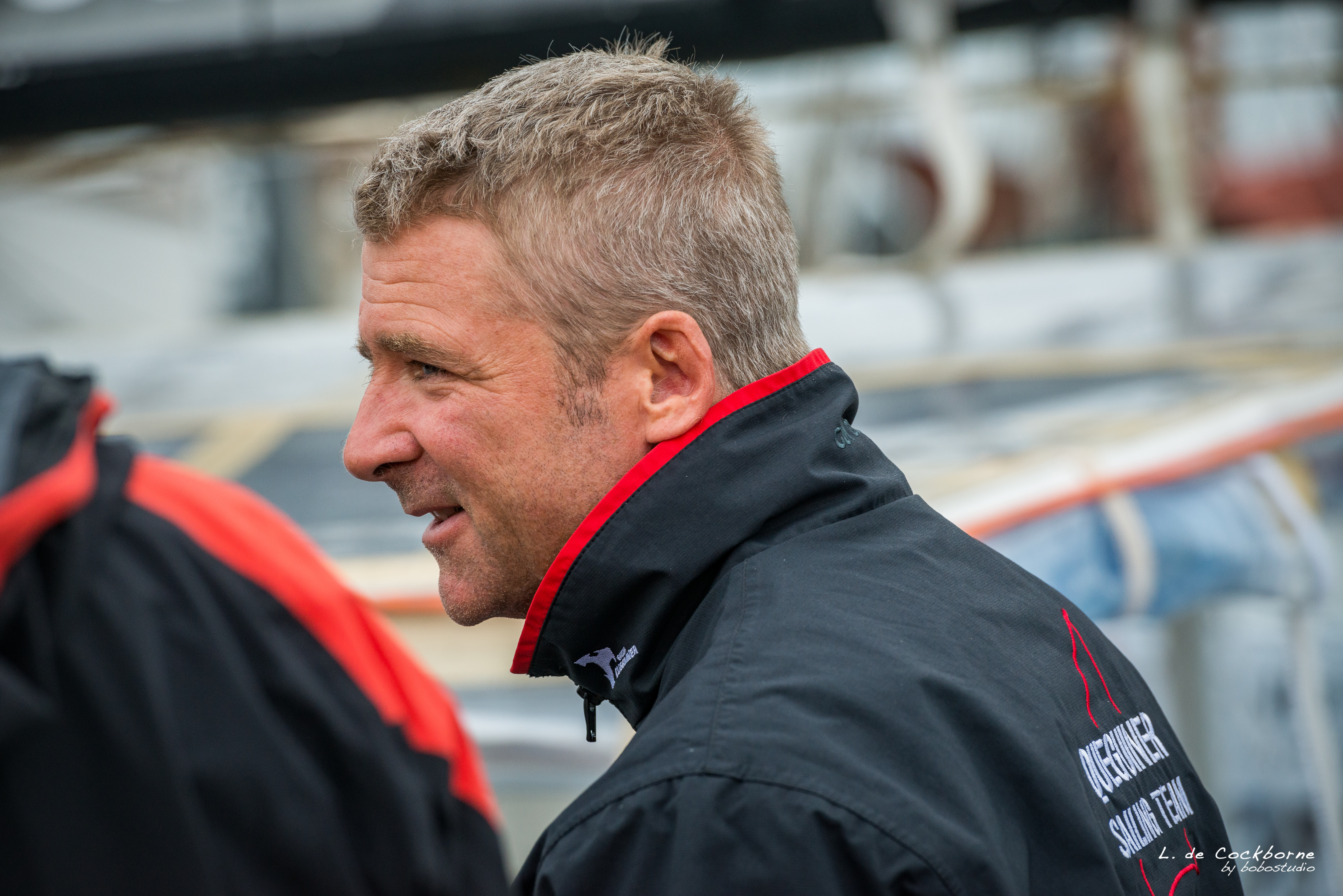
Yann Eliès.

Le 16 décembre, le retard de Thomson sur Le Cléac'h est de 422 milles,. Beyou dépasse Meilhat et prend la troisième place. Le 17 décembre, Stéphane Le Diraison (Compagnie du Lit - Boulogne-Billancourt, 10e) démâte au sud de l'Australie. Le 18, Meilhat reprend la troisième place. À l'approche de la Nouvelle-Zélande, Thomas Ruyant (Le Souffle du Nord, 8e) percute un OFNI. Le bateau a d'importants dégâts structurels. Par « petits décalages stratégiques » et « enchaînements météo », Le Cléac'h continue de creuser l'écart. Le 19, son avance sur Thomson dépasse les 500 milles. Ayant pris l'avantage sur Eliès, Dick est 5e. Il bénéficie de bonnes conditions de vent pour se lancer à la poursuite du tandem Meilhat-Beyou, qui le précède de plus de 600 milles. Le 20 décembre, Ruyant annonce officiellement son abandon. Meilhat (3e), victime d'une avarie de vérin de quille, se déroute plein nord.
Le 23 décembre à 13 h 34, Le Cléac'h établit un nouveau temps de référence en doublant en tête le cap Horn. Thomson est à 762 milles, Beyou (3e) à 1 621 milles, Dick (4e) à 2 112 milles. Eliès (5e) et le Cam (6e) suivent, à plus de 2 200 milles. Louis Burton (Bureau Vallée) est à 3 591 milles, Nándor Fa (Spirit of Hungary) à 4 280 milles, Conrad Colman (Foresight Natural Energy) à 4 846 milles. Vient ensuite un groupe de six concurrents encore dans l'océan Indien, au sud de l'Australie : Arnaud Boissières (La Mie câline), Alan Roura (La Fabrique), Éric Bellion (Comme un seul homme), Enda O'Coineen, Rich Wilson (Great American IV) et Fabrice Amedeo (Newrest-Matmut). Pieter Heerema (No Way Back), à l'approche du cap Leeuwin, est talonné par Costa qui poursuit sa remontée. Attanasio et Destremau ferment la marche, à plus de 7 500 milles de Le Cléac'h,. Le Diraison annonce son abandon. Costa dépasse Heerema.

### Remontée de l'Atlantique sud
Ce jour-là, 23 décembre, le retard de Thomson sur Le Cléac'h atteint 820 milles. Le Gallois se dit pourtant « heureux », car il vient de réussir à relever le moignon de son foil : « Il n’est plus à l’eau, et n’engendre plus de traînée… » Le 24, les conditions en tête de course s'inversent. Le Cléac'h est freiné dans des calmes au sud-ouest des îles Malouines. Thomson touche du vent du sud. Tribord amures, il file 20 nœuds. De son côté, Beyou (3e) accroche le flux de nord d'une dépression. Meilhat annonce son abandon. Le 25 décembre, deux jours après Le Cléac'h, Thomson double le cap Horn. Il n'a plus que 455 milles de retard.
Au large de l'Argentine, les choses restent compliquées pour Le Cléac'h. D'abord contraint de tirer des bords, il ne peut compter ensuite que sur un vent d'ouest modéré. Pour Thomson, tout est simple. Il n'empanne qu'une fois (au sud des Malouines), puis il fait route directe en bénéficiant d'un flux soutenu. Le soir du 28 décembre, Le Cléac'h entre dans une zone de vents faibles : son chemin est barré au large de l'Uruguay par une cellule anticyclonique. Thomson est à 255 milles. Au matin du 30, au large de Rio Grande, il est à 29 milles : il vient de reprendre 791 milles en une semaine. Il est ralenti à son tour, au moment où Le Cléac'h sort de l'anticyclone. L'élastique se tend à nouveau.
Le 1er janvier 2017, au sud de la Nouvelle-Zélande, O'Coineen démâte. Il abandonne. Le 2, les deux derniers, Heerema et Destremau, quittent ensemble l'océan Indien.
Depuis le 31 décembre, l'écart varie de 130  à   190 milles entre les deux hommes de tête, qui tirent des bords au large des côtes brésiliennes, dans un faible vent de nord-est. Les moyennes sont d'une dizaine de nœuds. Au soir du 3 janvier, Beyou (3e) est revenu à 591 milles de Le Cléac'h. En 11 jours, il vient de lui reprendre 1 030 milles. Il est maintenant à 393 milles de Thomson,. Les trois premiers entrent doucement dans le régime d'alizés. Ce ne sont toujours que des petits vents de nord-est de dix à quinze nœuds, ce qui ne permet pas à Thomson d'exploiter le potentiel de son foil bâbord. Le 4 janvier, les vents tournent progressivement à l'est pour Le Cléac'h, et enfin au sud-est. Il creuse à nouveau l'écart. Le 5, au large de Natal, il précède Thomson de 342 milles,. Il commence alors à ralentir, ressentant les premiers effets d'un Pot au noir très étendu. Le 7, il établit un nouveau temps de référence en franchissant l'équateur.

### Remontée de l'Atlantique nord et arrivée des trois premiers

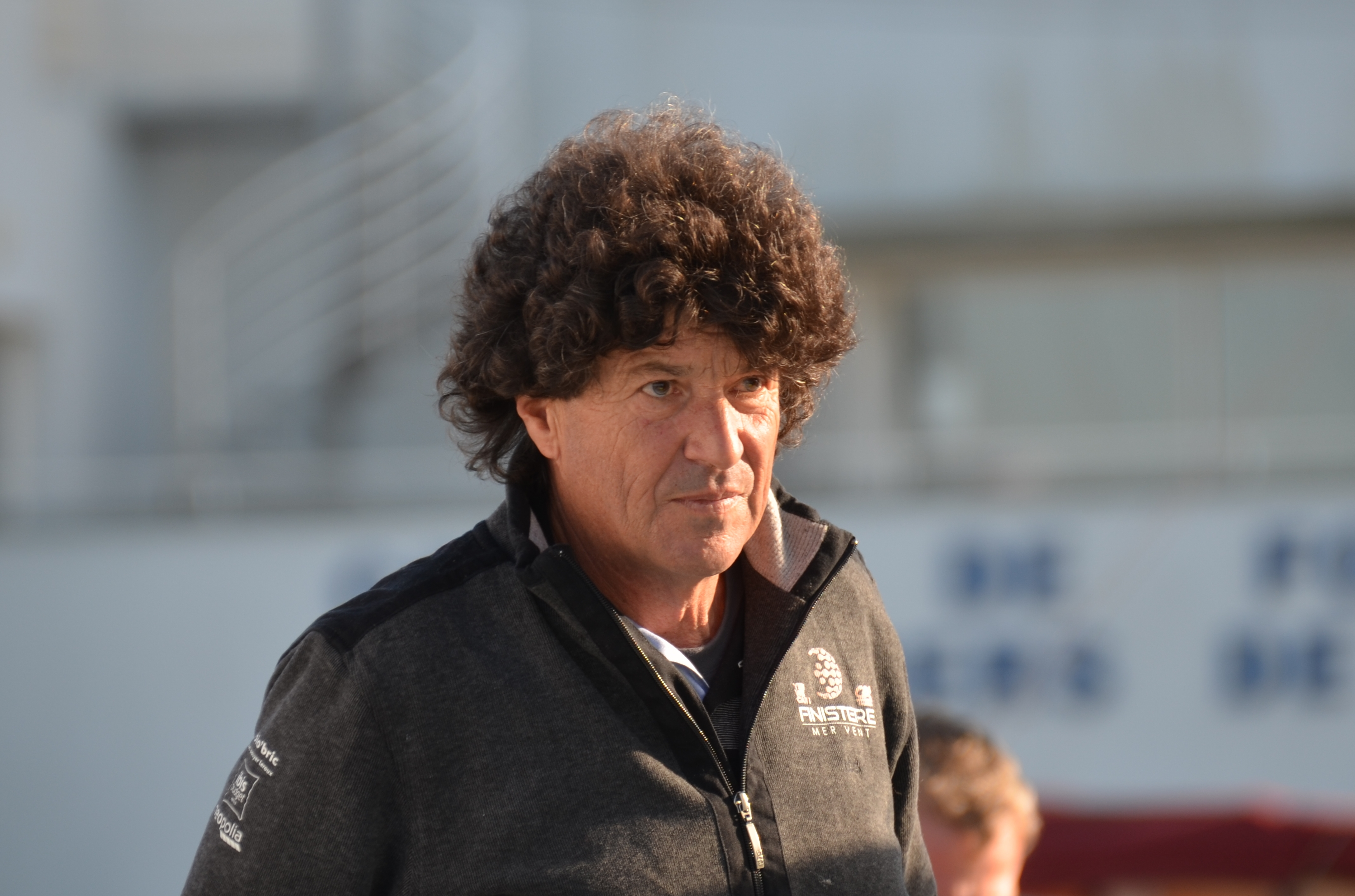
Jean Le Cam.

Le 8 janvier, Bellion s'empare de la neuvième place au détriment de Colman, handicapé par la perte de trois voiles d'avant. Le 9, Eliès et Le Cam, qui naviguent bord à bord, s'échangent la cinquième place. Le Cléac'h et Thomson en ont fini avec le Pot au noir. Ils progressent maintenant dans des vents légers de secteur est. Le soir, l'avance de Le Cléac'h n'est plus que de 79 milles, : le Pot au noir a été une nouvelle fois favorable à Thomson, ce que le Léonard trouve « dur à avaler ». Patiemment, dans un alizé « assez faible et très perturbé », il reconstitue son avance. Le 10, il évoque ses difficultés : 

« J’attends toujours le vent qui est assez faible. Par rapport aux fichiers météo, la situation est loin d’être claire. Depuis deux-trois jours on a du mal à progresser vers le nord. Nous faisons face à une activité orageuse depuis l’équateur. Le Pot au noir est monté avec nous. Des nuages et des gros grains se sont formés au fur et à mesure de notre progression […] ll n’y a rien de simple. Ce n’est pas le schéma classique. On est dans une situation météo vraiment anormale pour cette période de l’année […] Physiquement je tiens le coup, je n’ai pas de grosses manœuvres à faire, c’est plutôt plein de petits réglages, c’est plus mentalement que c’est difficile. »

 Le soir, son avance est de 135 milles,. Le 11 janvier, il déborde les îles du Cap-Vert. Son avance atteint 253 milles,. Le 12, les deux premiers entrent dans une zone de vents faibles et instables. Le 13, des vitesses de l'ordre d'un à quatre nœuds sont affichées. Thomson est positionné 70 milles plus à l'ouest, pour recevoir un peu plus de vent. L'écart entre les deux premiers se réduit à 121 milles,. Eliès et Le Cam, qui viennent de franchir l'équateur, continuent de s'échanger la cinquième place. Dans le Pacifique, Amedeo prend la onzième place à Boissières, piégé dans des calmes. Le 14 janvier, les deux premiers sont au grand large des îles Canaries. Le soir, Thomson commence à se décaler vers l'est pour se remettre dans le sillage de Le Cléac'h. Il ne perd pas de terrain dans ce recalage. Au contraire, bénéficiant d'un bon angle, il en gagne. Au matin du 15, lorsque Le Cléac'h reprend de la vitesse, il précède Thomson de 109 milles,. C'est une déception pour le Gallois : il s'était fixé comme objectif d'être à 30 milles au terme de ces trois jours de vents faibles, afin de doubler ensuite son rival dans le vent fort. Cela lui aurait permis d'arriver le premier à une dorsale annoncée — atout décisif pour gagner la course. En effet, des vents contraires défendent aux deux premiers la route directe vers les Sables-d'Olonne : Le Cléac'h et Thomson doivent tirer un grand bord vers le nord, où les attend la traversée d'une dorsale anticyclonique.

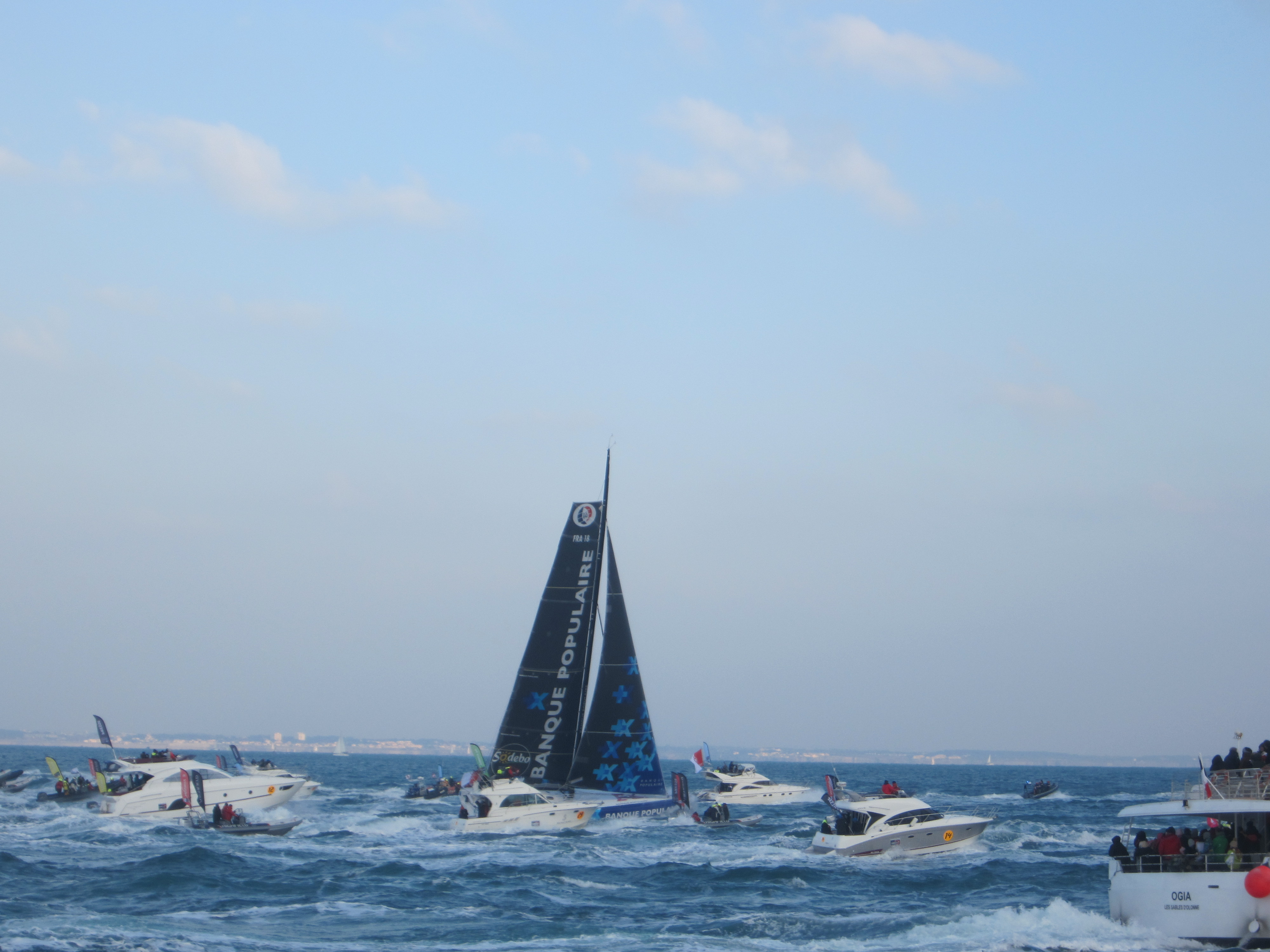
Banque populaire VIII sous un ris et J2 quelques milles avant son arrivée.

Au large de Madère, portés par un bon flux de sud-est, les deux bateaux filent maintenant plus de 20 nœuds, tribord amures. Thomson est sur son foil valide. Dans la nuit, les Açores sont débordées par l'est. Le 16 janvier, Thomson bat le record de distance parcourue en 24 heures : 536,81 milles, soit une moyenne de 22,36 nœuds,. Mais Le Cléac'h résiste. L'écart se stabilise autour de 75 milles. Au matin du 17, à l'approche de la dorsale, les deux bateaux commencent à ralentir. Ils franchissent le 46° 29′ 50″ N, la latitude des Sables-d'Olonne. Les trajectoires s'incurvent vers le nord-est. Depuis le matin, Thomson est décalé 15 ou 20 milles au nord-ouest pour recevoir plus de vent plus longtemps. Il réduit un peu l'écart, en distance sur l'eau. Puis il se recale sur la trajectoire de Le Cléac'h.
Le 18 janvier, le déplacement de la dorsale vers le nord-est va provoquer une bascule de vent du sud-est à l'est, puis de l'est au nord-est. Les deux concurrents doivent faire le choix capital du meilleur moment pour virer de bord, pour profiter au plus vite de la bascule tout en ayant l'angle idéal vers les Sables-d'Olonne. Lorsque Le Cléac'h vire à 40 milles à l'ouest des îles Scilly, il précède Thomson de 60 milles (sur l'eau). Le Gallois reconnaît à ce moment-là qu'il ne lui reste plus d'option à tenter : les 300 derniers milles vont se faire bâbord amures, avec du vent ; il devra donc se contenter de suivre, sur son foil blessé, incapable de rivaliser. Il vire 40 milles avant Le Cléac'h.
Dick (4e) comptait, le 15 janvier, 300 milles d'avance sur Eliès et Le Cam (au contact depuis la Tasmanie). Le 18 janvier, contraint d'aller chercher du vent dans l'ouest, il permet au duo de revenir à sa hauteur par une route plus courte. Les trois hommes se disputent maintenant la quatrième place.
Le 19 janvier, à 16 h 37, Armel Le Cléac'h franchit en vainqueur la ligne d'arrivée, établissant un nouveau temps de référence. Le 20 janvier, à 8 h 37, Alex Thomson finit deuxième, seize heures après Le Cléac'h. La fin de parcours de Beyou (3e) est contrariée par des vents faibles. Le 21 janvier, au large de la pointe bretonne, il voit sa vitesse descendre jusqu'à 4 nœuds, et le lendemain jusqu'à 0,6 nœud. Dans la nuit du 22 au 23, Boissières reprend la onzième place à Amedeo. Le 23 janvier, à 19 h 40, Jérémie Beyou termine à la troisième place, 4 jours et 3 heures après Le Cléac'h.

### Après l'arrivée des trois premiers
Depuis les Açores, le trio Dick-Eliès-Le Cam progresse à vive allure en avant d'une dépression. Dick est le plus nord, Le Cam le plus sud, Eliès entre les deux. Des écarts se creusent. Dick (4e) est avantagé par son décalage au nord et par son foil. À l'aube du 24 janvier, à 316 milles du but, il précède Eliès de 73 milles et Le Cam de 118 milles,. Mais les calmes règnent toujours sur le golfe de Gascogne. Le vent mollit par l'avant. De sud, il tourne progressivement pour basculer à l'est à l'approche des côtes. Dick est le premier ralenti, et le premier à naviguer au près. Les écarts se réduisent. Le 25 janvier, dans le dernier bord le long de la côte, à une vingtaine de milles de l'arrivée, Jean-Pierre Dick est suivi d'Eliès à 12 milles et de Le Cam à 34 milles. À 14 h 47, il termine à la quatrième place, 5 jours et 22 heures après Le Cléac'h. Les quatre premiers ont donc couru sur des bateaux équipés de foils. À 16 h 13, Yann Eliès finit cinquième, une heure et 26 minutes après Dick. Son Quéguiner-Leucémie espoir termine premier des bateaux à dérives droites. À 17 h 43, Jean Le Cam finit sixième, une heure et 30 minutes après Eliès (qui l'accompagne depuis plus de la moitié d'un tour du monde), deux heures et 56 minutes après Dick. C'est la première fois dans l'histoire du Vendée Globe que trois concurrents terminent le même jour.
Le 27 janvier, Attanasio prend la quinzième place à Costa. Celui-ci la lui reprend le 29. Le même jour, Destremau, 18e et dernier, double le cap Horn. Il n'y a plus de concurrent dans le Pacifique. Le 2 février, à 8 h 47, Louis Burton termine septième. Son Bureau Vallée se place troisième des bateaux à dérives droites. Le 8 février à 11 h 54, Nándor Fa, 63 ans, finit huitième sur un Spirit of Hungary qu'il a en partie dessiné et construit. En 1993, le Hongrois avait terminé cinquième de la deuxième édition du Vendée Globe.
Le 10 février, Conrad Colman (10e) démâte à 700 milles de l'arrivée. Le 13, Arnaud Boissières lui prend la dixième place. Le même jour, à 17 h 58, Éric Bellion termine neuvième. Le 14, Fabrice Amedeo prend la onzième place à Colman, qui dérive depuis quatre jours au grand large de Peniche. Le soir, ayant réussi à établir un gréement de fortune, le Néo-Zélandais repart. Le 16 février, Alan Roura lui prend la douzième place. Le 17, à 9 h 26, Arnaud Boissières termine dixième. Le 18, à 10 h 03, Fabrice Amedeo termine onzième. Le 19, Rich Wilson prend la treizième place à Colman, qui progresse à 3 ou 4 nœuds dans des vents contraires. Le 20 février, à 9 h 12, le benjamin de l'épreuve, le Suisse Alan Roura, 23 ans, finit douzième. Son bateau termine premier des bateaux d'ancienne génération : La Fabrique n'est autre que le Superbigou construit par Bernard Stamm lui-même, lancé en 2000.

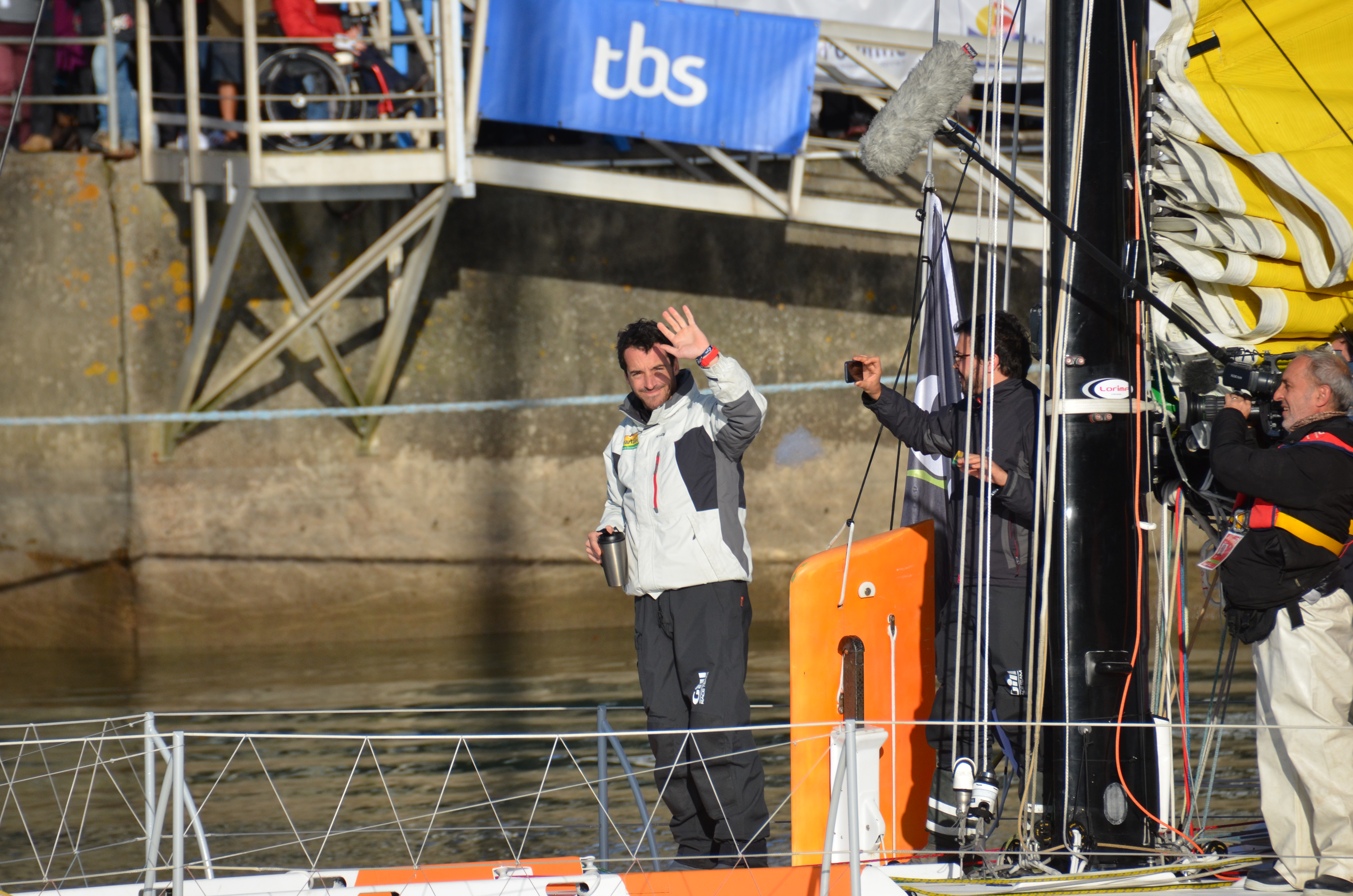
Louis Burton le jour du départ
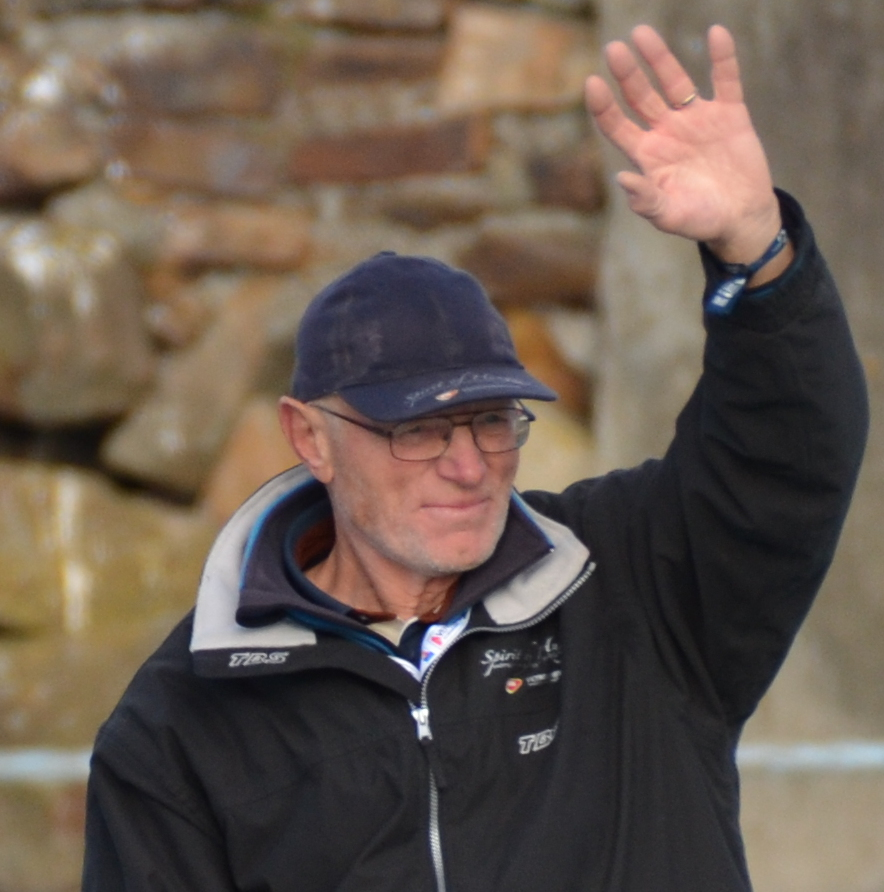
Nándor Fa le jour du départ
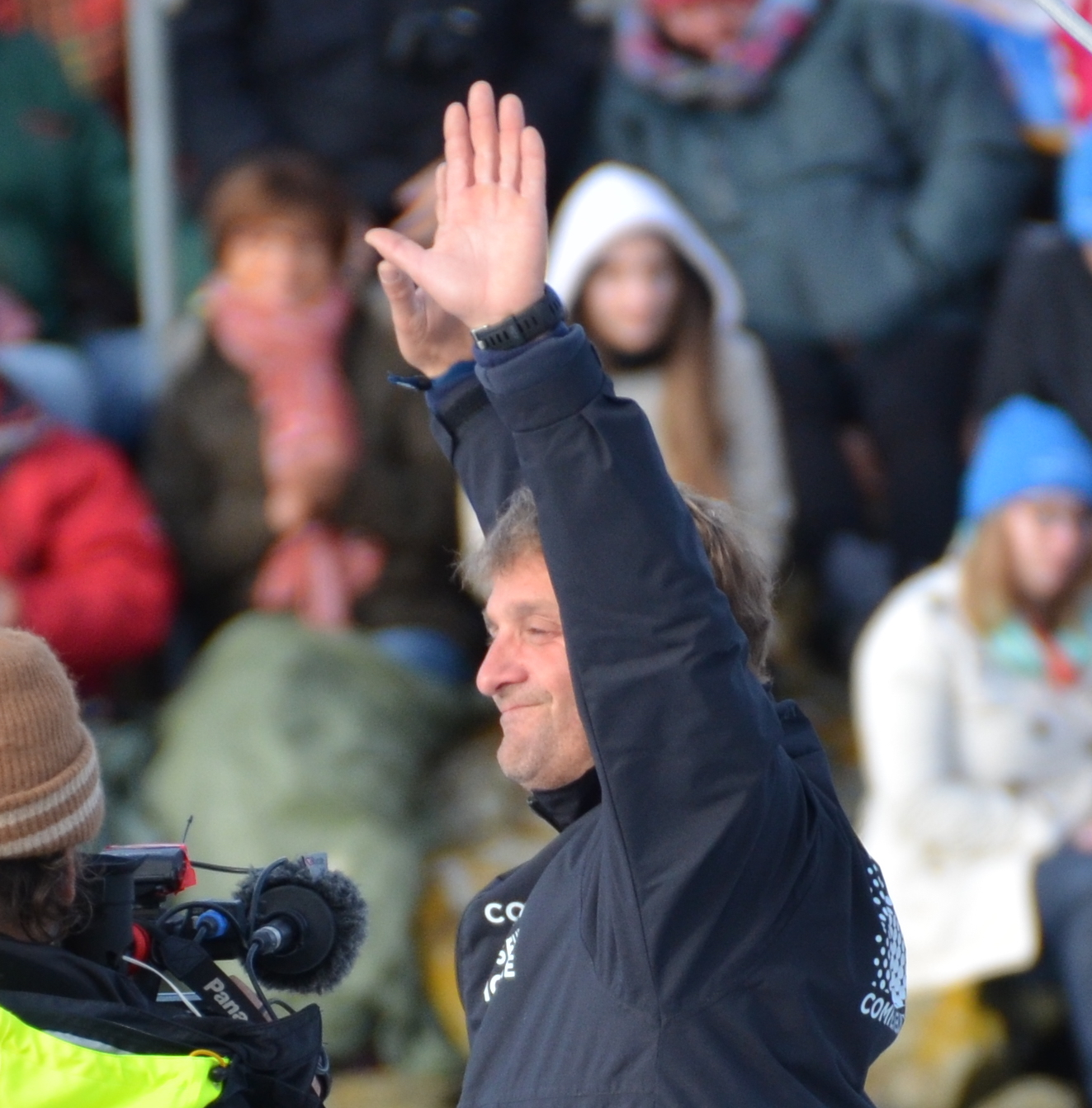
Éric Bellion le jour du départ
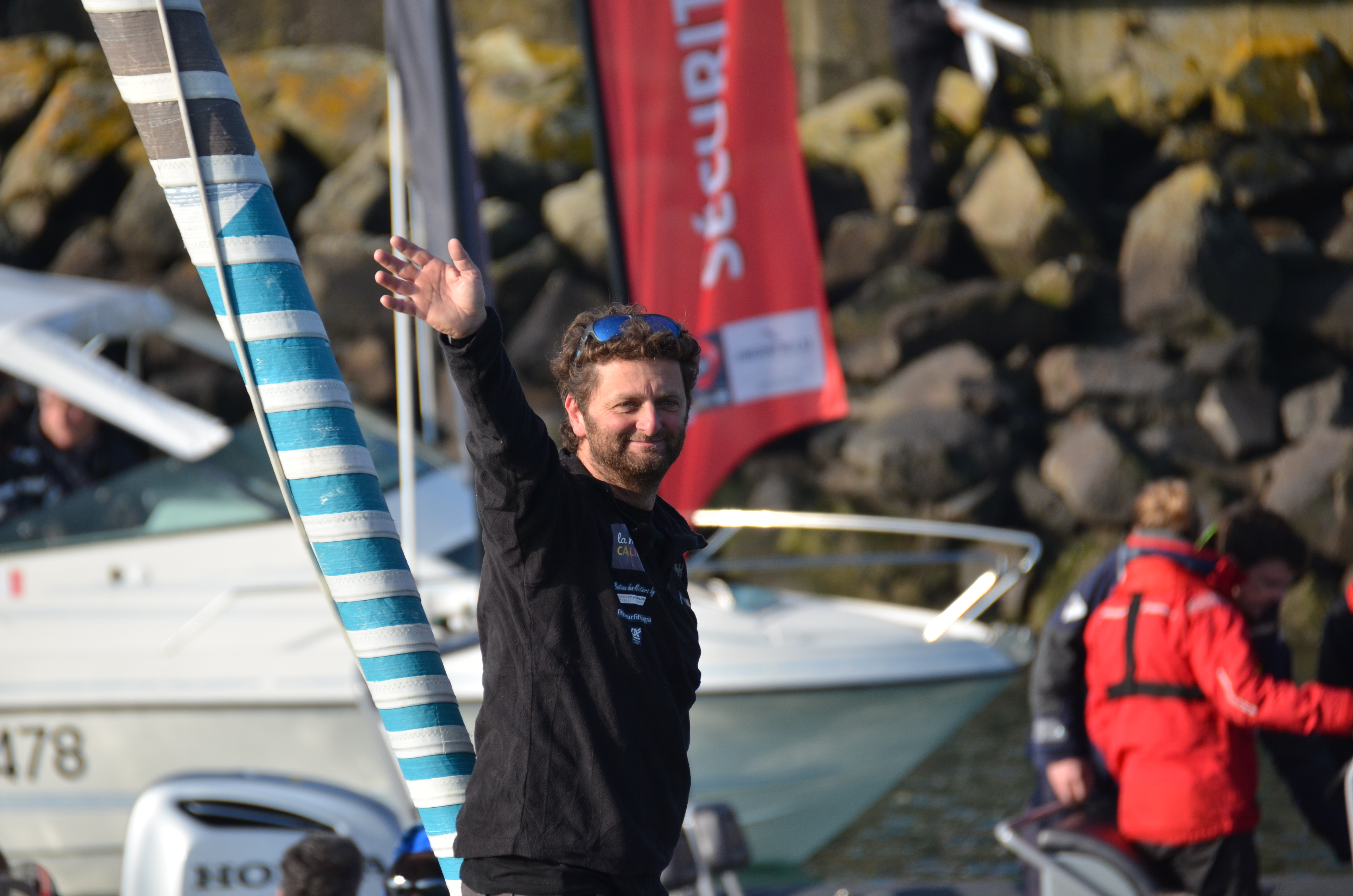
Arnaud Boissières à l'arrivée
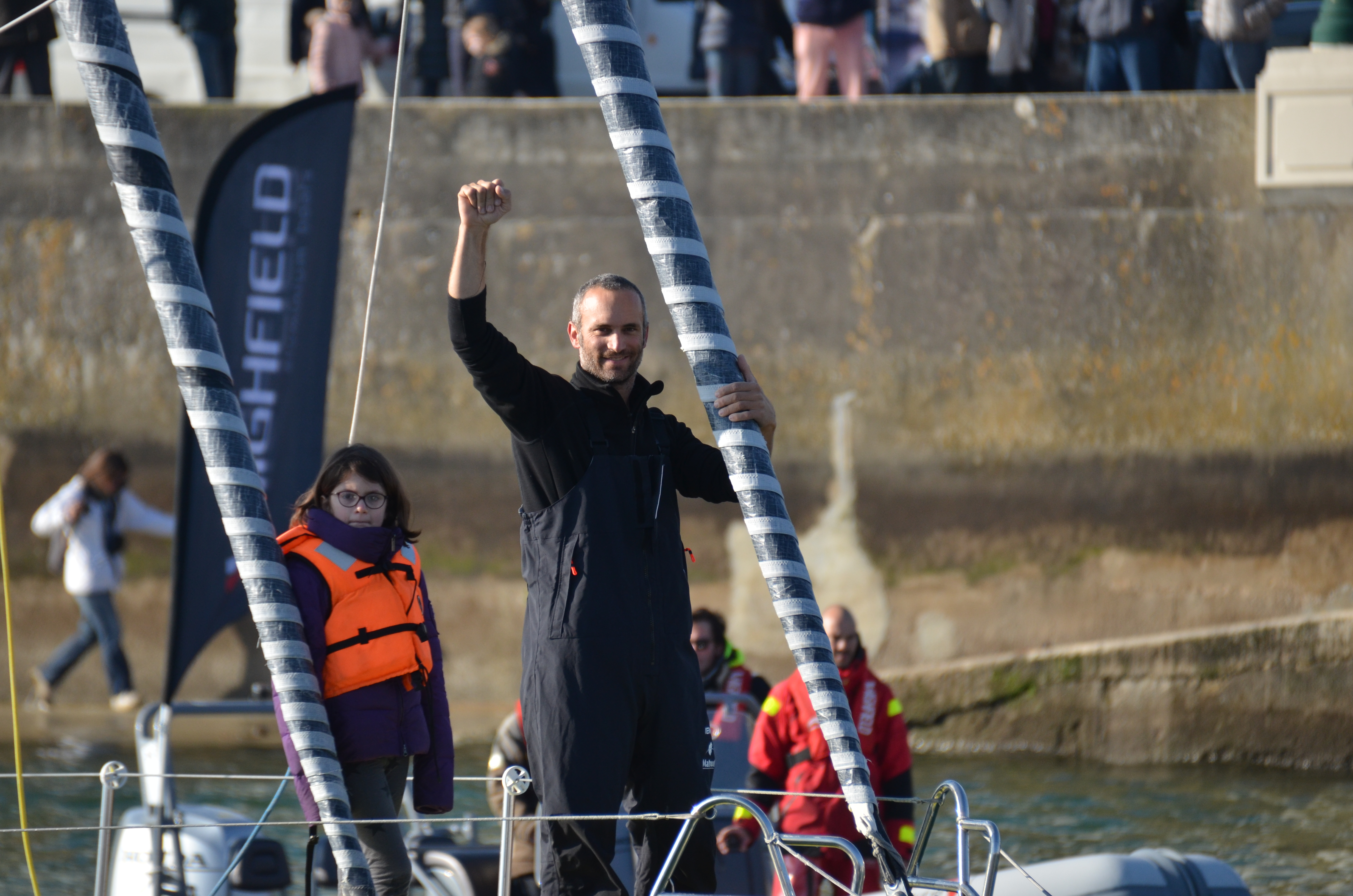
Fabrice Amedeo à l'arrivée
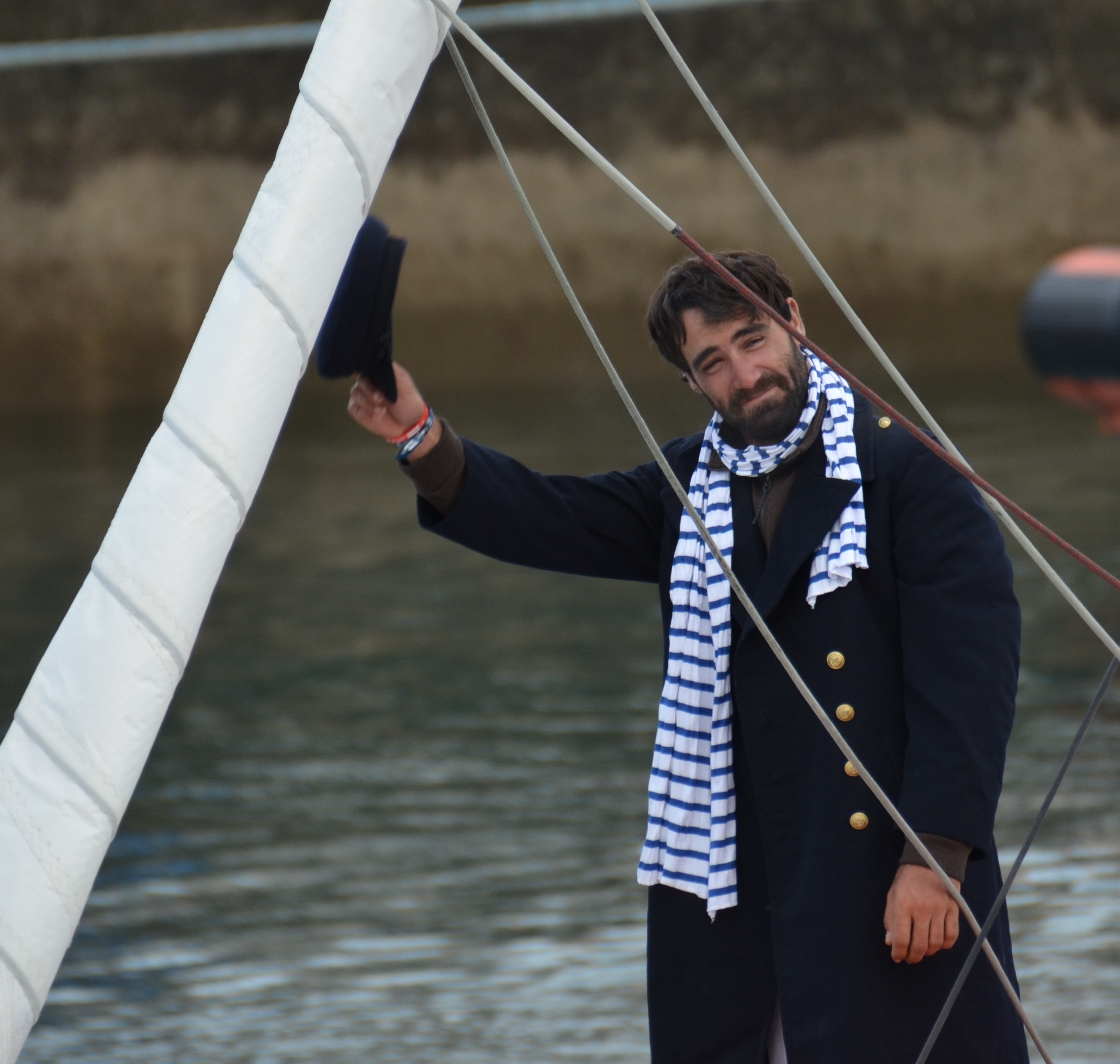
Alan Roura le jour du départ

Le 21 février, à 13 h 50, l'Américain Rich Wilson, 66 ans, doyen de l'épreuve, termine treizième. Le même jour, le Catalan Didac Costa prend la quatorzième place à Colman. Il termine le 23, à 8 h 52. Le 24, Romain Attanasio prend la quinzième place à Colman et franchit la ligne d'arrivée à 11 h 06. Conrad Colman, qui vient de parcourir 740 milles sous gréement de fortune, finit seizième à 15 heures. Il est le premier navigateur des temps modernes à boucler un tour du monde sans recours à un combustible fossile : à bord de son Foresight Natural Energy, les batteries sont alimentées par 24 modules photovoltaïques souples intégrés à la structure de la grand-voile et par un générateur entraîné par l'hélice. Ce dernier peut aussi, hors course, faire tourner l'hélice pour propulser le bateau.
Le 2 mars, à 22 h 26, le Néerlandais Pieter Heerema, 65 ans, termine 17e. Le 11 mars, à 1 h 40, Sébastien Destremau termine à la dernière place. Dix-huit marins ont bouclé le tour du monde : jamais autant de concurrents n'ont franchi la ligne d'arrivée dans un Vendée Globe. Onze ont abandonné.

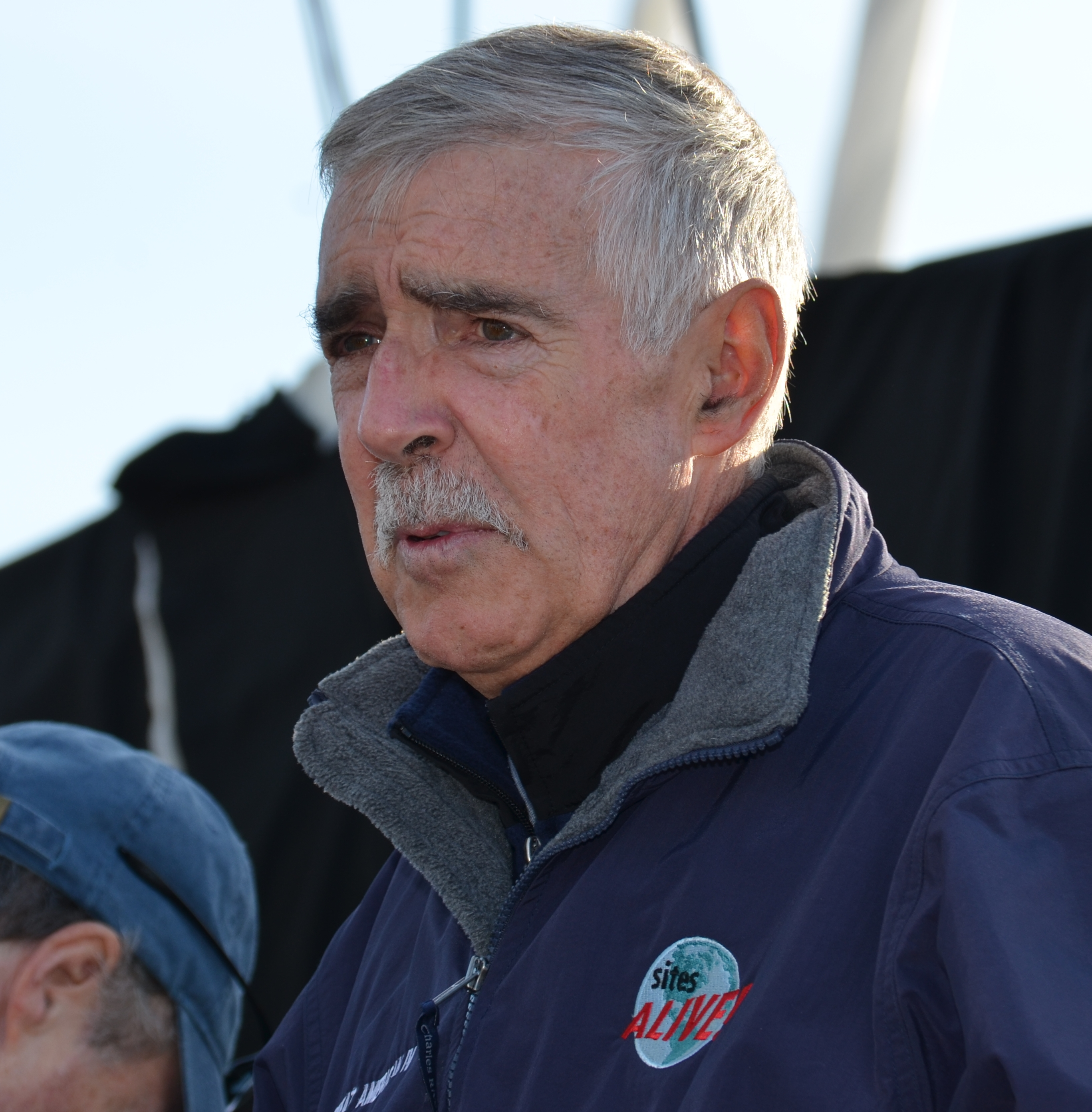
Rich Wilson
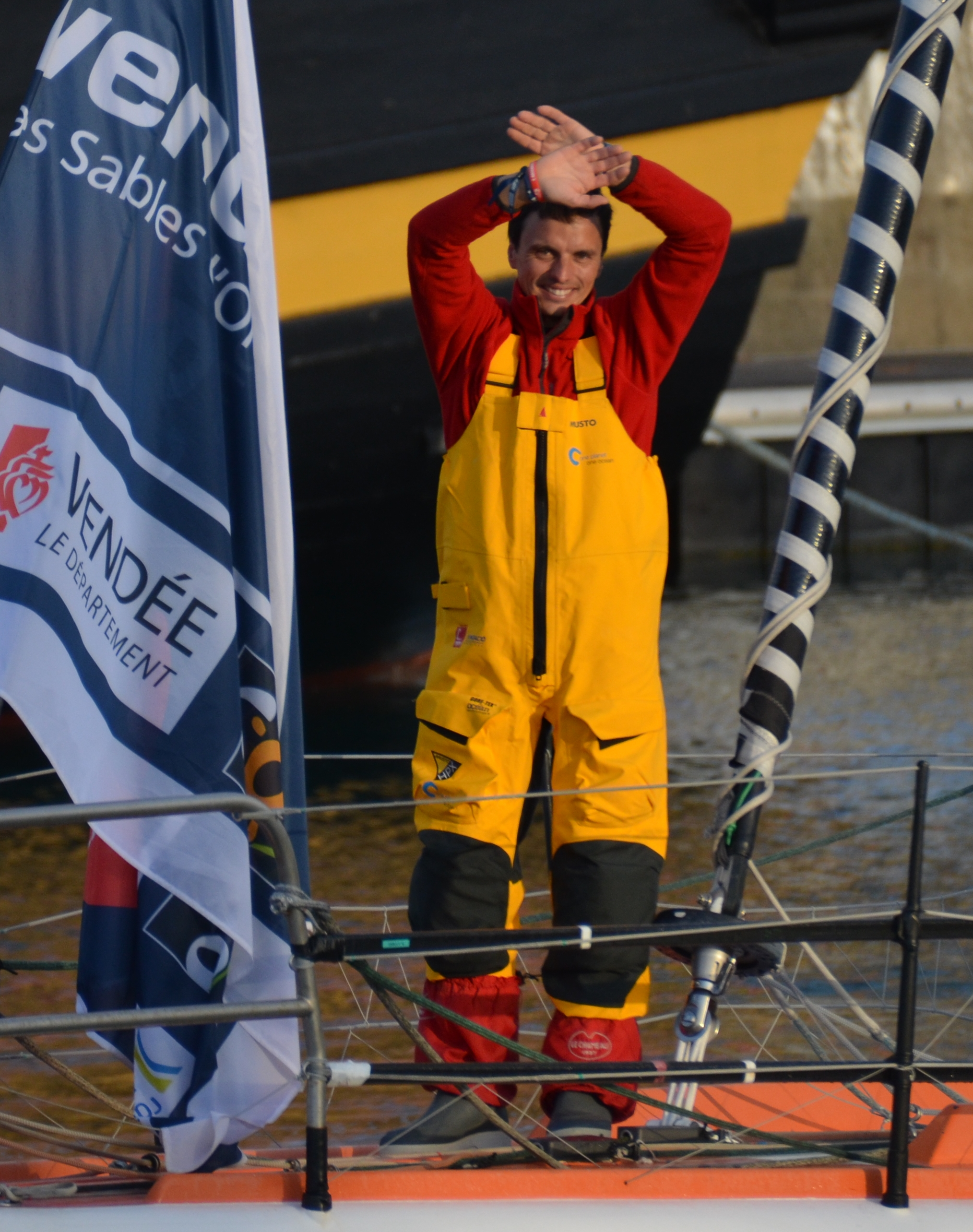
Didac Costa le jour du départ
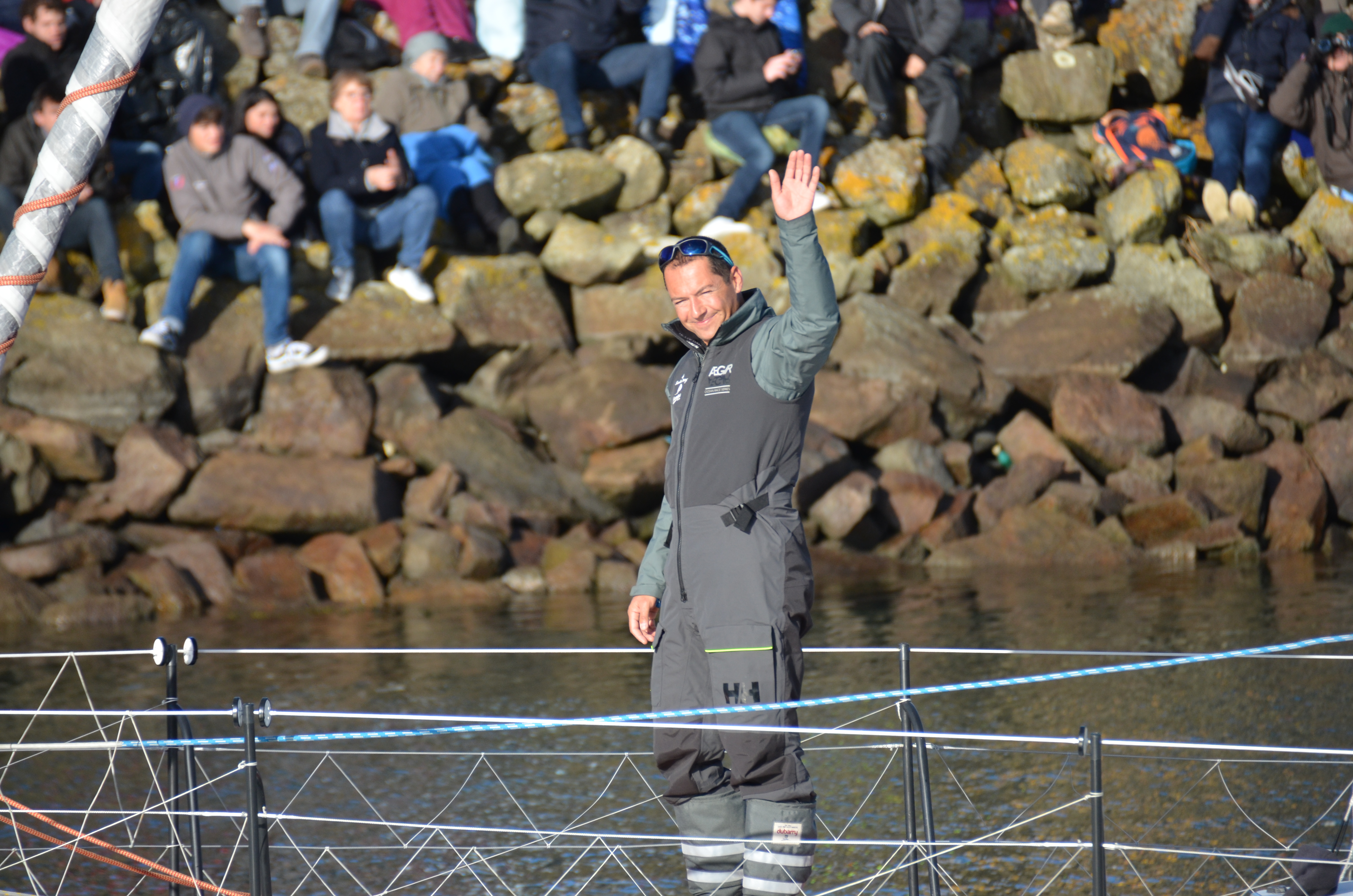
Romain Attanasio le jour du départ
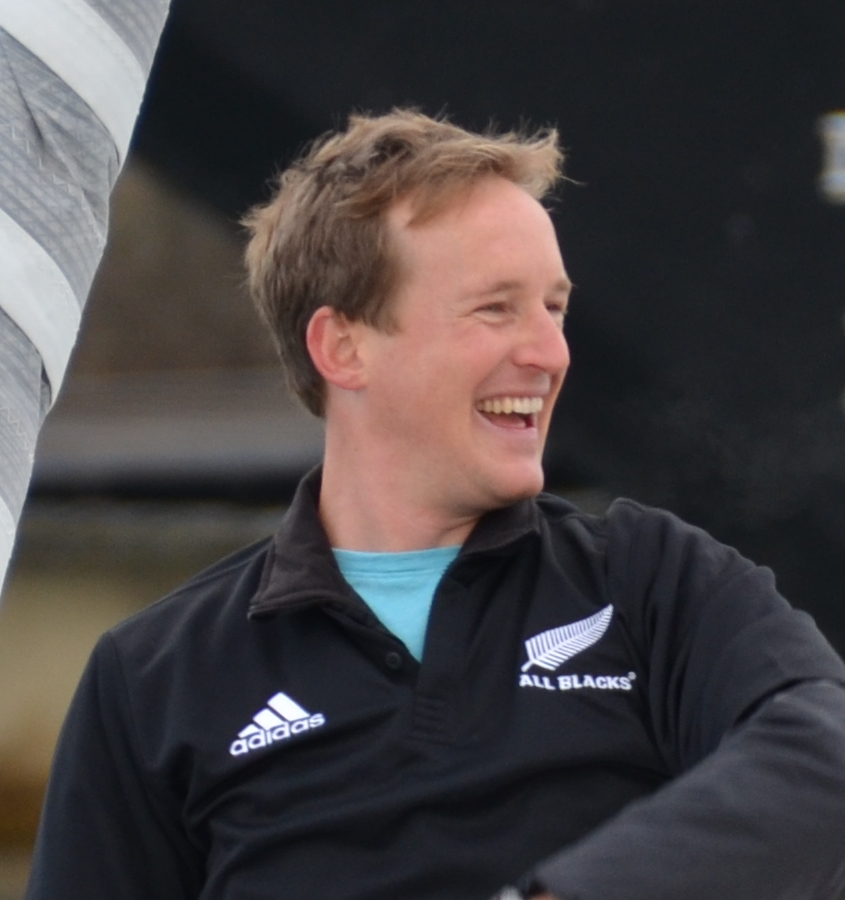
Conrad Colman le jour du départ
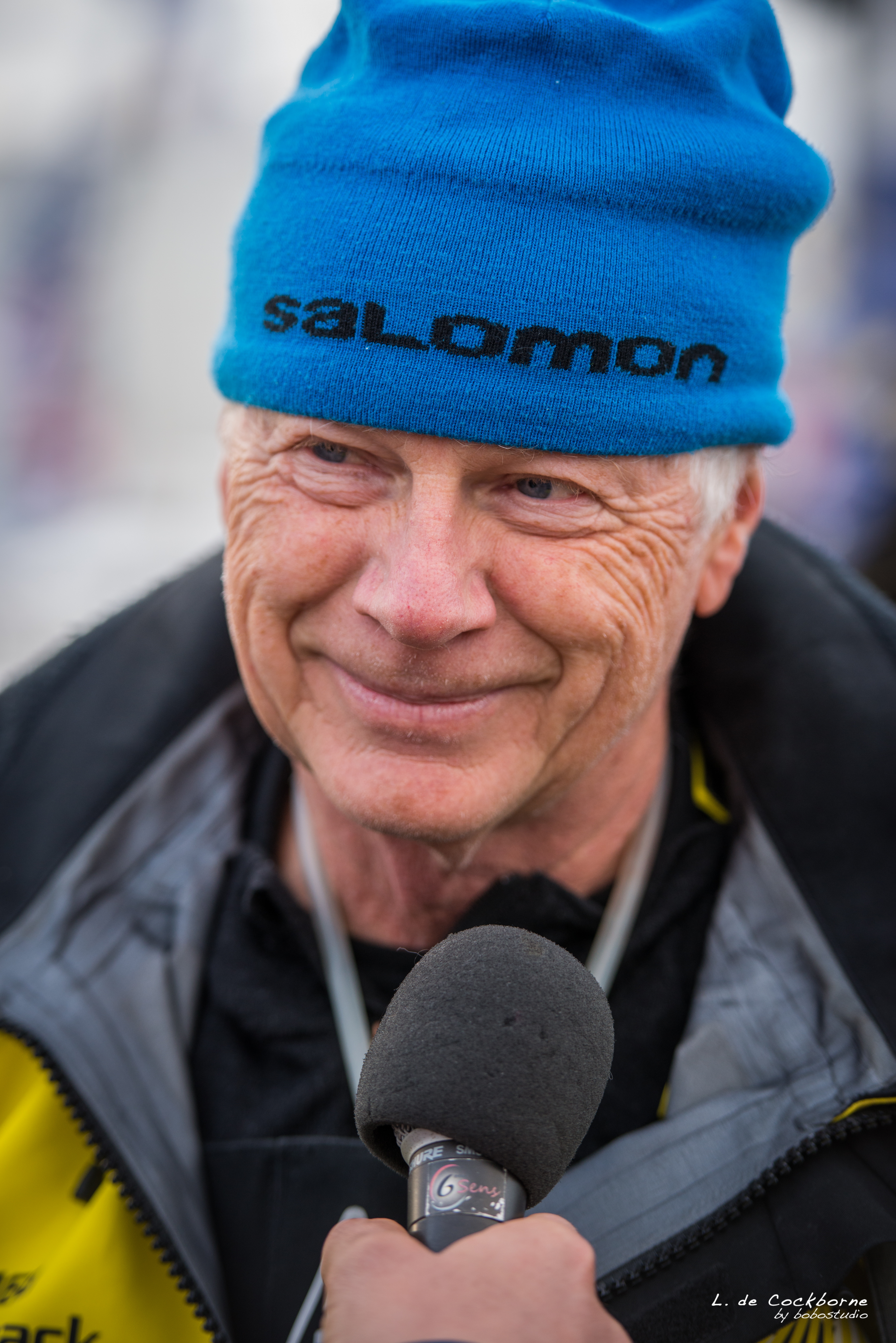
Pieter Heerema le jour du départ
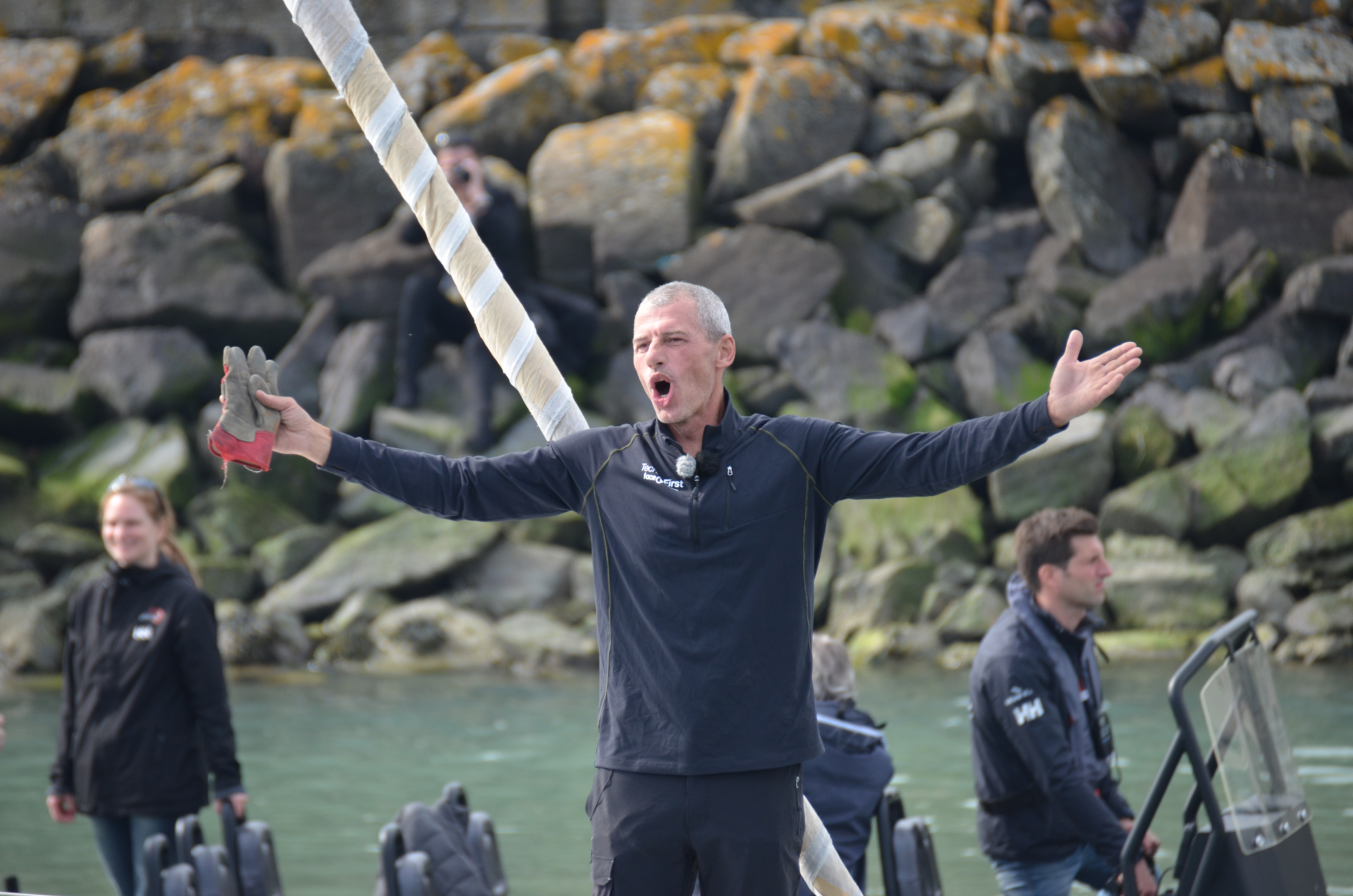
Sébastien Destremau à l'arrivée

## Classement
| #  | Nom du concurrent   | Nationalité      | Nom du bateau                 | Jour d'arrivée            | Temps                  | Écart                   |
| -- | ------------------- | ---------------- | ----------------------------- | ------------------------- | ---------------------- | ----------------------- |
| 1  | Armel Le Cléac'h    | France           | Banque populaire VIII         | 19 janvier 2017 à 16 h 37 | 74 j 3 h 35 min 46 s   | Record                  |
| 2  | Alex Thomson        | Royaume-Uni      | Hugo Boss                     | 20 janvier 2017 à 08 h 37 | 74 j 19 h 35 min 15 s  | + 00 j 15 h 59 min 29 s |
| 3  | Jérémie Beyou       | France           | Maître Coq                    | 23 janvier 2017 à 19 h 40 | 78 j 6 h 38 min 40 s   | + 04 j 03 h 02 min 54 s |
| 4  | Jean-Pierre Dick    | France           | StMichel-Virbac               | 25 janvier 2017 à 14 h 47 | 80 j 1 h 45 min 45 s   | + 05 j 22 h 09 min 59 s |
| 5  | Yann Eliès          | France           | Quéguiner - Leucémie Espoir   | 25 janvier 2017 à 16 h 13 | 80 j 3 h 11 min 9 s    | + 05 j 23 h 35 min 23 s |
| 6  | Jean Le Cam         | France           | Finistère Mer Vent            | 25 janvier 2017 à 17 h 43 | 80 j 4 h 41 min 54 s   | + 06 j 01 h 06 min 08 s |
| 7  | Louis Burton        | France           | Bureau Vallée                 | 2 février 2017 à 08 h 47  | 87 j 21 h 45 min 49 s* | + 13 j 18 h 10 min 03 s |
| 8  | Nándor Fa           | Hongrie          | Spirit of Hungary             | 8 février 2017 à 11 h 54  | 93 j 22 h 52 min 9 s   | + 19 j 19 h 16 min 23 s |
| 9  | Éric Bellion        | France           | Comme un seul homme           | 13 février 2017 à 17 h 58 | 99 j 4 h 56 min 20 s   | + 25 j 01 h 20 min 34 s |
| 10 | Arnaud Boissières   | France           | La Mie câline                 | 17 février 2017 à 09 h 26 | 102 j 20 h 24 min 9 s  | + 28 j 16 h 48 min 23 s |
| 11 | Fabrice Amedeo      | France           | Newrest-Matmut                | 18 février 2017 à 10 h 03 | 103 j 21 h 1 min 0 s   | + 29 j 17 h 25 min 14 s |
| 12 | Alan Roura          | Suisse           | La Fabrique                   | 20 février 2017 à 09 h 12 | 105 j 20 h 10 min 32 s | + 31 j 16 h 34 min 46 s |
| 13 | Rich Wilson         | États-Unis       | Great American IV             | 21 février 2017 à 13 h 50 | 107 j 0 h 48 min 18 s  | + 32 j 21 h 12 min 32 s |
| 14 | Didac Costa         | Espagne          | One planet One ocean          | 23 février 2017 à 08 h 52 | 108 j 19 h 50 min 45 s | + 34 j 16 h 14 min 59 s |
| 15 | Romain Attanasio    | France           | Famille Mary - Étamine du Lys | 24 février 2017 à 11 h 06 | 109 j 22 h 4 min 0 s   | + 35 j 18 h 28 min 14 s |
| 16 | Conrad Colman       | Nouvelle-Zélande | Foresight Natural Energy      | 24 février 2017 à 15 h 00 | 110 j 1 h 58 min 41 s  | + 35 j 22 h 22 min 55 s |
| 17 | Pieter Heerema      | Pays-Bas         | No Way Back                   | 2 mars 2017 à 22 h 26     | 116 j 9 h 24 min 12 s  | + 42 j 05 h 48 min 26 s |
| 18 | Sébastien Destremau | France           | TechnoFirst-FaceOcean         | 11 mars 2017 à 01 h 41    | 124 j 12 h 38 min 18 s | + 50 j 09 h 02 min 32 s |

* Pénalité de 2 heures pour une rupture involontaire du plomb d’arbre d’hélice.

### Incidents et abandons

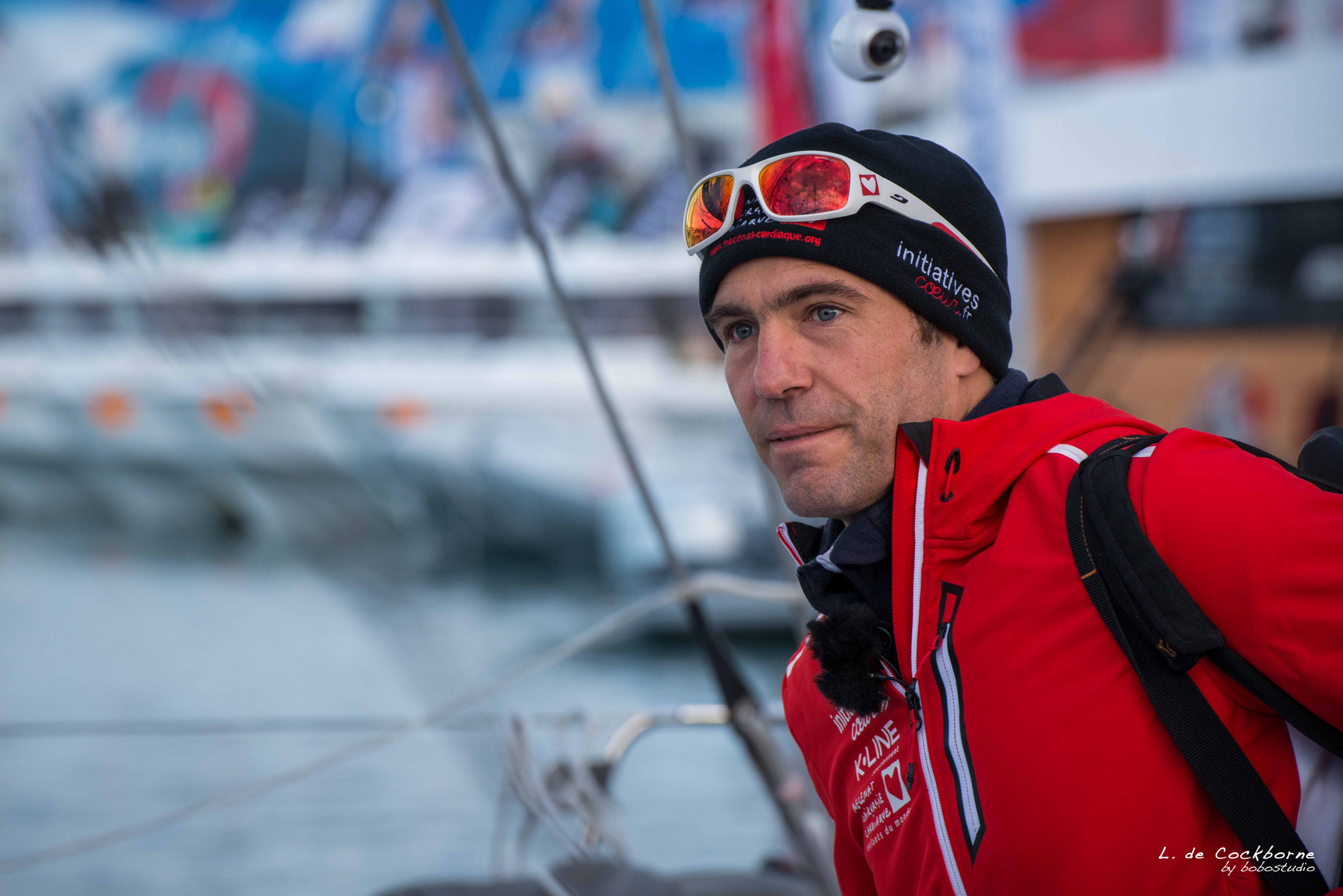
Tanguy de Lamotte, le jour du départ.

Le 6 novembre 2016, après un peu plus d'une heure de course, Didac Costa, sur One Planet One Ocean, découvre qu'un tuyau de ballast s'est arraché. La fuite d'eau a endommagé du matériel électrique et électronique. Costa fait demi-tour et rejoint Les Sables-d'Olonne. Les réparations effectuées, il doit encore patienter en raison d'un coup de vent balayant le golfe de Gascogne le 9 novembre. Il repart le 10, après quatre jours passés à terre.
Le 12 novembre, Tanguy de Lamotte casse la tête du mât d'Initiatives-Cœur à 150 milles au nord des îles du Cap-Vert. La grand-voile ne porte plus,. Il fait route sur l'île de São Vicente, à cinq nœuds. Le 14, il mouille en baie de Mindelo. Le lendemain, 15 novembre, il constate que le mât, trop fragilisé pour supporter un tour du monde, peut lui permettre de rentrer aux Sables-d'Olonne. Lamotte déclare qu'il fait demi-tour. Il arrive aux Sables-d'Olonne le 28 novembre, et annonce officiellement son abandon.

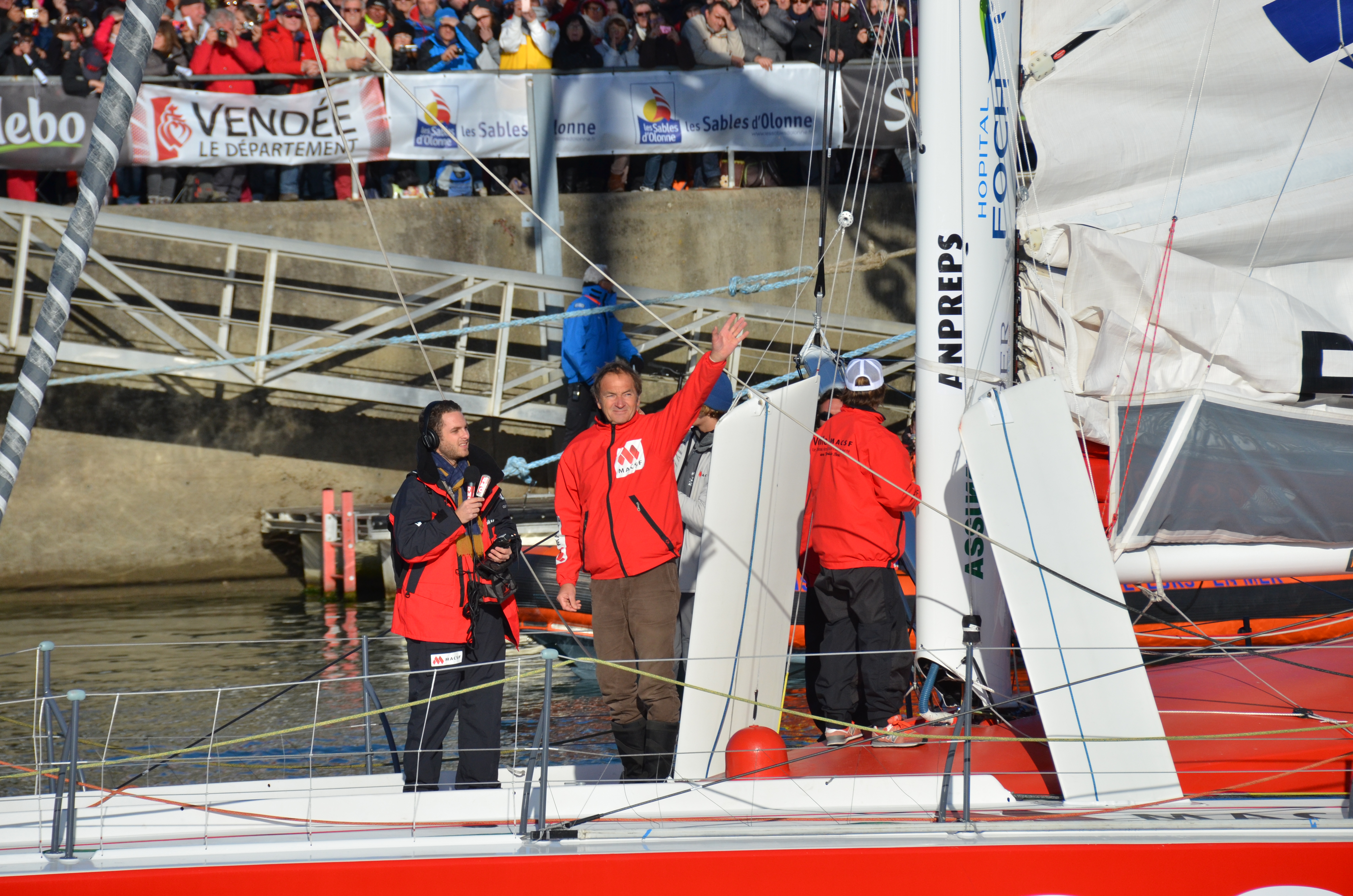
Bertrand de Broc, le jour du départ.

Le 18 novembre, Bertrand de Broc se déroute vers l'archipel Fernando de Noronha. Il veut connaître l'origine d'un bruit insoutenable qui se manifeste au-dessus de 13 nœuds depuis une collision au large du Portugal. Il arrive le lendemain. Il découvre que les carénages en composite qui protègent la quille sont endommagés : celui de l'avant est entièrement arraché, celui de l'arrière à moitié. Après concertation avec son équipe, de Broc doit admettre que MACSF n'est plus en état de poursuivre la course. Les risques sont trop élevés. De Broc annonce son abandon. Le 24 novembre, le bateau quitte le mouillage. Il arrive à Lorient le 7 décembre.

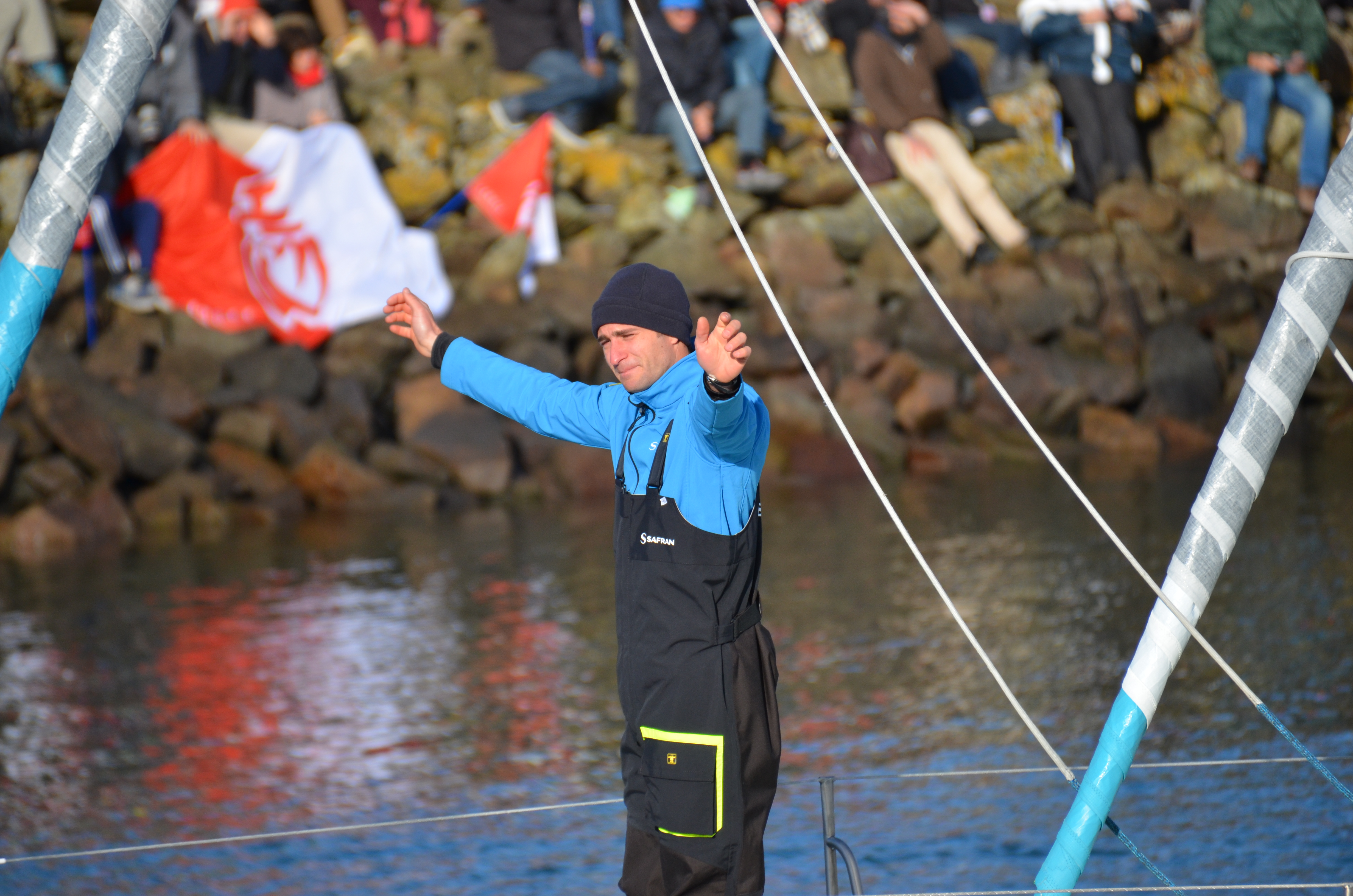
Morgan Lagravière, le jour du départ.

Le 20 novembre, Vincent Riou, sur PRB, est victime d'une collision avec un OFNI. N'ayant pas constaté de dégâts, il poursuit sa route. Le 22 novembre, il découvre que la rotule en plastique liant la quille au bateau est cassée. L'axe de quille frotte contre le support de la rotule. Il n'y a pas de risque dans l'immédiat, mais cela peut provoquer des dégâts plus graves. Riou annonce son abandon. Il fait route sur Le Cap, où il arrive dans la nuit du 26 au 27.
Le 24 novembre, Morgan Lagravière, sur Safran II, est victime d'une collision avec un OFNI. Le bateau « part au tas ». Le navigateur réussit à le redresser. Il découvre que son gouvernail est cassé, ce qui le contraint à l'abandon. Il se dirige vers Le Cap, où il arrive le 26, quelques heures avant Vincent Riou.
Le 2 décembre, Jean-Pierre Dick (StMichel-Virbac) entre dans la zone d'exclusion antarctique. Il y parcourt 44 milles. Comme les autres concurrents, il a été informé d'une remontée de la ZEA, mais il s'est embrouillé dans quatre mises à jour de ses logiciels de navigation. Il n'a pas pris en compte la dernière version. Pour réparer sa faute, il fait demi-tour, comme le prévoit le règlement, et sort de la zone par l'endroit où il est entré. Il perd ainsi près de huit heures.
Le 3 décembre, au large des îles Saint-Paul et Nouvelle-Amsterdam, par 30 nœuds de vent, la grand-voile de Maître Coq s'affale et se déchire : le chariot de têtière est endommagé. Jérémie Beyou se déroute au nord-est pour sortir de la dépression. Il remplace le hook défaillant, et reprend la course le lendemain.

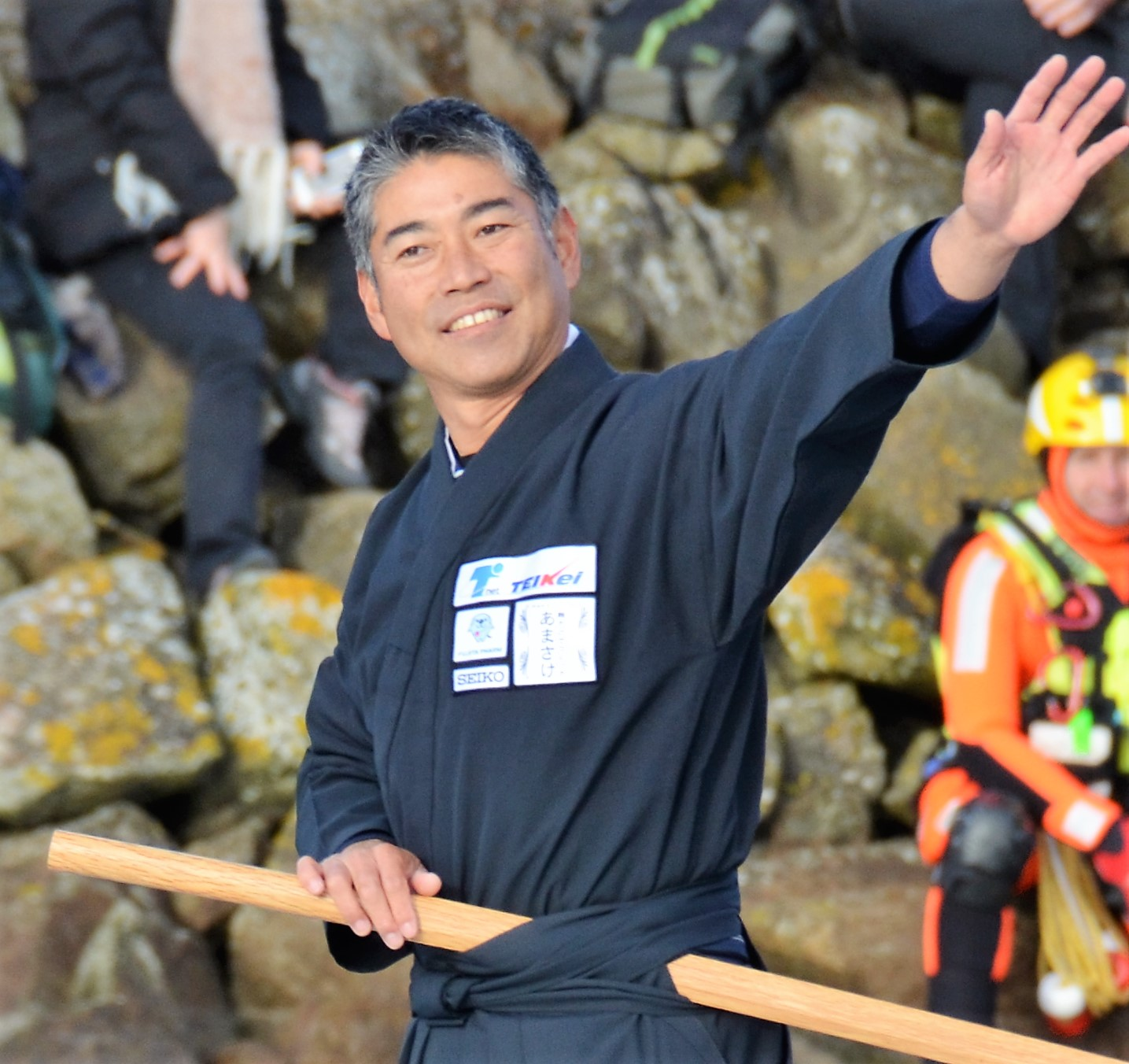
Kojiro Shiraishi, le jour du départ.

Les 4 et 9 décembre, Arnaud Boissières, sur La Mie câline, rencontre lui aussi, par deux fois, un problème de chariot de têtière de grand-voile, mais sans que la voile ne se déchire.
Le 4 décembre, le mât du Spirit of Yukoh de Kojiro Shiraishi se casse au niveau de la deuxième barre de flèche. Une réparation n'est pas possible. Le navigateur abandonne. Il se dirige vers Le Cap, où il arrive le 7 décembre.
Le 4 décembre, par 30 nœuds de vent, un incendie d'origine électrique se déclare à bord de Foresight Natural Energy. Conrad Colman parvient à l'étouffer à l'aide d'une couverture antifeu. Des câbles brûlés ont court-circuité le pilote automatique. Le bateau part à l'abattée, puis empanne violemment, gîte à 80° et menace de chavirer. Mains brûlées, enduites de plastique fondu, Colman enroule le gennaker, parvient à rétablir l'assiette du bateau. Mais le vent forcit. Le gennaker, mal enroulé, risque de se déchirer. Privé d'instruments et de pilote automatique, Colman l'affale pour sécuriser le bateau. Mal ferlée, dans un vent qui se renforce, la voile se déroule, se débat en tous sens et risque de partir à l'eau. Colman craint un démâtage. Au portant, il tente d'enrouler à nouveau le gennaker, en barrant avec les genoux tout en moulinant les winches. Il se résout finalement à l'affaler à nouveau. Il le fixe tant bien que mal autour des autres étais avant. En tout, ce sont deux heures de travail, dans des rafales à 40 nœuds. À l'intérieur, tandis que le bateau était couché, des centaines de litres d’eau se sont introduits par la boîte de tête de quille. Colman réussit à remettre en marche son pilote automatique.

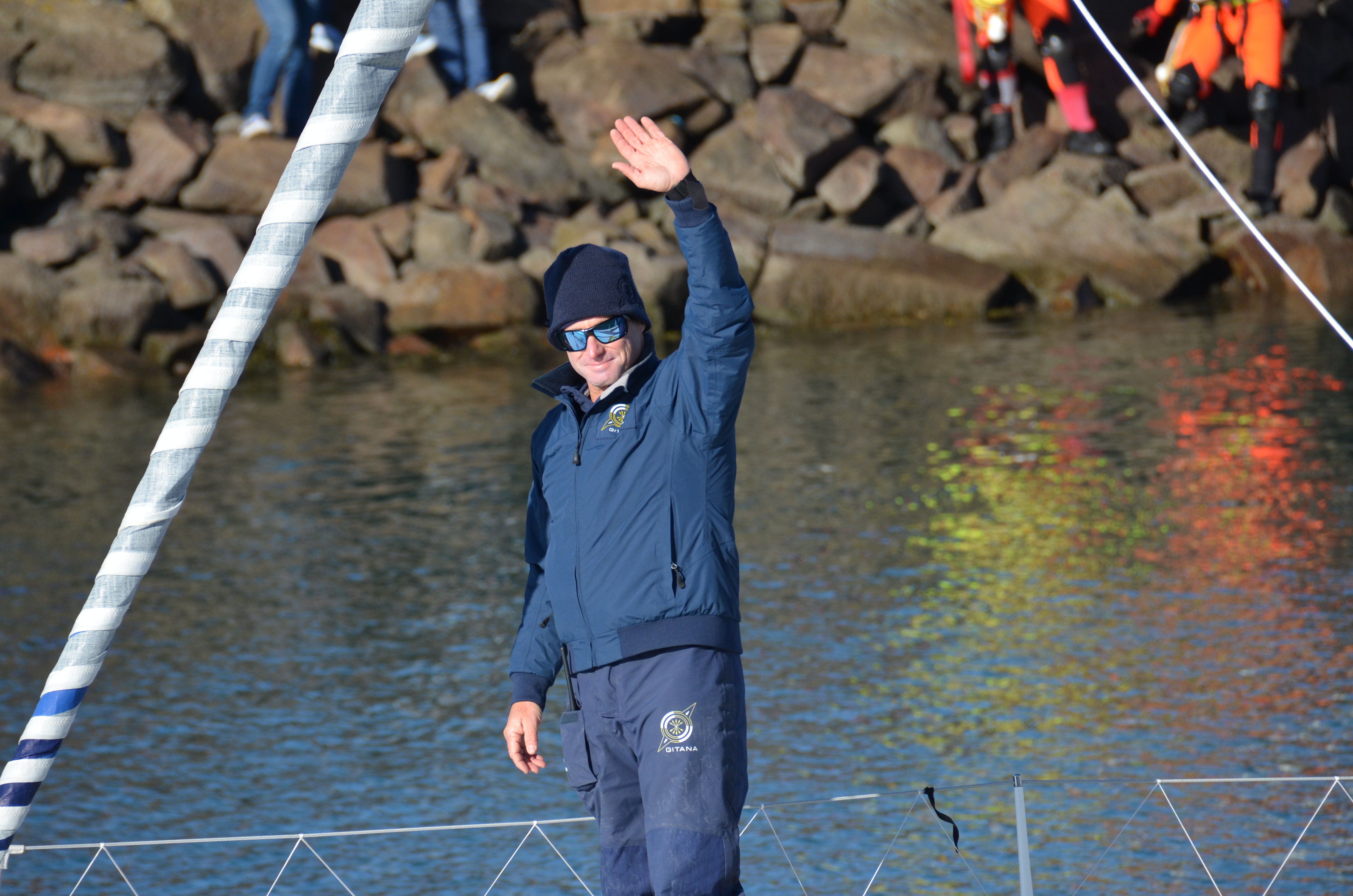
Sébastien Josse, le jour du départ.

Le 5 décembre, quelque 600 milles avant le cap Leeuwin, Edmond de Rothschild, foils relevés, part en surf à 30 nœuds sur une mer formée. Il enfourne, subissant une avarie majeure sur le foil bâbord : le point d'attache a cédé et le foil ne tient plus que par deux vis. Il y a risque de voie d'eau si le foil sort de sa cale et endommage le puits. Le 7 décembre, Sébastien Josse reconnaît qu'il ne peut effectuer une réparation permettant de couvrir — avec des ambitions, et en sécurité — les 15 000 milles restants. Il abandonne. Il dirige son bateau vers l'Australie. Il arrive à Fremantle le 10 décembre.

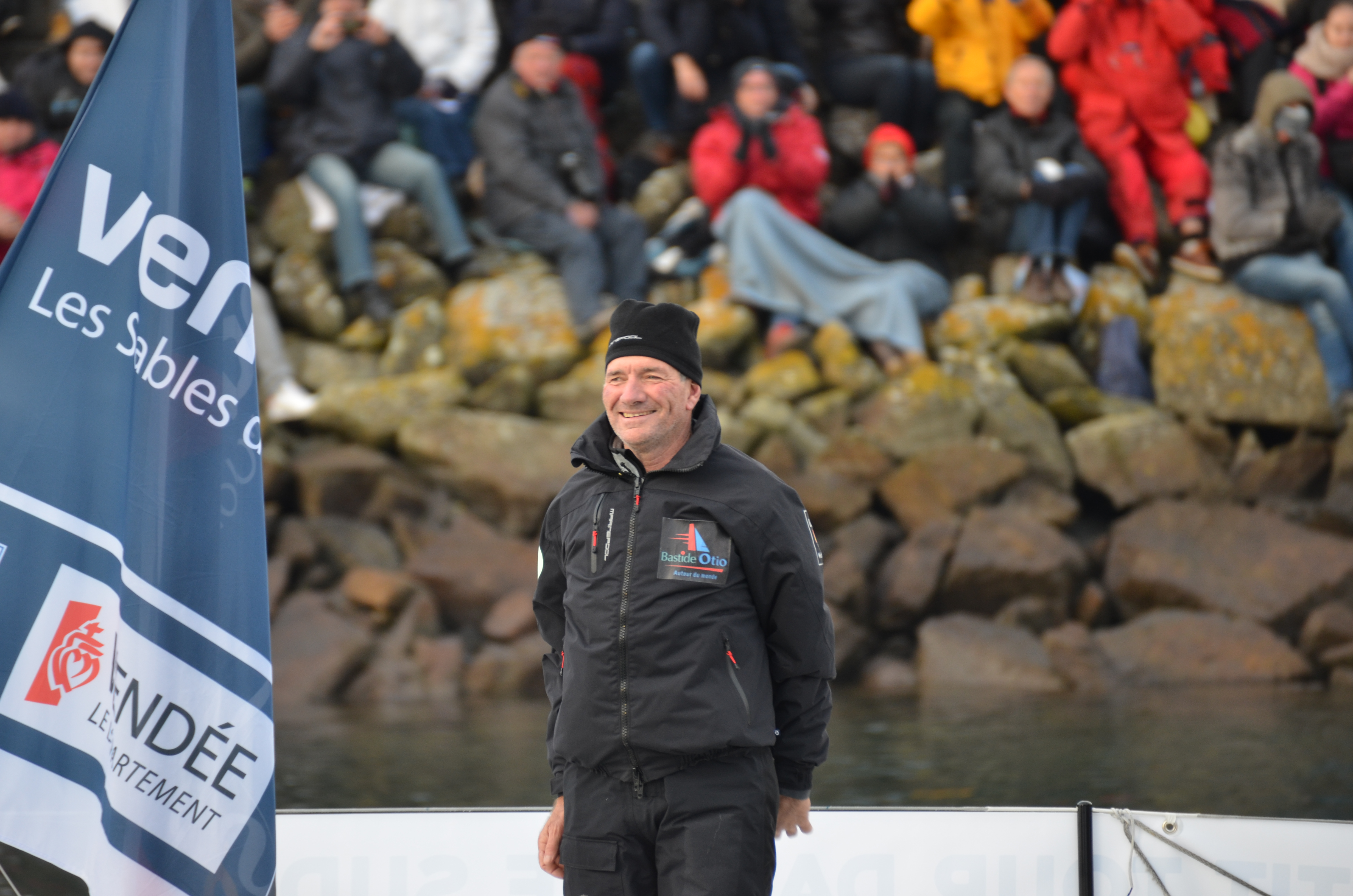
Kito de Pavant, le jour du départ.

Le 5 décembre, Famille Mary - Étamine du Lys heurte un OFNI à 470 milles au sud du Cap, endommageant ses deux safrans. Romain Attanasio se déroute vers l'Afrique du Sud. Le 7, il mouille en baie de Simon's Town. Il remplace un des safrans, restratifie l'autre, et répare un délaminage de fond de coque. Il reprend la course le 10 décembre.
Le matin du 6 décembre, à 120 milles au nord-est des îles Crozet, le Bastide-Otio de Kito de Pavant heurte un OFNI, qui rompt la quille et endommage la coque. Une voie d’eau importante se déclare. La quille pend sous le bateau, simplement tenue par son vérin. Son puits est arraché. Dans 40 nœuds de vent et des creux de 5 à 6 mètres, le bateau est arrêté. Pavant demande assistance. Le Marion Dufresne, navire de ravitaillement des TAAF (Terres australes et antarctiques françaises), se trouve à 110 milles au nord. Il se dirige sur zone. Le 7 décembre, vers 2 heures (heure française), Pavant est récupéré par un semi-rigide du Marion Dufresne. Le marin est obligé d'abandonner son bateau. Le 13 décembre, les balises de Bastide-Otio cessent d'émettre. En mars 2017, l'examen d'une vidéo du bord permet de préciser la nature de l'accident : il s'agit d'une collision avec un cachalot.
Le 6 décembre, Comme un seul homme se couche sous l'effet d'une rafale de plus de 50 nœuds. La mèche de safran (pièce en carbone qui relie l’appendice au bateau) se vrille. La pelle est inutilisable. Sous voile réduite, Éric Bellion fait route au nord-est. Il atteint le lendemain une zone de calme. Il lui faut huit heures d'efforts pour remplacer la pelle. Il reprend la course le jour même.

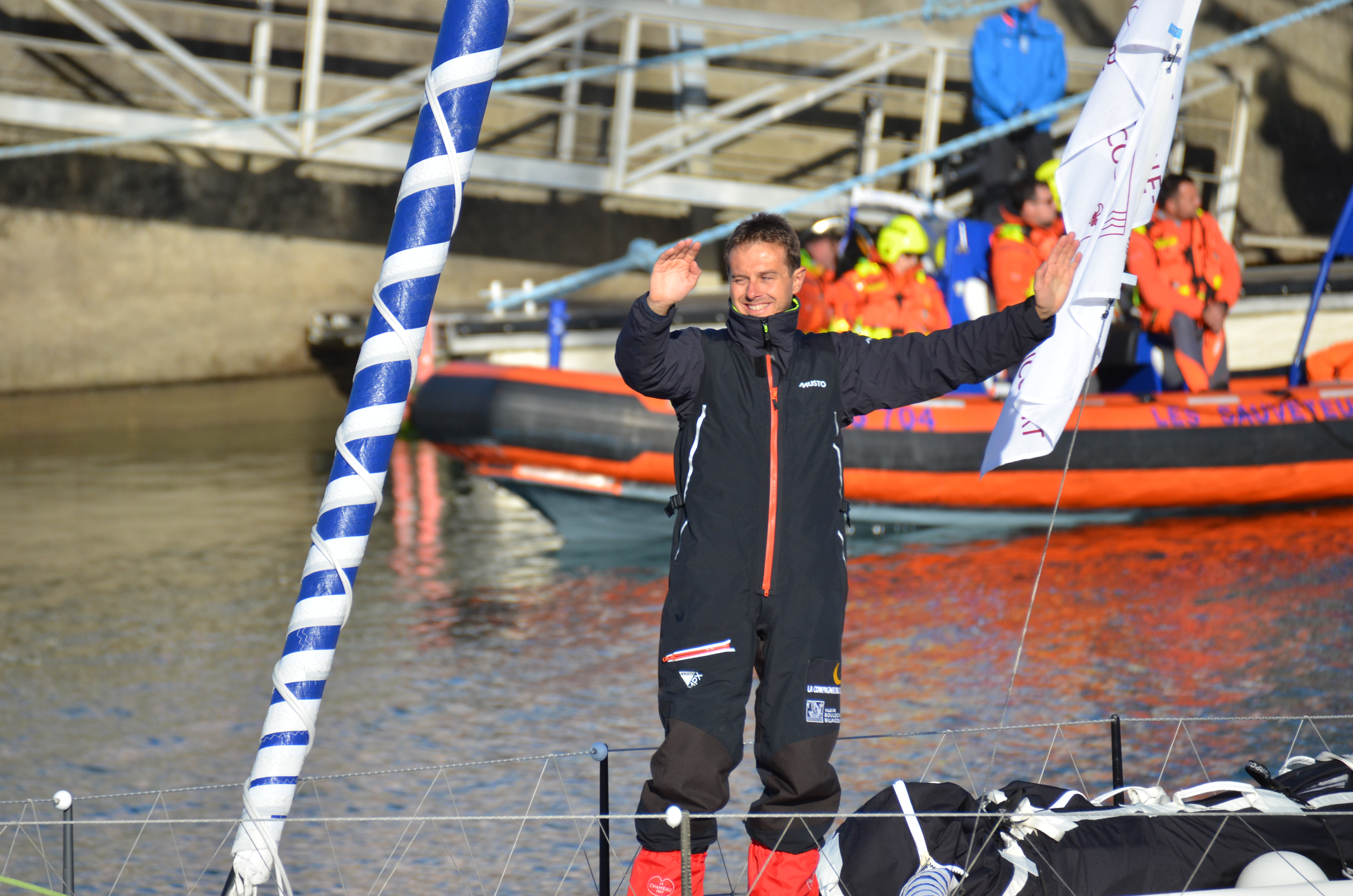
Stéphane Le Diraison, le jour du départ.

Le 7 décembre, sur Le Souffle du Nord, Thomas Ruyant manipule son dispositif de ballast bâbord, lorsque le chapeau du schnorchel (prise d'eau du ballast) s'ouvre violemment sur une vague, pendant un surf. Il s’arrache, découpant le fond de coque. L'eau envahit l'espace de vie. Ruyant colmate la brèche avec des sacs et un bas de ciré. Il se met aussitôt bâbord amures pour maintenir le trou hors de l’eau. Il réalise alors « un système de bouchon par l’intérieur avec de la mousse expansée, des plaques de mousse et un capuchon final en carbone, le tout étayé par l’intérieur pour maintenir l’ensemble ». Ayant perdu une journée, le solitaire peut reprendre la course.

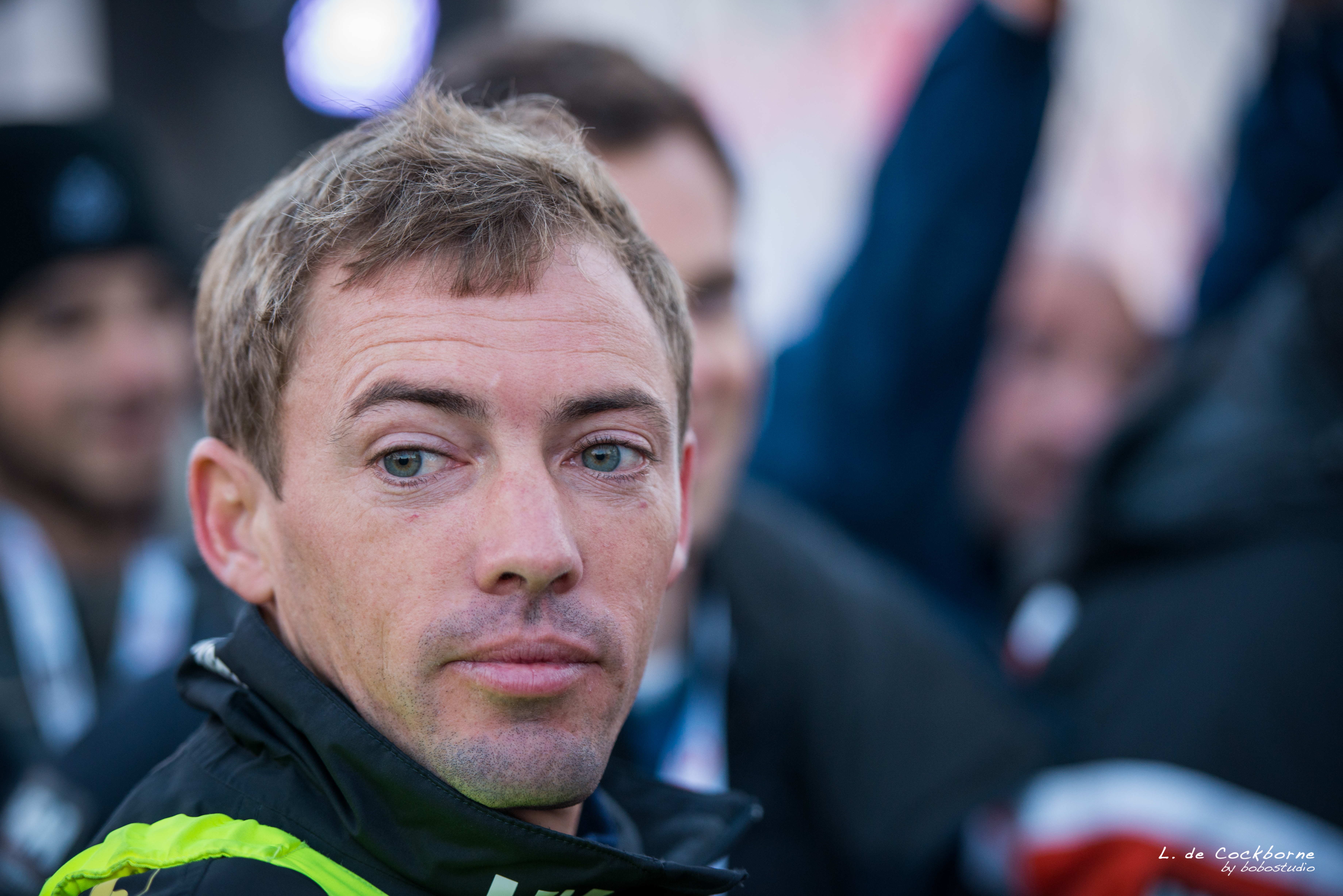
Thomas Ruyant, le jour du départ.

Le 17 décembre, à 700 milles des côtes australiennes, le mât du Compagnie du Lit - Boulogne-Billancourt de Stéphane Le Diraison se brise en deux. Le skipper est obligé d'abandonner à l’eau la grand-voile et le gréement. Il fait route vers l'Australie, tourmentin gréé sur les sept mètres de mât restants. Il abandonne officiellement le 23 décembre, pour pouvoir s'aider du moteur. Il est ravitaillé en gasoil par un cargo. Il arrive à Melbourne le 30 décembre.
Le 18 décembre, dans un vent de plus de 40 nœuds, sur une mer très formée, Le Souffle du Nord pour le projet Imagine de Thomas Ruyant heurte un OFNI. Une voie d’eau se déclare dans la soute à voile. Le bordé bâbord est « coupé jusqu'en dessous de la ligne de flottaison ». Le système de barre est détruit. Le safran tribord est presque arraché. Quelques varangues sont brisées. Il y a des dégâts structurels, notamment sur le pont. Le navigateur tente de rallier à petite vitesse la Nouvelle-Zélande. Le bordé tribord se délamine. La structure du pont se dégrade peu à peu. La pompe de cale fonctionne en permanence. Une nouvelle dépression vient du nord. Dans la nuit du 19 au 20, Ruyant essuie des vents de plus de 40 nœuds pendant plusieurs heures, avec des rafales jusqu'à 58 nœuds. Le bateau, incontrôlable en raison du système de barre détérioré, a bien du mal à poursuivre sa route. Il part constamment au lof. Dans la mer très dure, il se détériore encore. Une des pompes est hors d'usage. Le 20 décembre, ayant doublé la pointe Puységur, le bateau, qui menace de se casser en deux, progresse à l'abri de la côte sud de la Nouvelle-Zélande. Ruyant annonce son abandon. Les coast guards néo-zélandais viennent à sa rencontre. Ils apportent une motopompe et du gasoil. Ruyant réussit à mener son bateau jusqu'au port de Bluff.

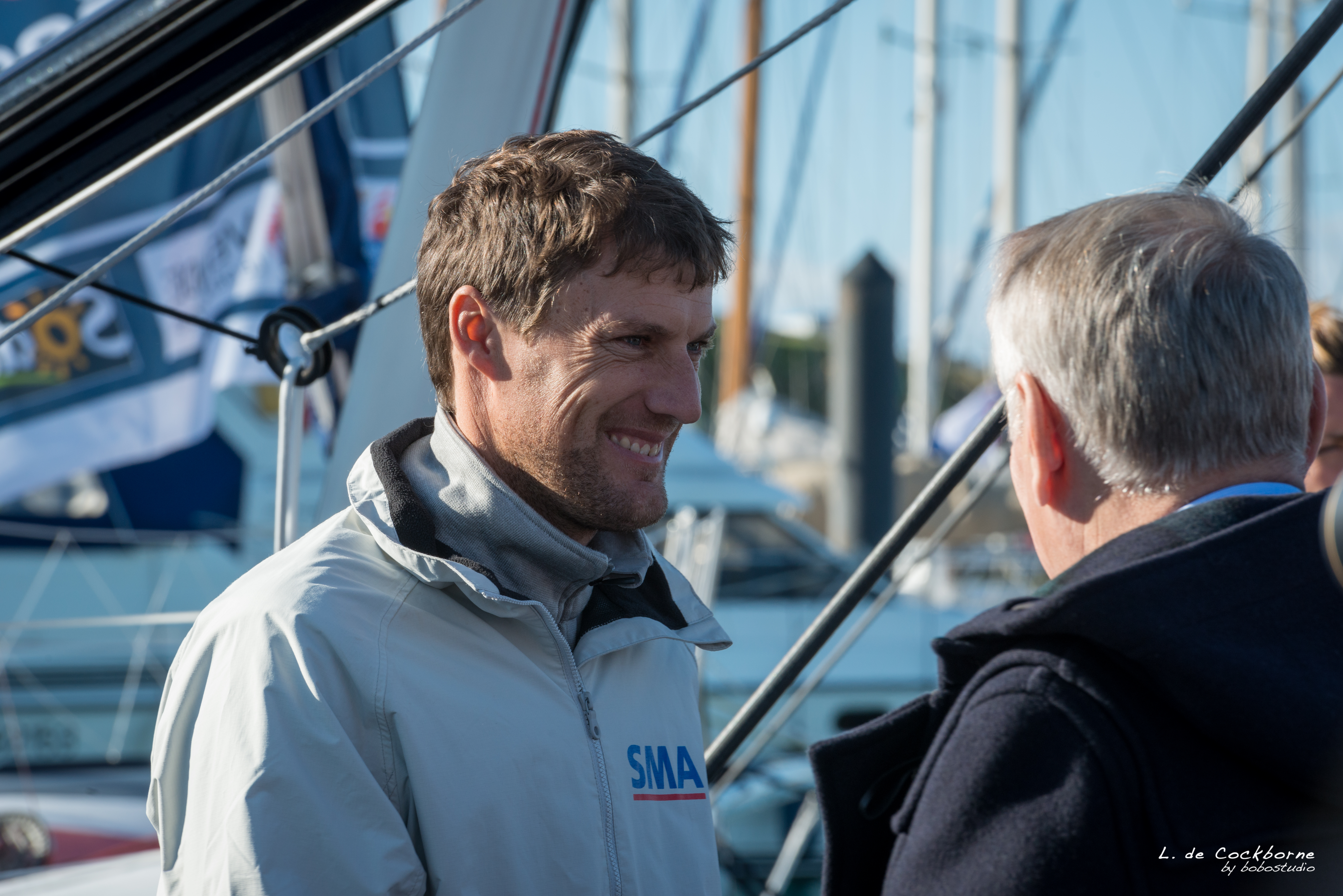
Paul Meilhat, la veille du départ.

Le 20 décembre, en plein océan Pacifique, à 2 000 milles dans l’est de la Nouvelle-Zélande, Paul Meilhat est victime d'une avarie de quille. Le vérin est fissuré sur 40 centimètres. Tout son système hydraulique est inopérant. La quille bascule à 45° sous le vent. Le skipper de SMA bloque la quille dans l'axe grâce à un système de sécurité. Il se déroute vers le nord. Il signifie son abandon le 24 décembre. Il arrive à Papeete le 28.
À une date qu'il ne précise pas (« une nuit avant cette énorme tempête, il y avait 35 nœuds établis »), Conrad  Colman connaît la plus grande frayeur de son tour du monde. Un problème de rail l'oblige à descendre entièrement sa grand-voile. Il range la toile dans la housse de bôme, lorsqu'un lazy jack (en) casse. La voile tombe sur le pont, entraînant le navigateur, qui passe par-dessus bord. Il n'y voit plus rien, car il a perdu sa lampe frontale. Relié par une longe à la bôme, il est traîné sur le côté du bateau avant qu'une vague ne le rapproche et qu'il réussisse à s'accrocher « comme un koala » à un chandelier et à remonter sur le pont.

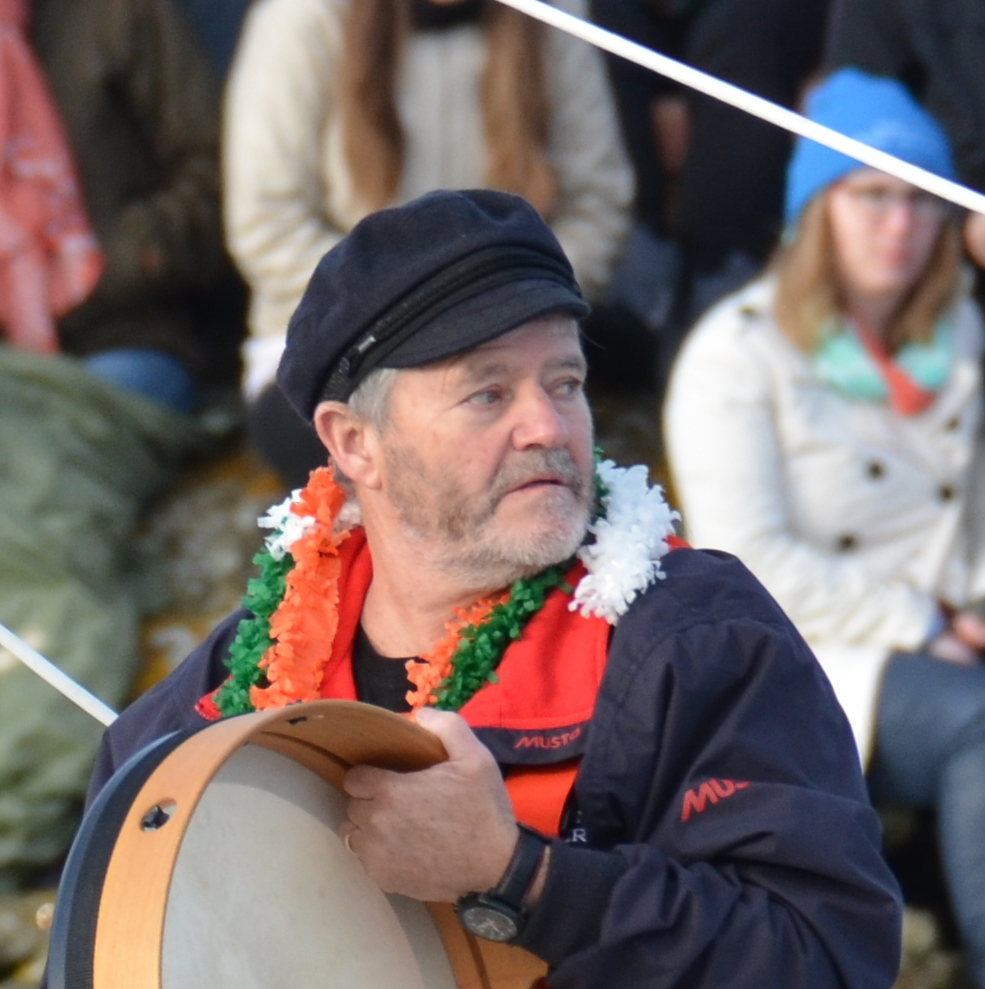
Enda O'Coineen, le jour du départ.

Le 28 décembre, l'Irlandais Enda O'Coineen, skipper de Kilcullen Voyager - Team Ireland, se déroute sur l’île Stewart, au sud de la Nouvelle-Zélande. Il mouille le 30. Il procède à diverses réparations, en particulier sur son rail de grand-voile et sur son pilote automatique. Il reprend la course le 31.
Le 1er janvier 2017, O'Coineen démâte à 180 milles au sud-est de Dunedin. Il annonce son abandon le lendemain. Il fait route au moteur sur Dunedin, où il arrive le 6 janvier.
Le 1er janvier, sur le Foresight Natural Energy de Conrad Colman, dans un vent à 45 nœuds et des rafales à 60, l'étai J1 — qui contribue grandement à maintenir le mât — se décroche en partie du pont. L'axe de fixation a cédé. La voile se déroule, et les rafales couchent le bateau, qui reste plusieurs heures sur le côté. Voile dans l'eau, le risque de démâtage est grand. Lorsque les conditions permettent enfin au navigateur de sortir, la voile est en lambeaux. Le câble est entièrement détaché du pont et voltige en tous sens. Colman le remplace provisoirement par une drisse qu'il relie au bout-dehors. Le lendemain, il fait route nord pour trouver une météo lui permettant de monter au mât, d'en rapprocher l'étai, de débarrasser celui-ci des morceaux de voile et de le fixer au pont en remplaçant l'axe. Le 4 janvier, ayant résolu ses problèmes, le Néo-Zélandais reprend la course.
Le 2 janvier, en entrant dans l'océan Pacifique, Sébastien Destremau (TechnoFirst-FaceOcean) se déroute pour relâcher à Port Esperance, une petite baie du canal d'Entrecasteaux, en Tasmanie. Ayant réparé une barre de flèche, il reste bloqué sur place en raison de vents trop faibles pour lui permettre de sortir du goulet. Il ne repart que le 6 janvier.
Le 2 janvier, La Fabrique d'Alan Roura heurte un OFNI. Le safran tribord est arraché. Une importante voie d’eau se déclare à l’arrière. Très vite, il y a 50 cm d'eau dans la cellule de vie. Roura met son bateau à la cape, couché. Dans des vents de plus de 40 nœuds, dans des creux de quelque six mètres, attaché, suspendu à l'arrière du bateau, Roura réussit, après une demi-heure d'efforts, à encastrer le safran de secours dans son logement. Il remonte son système de barre. Il finit de colmater la voie d'eau à l'aide d'un sac étanche qu'il découpe et qu'il enroule autour de la mèche et du socle avec un lashing. Il reprend sa route en essayant de se maintenir assez nord pour trouver au plus vite du petit temps, et pouvoir procéder à des réparations définitives.
Le 31 janvier, sur Bureau Vallée, Louis Burton rompt involontairement le plomb de son arbre d'hélice, ce qui lui vaut à son arrivée aux Sables-d'Olonne, deux jours plus tard, une pénalité de deux heures ajoutées à son temps de course.
Le 9 février, au sud-ouest des îles du Cap-Vert, Famille Mary - Étamine du Lys heurte un OFNI. La dérive bâbord casse et une petite voie d’eau se déclare dans le puits. Romain Attanasio continue sa course.
Le 10 février, à 300 milles des côtes portugaises, à environ 700 milles de l'arrivée, Foresight Natural Energy démâte. Conrad Colman réassemble sa bôme cassée pour en faire un mât, découpe sa grand-voile et complète ce gréement de fortune par le tourmentin. Il reprend sa route le 14 février.
Le 11 février, au large de la Galice, à moins de 500 milles de l'arrivée, Comme un seul homme subit une avarie de grand-voile : la têtière sort du rail. Éric Bellion amène la voile pour la réengager. Il ne peut plus la remonter, car la drisse est vrillée. Il poursuit sous J3. Le soir du 12 février, il réussit à hisser la grand-voile. Il termine son parcours avec trois ris.

#### Abandons
| N° | Nom du concurrent    | Nationalité | Nom du bateau                             | Date        | Raison de l'arrêt                                                    | Lieu                                                   |
| -- | -------------------- | ----------- | ----------------------------------------- | ----------- | -------------------------------------------------------------------- | ------------------------------------------------------ |
| 1  | Bertrand de Broc     | France      | MACSF                                     | 19 novembre | Carénage de quille endommagé à cause d'un OFNI                       | Archipel Fernando de Noronha                           |
| 2  | Vincent Riou         | France      | PRB                                       | 22 novembre | Palier de quille endommagé à cause d'un OFNI                         | Atlantique sud                                         |
| 3  | Morgan Lagravière    | France      | Safran II                                 | 24 novembre | Safran rompu à cause d'un OFNI                                       | Large de cap de Bonne-Espérance                        |
| 4  | Tanguy de Lamotte    | France      | Initiatives-Cœur                          | 28 novembre | Casse tête de mât                                                    | îles du Cap-Vert (Mindelo), retour aux Sables-d'Olonne |
| 5  | Kojiro Shiraishi     | Japon       | Spirit of Yukoh                           | 4 décembre  | Casse du mât                                                         | Quelques milles avant le passage Bonne-Espérance       |
| 6  | Kito de Pavant       | France      | Bastide-Otio                              | 7 décembre  | Quille rompue et voie d'eau à cause d'une collision avec un cachalot | 120 milles au nord-est des îles Crozet                 |
| 7  | Sébastien Josse      | France      | Edmond de Rothschild                      | 7 décembre  | Avarie majeure du foil bâbord                                        | Sud de l'Australie                                     |
| 8  | Thomas Ruyant        | France      | Le Souffle du Nord pour Le Projet Imagine | 20 décembre | Bateau brisé à la suite d'un violent choc avec un OFNI               | Bluff, Nouvelle-Zélande                                |
| 9  | Stéphane Le Diraison | France      | Compagnie du Lit-Boulogne Billancourt     | 23 décembre | Démâtage                                                             | Océan Indien, sud Australie                            |
| 10 | Paul Meilhat         | France      | SMA                                       | 24 décembre | Vérin de quille fissuré                                              | Point Nemo                                             |
| 11 | Enda O'Coineen       | Irlande     | Kilcullen Voyager - Team Ireland          | 2 janvier   | Démâtage                                                             | 180 milles au sud-est de la Nouvelle-Zélande           |

#### 9 Incidents majeurs liés à des collisions avec un OFNI
Si ce n'est pas un problème nouveau, c'est un problème qui se pose d'une façon de plus en plus aiguë pour deux raisons:
- la moins importante: la multiplication des OFNIs[220] (containers, drones[221] , [222] , [223], bouées, appareils de relevés scientifiques, pollutions d'objets non biodégradables...) qui s'ajoutent à ceux observés depuis toujours en navigation (animaux marins, épaves, billes de bois, growlers...)
- Mais surtout l'augmentation considérable de la vitesse des voiliers et donc de la violence des chocs. L'énergie cinétique croît avec le carré de la vitesse, un choc à 30 nœuds correspond donc à une énergie à encaisser 25 fois plus importante qu'un choc à 6 nœuds.

Parmi les solutions en cours d'exploration, trois pistes principales:
- La détection[224]:  utilisation de l'intelligence artificielle pour la reconnaissance d'images et le recoupement de multiples informations : Lidar, caméras, caméras thermiques pour détecter les anomalies de température: froid pour les growlers[225] et chaleur pour les mammifères marins), radar, sonar.
- Des émetteurs sonores pour alerter les mammifères marins
- Le perfectionnement des pilotes[226] qui permettent d'envisager des manœuvres d'évitement automatisées après détection.

Ces pistes sont en 2016 encore très loin d'une mise en place concrète, elles impliquent de nombreux progrès technologiques, de longues périodes d'essai et de mise au point, des budgets conséquents, et si toutefois elles devaient se concrétiser, une consommation d'énergie non négligeable.
| N° | Nom du concurrent | Nom du bateau                             | Date        | dégâts                                               | Lieu                                   |
| -- | ----------------- | ----------------------------------------- | ----------- | ---------------------------------------------------- | -------------------------------------- |
| 1  | Bertrand de Broc  | MACSF                                     | 19 novembre | Carenage de quille endommagé                         | Fernando de Noronha                    |
| 2  | Alex Thomson      | Hugo Boss                                 | 19 novembre | Foil tribord rompu                                   | Atlantique sud                         |
| 3  | Vincent Riou      | PRB                                       | 20 novembre | Palier de quille endommagé                           | Atlantique sud                         |
| 4  | Morgan Lagravière | Safran II                                 | 24 novembre | Safran rompu                                         | au large de l’Afrique du Sud           |
| 5  | Romain Attanasio  | Famille Mary Étamine du Lys               | 5 décembre  | Deux safrans rompus                                  | 500 milles au sud du Cap               |
| 6  | Kito de Pavant    | Bastide-Otio                              | 7 décembre  | Collision avec un cachalot Quille rompue, voie d'eau | 120 milles au nord-est des îles Crozet |
| 7  | Thomas Ruyant     | Le Souffle du Nord pour Le Projet Imagine | 20 décembre | Bateau brisé                                         | Bluff, Nouvelle-Zélande                |
| 8  | Alan Roura        | La Fabrique                               | 2 janvier   | Safran tribord brisé Voie d'eau                      | Océan Pacifique                        |
| 9  | Romain Attanasio  | Famille Mary Étamine du Lys               | 5 décembre  | Dérive bâbord rompue, voie d'eau                     | sud-ouest des îles du Cap-Vert         |

On peut ajouter de nombreuses autres collisions sans gravité que rapportent plus ou moins tous les skippers. Pour ne parler que des 3 premiers, outre Alex Thomson qui y a laissé un foil et probablement la victoire, Jérémie Beyou a constaté après un choc que le bord d’attaque d'un de ses foils était abîmé. Armel Le Cléac’h révèle avoir « touché des choses mais heureusement conséquence visible.»

## Temps et performances

### Record de distance parcourue en 24 heures
| Édition | Année     | Skipper           | Nom du bateau           | milles/24h |
| ------- | --------- | ----------------- | ----------------------- | ---------- |
| 1re     | 1989-1990 | Titouan Lamazou   | Écureuil d'Aquitaine II | 304        |
| 2e      | 1992-1993 | Alain Gautier     | Bagages Superior        | 339        |
| 3e      | 1996-1997 | Yves Parlier      | Aquitaine Innovations   | 374        |
| 4e      | 2000-2001 | Dominique Wavre   | Union bancaire privée   | 430        |
| 5e      | 2004-2005 | Roland Jourdain   | Sill et Veolia          | 439        |
| 6e      | 2008-2009 | Michel Desjoyeaux | Foncia                  | 466        |
| 7e      | 2012-2013 | François Gabart   | Macif                   | 534        |
| 8e      | 2016-2017 | Alex Thomson      | Hugo Boss               | 536        |

Les 18 et 19 novembre 2016, en descendant l'Atlantique sud, Alex Thomson parcourt 535,34 milles en 24 heures. C'est 0,86 mille de plus que le record établi par François Gabart dans la précédente édition (534,48 milles). Mais c'est insuffisant pour être homologué : il faut pour cela une différence de plus d'un mille.
Les 15 et 16 janvier 2017, de 8 h à  8 h, entre Madère et les Açores, Thomson fait mieux. Il parcourt 536,81 milles en 24 heures, ce qui représente une moyenne de 22,36 nœuds. Ce nouveau record de distance parcourue en 24 heures en monocoque et en solitaire est homologué par le WSSRC le 23 janvier 2017.

### Meilleur temps à l’équateur «aller»
Le 15 novembre 2016, à 20 h 4 (heure française), Alex Thomson établit un nouveau temps de référence sur la distance Les Sables-équateur « aller » : 9 j 7 h 2 min. Il améliore de plus de 28 heures le temps de Jean Le Cam (10 j 11 h 28 min) dans l'édition 2004-2005.
| Date             | Temps                            | Skipper      | Pays        | Bateau    |
| ---------------- | -------------------------------- | ------------ | ----------- | --------- |
| 16 novembre 2016 | 09 jours 07 heures et 03 minutes | Alex Thomson | Royaume-Uni | Hugo Boss |
| 2004             | 10 jours 11 heures et 28 minutes | Jean Le Cam  | France      | Bonduelle |

### Meilleurs temps au cap de Bonne-Espérance
Le 24 novembre 2016, à 12 h, Alex Thomson bat de plus de cinq jours le record de descente de l'Atlantique lors d'un Vendée Globe. Son temps de parcours entre Les Sables-d’Olonne et la latitude du cap de Bonne-Espérance est de 17 jours, 22 heures et 58 minutes. L'ancien temps de référence (22 jours, 23 heures et 46 minutes) était détenu par Armel Le Cléac'h depuis la précédente édition.
Alex Thomson établit par la même occasion le nouveau temps de référence de la distance équateur-cap de Bonne-Espérance : 8 jours, 15 heures et 56 minutes. L'ancien temps (12 jours, 2 heures et 40 minutes) était détenu par Jean-Pierre Dick depuis la précédente édition.
| Date             | Temps                            | Skipper          | Pays        | Bateau              |
| ---------------- | -------------------------------- | ---------------- | ----------- | ------------------- |
| 24 novembre 2016 | 17 jours 22 heures et 58 minutes | Alex Thomson     | Royaume-Uni | Hugo Boss           |
| 3 décembre 2012  | 22 jours 23 heures et 46 minutes | Armel Le Cléac'h | France      | Banque populaire VI |

### Meilleurs temps au cap Leeuwin
Le 5 décembre 2016, à 9 h 14, Armel Le Cléac'h franchit en tête la longitude du cap Leeuwin. Il établit un nouveau temps de référence : 28 jours, 20 heures et 12 minutes sur la distance Les Sables-Leeuwin, soit 5 jours, 14 heures et 11 minutes de moins que le précédent temps de référence (34 jours, 10 heures et 23 minutes), établi par François Gabart lors du Vendée Globe 2012-2013.
Il faut à Le Cléac'h 10 jours, 16 heures et 42 minutes pour parcourir la distance Bonne-Espérance-Leeuwin. Il n'efface pas le temps de référence que détient Michel Desjoyeaux depuis l'édition 2008-2009 : 10 jours, 6 heures et 49 minutes.
| Date             | Temps                            | Skipper          | Pays   | Bateau                |
| ---------------- | -------------------------------- | ---------------- | ------ | --------------------- |
| 5 décembre 2016  | 28 jours 20 heures et 12 minutes | Armel Le Cléac'h | France | Banque populaire VIII |
| 14 décembre 2012 | 34 jours 10 heures et 23 minutes | François Gabart  | France | Macif                 |

### Meilleurs temps au cap Horn
Le 23 décembre 2016, à 13 h 34, Armel Le Cléac'h double le cap Horn après 47 jours et 32 minutes de mer, soit 5 jours, 5 heures et 46 minutes de mieux que le temps de référence établi par François Gabart dans l'édition 2012-2013 (52 jours, 6 heures, et 18 minutes).
En revanche, le temps de Le Cléac'h entre le cap Leeuwin et le cap Horn (18 jours, 4 heures, et 20 minutes) n'efface pas le temps de référence appartenant à Mike Golding depuis l'édition 2004-2005 (16 jours, 5 heures et 26 minutes).
| Date             | Temps                           | Skipper          | Pays   | Bateau                |
| ---------------- | ------------------------------- | ---------------- | ------ | --------------------- |
| 23 décembre 2016 | 47 jours 0 heure et 32 minutes  | Armel Le Cléac'h | France | Banque populaire VIII |
| 1er janvier 2013 | 52 jours 6 heures et 18 minutes | François Gabart  | France | Macif                 |

### Meilleurs temps à l’équateur «retour»
Le 7 janvier 2017, à 1 h 23, heure française, Armel Le Cléac'h établit un nouveau temps de référence sur la distance Les Sables-équateur « retour » : 61 jours, 12 heures et 21 minutes. Il améliore de plus de quatre jours le temps de référence détenu par François Gabart (66 jours, 1 heure et 39 minutes) depuis l'édition 2012-2013.
Sur la distance cap Horn-équateur, le temps de référence appartenant à François Gabart depuis 2013 (13 jours, 19 heures et 29 minutes) est amélioré d'abord par Alex Thomson (13 jours, 5 heures et 30 minutes). Mais c'est Jean-Pierre Dick qui, le 12 janvier 2017, établit le nouveau temps de référence : 13 jours, 3 heures et 59 minutes. Yann Eliès et Jean Le Cam, qui franchissent l'équateur après Dick, font eux aussi mieux que Gabart : 13 jours, 7 heures et 20 minutes pour Eliès ; 13 jours, 7 heures et 57 minutes pour Le Cam.

### Meilleurs temps et performances à l'arrivée

#### Sur l'ensemble du parcours
Le 19 janvier 2017, Armel Le Cléac'h termine premier du Vendée Globe en 74 jours, 3 heures, 35 minutes et 46 secondes. Il efface de plus de 3 jours et 22 heures le temps de référence établi par François Gabart dans l'édition précédente : 78 jours, 2 heures et 18 minutes. Alex Thomson, qui termine deuxième, fait lui aussi mieux que Gabart : 74 jours, 19 heures, 35 minutes et 15 secondes.
Sur le parcours théorique de 24 500 milles, le Banque populaire VIII de Le Cléac'h réalise une moyenne de 13,77 nœuds. Il a parcouru sur l'eau 27 455 milles (181 milles de moins que le Hugo Boss de Thomson). Sa vitesse moyenne réelle est donc de 15,43 nœuds (15,39 pour Hugo Boss). La vitesse moyenne réelle du Macif de Gabart dans l'édition 2012-2013 était de 14,7 nœuds.
Armel Le Cléac'h (2e en 2009 et en 2013, 1er en 2017) est le premier marin à terminer trois Vendée Globe d'affilée. Le deuxième à réussir la performance est Arnaud Boissières (7e en 2009, 8e en 2013, 10e en 2017).

#### Sur la distance équateur-Les Sables-d'Olonne
Alex Thomson est le plus rapide sur la distance équateur-Les Sables-d'Olonne, qu'il effectue en 12 jours, 14 heures et 25 minutes. Il n'efface pas le temps de référence que détient Armel Le Cléac'h depuis l'édition 2012-2013 : 11 jours, 13 heures et 48 minutes.

### Bilan des temps de passage
Ces données proviennent du site officiel du Vendée Globe,.
| Skipper              | Équateur         | Bonne-Espé       | Leeuwin          | Horn             | Équateur retour   | Vendée Globe      |
| -------------------- | ---------------- | ---------------- | ---------------- | ---------------- | ----------------- | ----------------- |
| Armel Le Cléac'h     | 09 j 09 h 56 min | 18 j 03 h 30 min | 28 j 20 h 12 min | 47 j 00 h 32 min | 61 j 12 h 21 min  | 74 j 03 h 36 min  |
| Alex Thomson         | 09 j 07 h 02 min | 17 j 22 h 58 min | 29 j 01 h 21 min | 48 j 23 h 40 min | 62 j 05 h 10 min  | 74 j 19 h 36 min  |
| Jérémie Beyou        | 09 j 16 h 49 min | 20 j 12 h 41 min | 32 j 05 h 45 min | 51 j 01 h 42 min | 65 j 01 h 27 min  | 78 j 06 h 38 min  |
| Jean-Pierre Dick     | 10 j 16 h 51 min | 22 j 21 h 13 min | 33 j 15 h 53 min | 53 j 18 h 32 min | 66 j 22 h 31 min  | 80 j 01 h 46 min  |
| Yann Eliès           | 10 j 01 h 17 min | 21 j 03 h 18 min | 33 j 04 h 52 min | 54 j 04 h 54 min | 67 j 12 h 14 min  | 80 j 03 h 11 min  |
| Jean Le Cam          | 10 j 10 h 17 min | 23 j 10 h 21 min | 34 j 07 h 00 min | 54 j 03 h 46 min | 67 j 11 h 43 min  | 80 j 04 h 42 min  |
| Louis Burton         | 11 j 18 h 39 min | 27 j 05 h 06 min | 38 j 14 h 03 min | 58 j 18 h 48 min | 73 j 02 h 42 min  | 87 j 21 h 46 min  |
| Nándor Fa            | 12 j 10 h 28 min | 28 j 00 h 17 min | 40 j 06 h 10 min | 63 j 18 h 36 min | 79 j 05 h 25 min  | 93 j 22 h 53 min  |
| Éric Bellion         | 12 j 19 h 55 min | 29 j 04 h 30 min | 44 j 11 h 28 min | 66 j 02 h 47 min | 83 j 11 h 41 min  | 99 j 04 h 57 min  |
| Arnaud Boissières    | 12 j 01 h 36 min | 28 j 04 h 19 min | 42 j 12 h 07 min | 70 j 17 h 52 min | 87 j 11 h 36 min  | 102 j 20 h 25 min |
| Fabrice Amedeo       | 12 j 04 h 40 min | 28 j 07 h 59 min | 43 j 21 h 20 min | 70 j 13 h 38 min | 87 j 20 h 20 min  | 103 j 21 h 01 min |
| Alan Roura           | 13 j 14 h 51 min | 29 j 22 h 41 min | 44 j 01 h 11 min | 71 j 04 h 37 min | 89 j 00 h 23 min  | 105 j 20 h 11 min |
| Rich Wilson          | 12 j 16 h 45 min | 29 j 16 h 18 min | 44 j 07 h 38 min | 71 j 14 h 55 min | 91 j 06 h 14 min  | 107 j 00 h 49 min |
| Didac Costa          | 17 j 12 h 21 min | 34 j 01 h 11 min | 48 j 12 h 00 min | 75 j 01 h 41 min | 92 j 15 h 05 min  | 108 j 19 h 51 min |
| Romain Attanasio     | 12 j 19 h 35 min | 34 j 21 h 56 min | 50 j 13 h 31 min | 75 j 08 h 41 min | 92 j 16 h 07 min  | 109 j 22 h 04 min |
| Conrad Colman        | 12 j 03 h 36 min | 28 j 08 h 54 min | 41 j 16 h 47 min | 66 j 16 h 14 min | 84 j 20 h 43 min  | 110 j 01 h 59 min |
| Pieter Heerema       | 13 j 07 h 55 min | 30 j 23 h 06 min | 49 j 08 h 30 min | 79 j 08 h 35 min | 96 j 09 h 56 min  | 116 j 09 h 24 min |
| Sébastien Destremau  | 16 j 02 h 47 min | 35 j 08 h 10 min | 51 j 04 h 01 min | 84 j 01 h 34 min | 104 j 20 h 15 min | 124 j 12 h 39 min |
| Enda O'Coineen       | 14 j 07 h 34 min | 29 j 21 h 54 min | 44 j 02 h 48 min | abandon          |                   |                   |
| Paul Meilhat         | 09 j 12 h 49 min | 20 j 11 h 54 min | 31 j 21 h 38 min | abandon          |                   |                   |
| Stéphane Le Diraison | 12 j 04 h 07 min | 28 j 01 h 48 min | 39 j 20 h 09 min | abandon          |                   |                   |
| Thomas Ruyant        | 10 j 16 h 15 min | 23 j 06 h 25 min | 36 j 05 h 47 min | abandon          |                   |                   |
| Sébastien Josse      | 09 j 12 h 01 min | 18 j 12 h 42 min | abandon          |                  |                   |                   |
| Kito de Pavant       | 11 j 03 h 59 min | 25 j 09 h 08 min | abandon          |                  |                   |                   |
| Kojiro Shiraishi     | 12 j 09 h 57 min | abandon          |                  |                  |                   |                   |
| Vincent Riou         | 09 j 10 h 24 min | abandon          |                  |                  |                   |                   |
| Morgan Lagravière    | 09 j 17 h 30 min | abandon          |                  |                  |                   |                   |
| Bertrand de Broc     | 11 j 20 h 01 min | abandon          |                  |                  |                   |                   |

| Skipper                | Équateur         | Bonne-Espé       | Leeuwin          | Horn             | Équateur retour  | Vendée Globe     |
| ---------------------- | ---------------- | ---------------- | ---------------- | ---------------- | ---------------- | ---------------- |
| Vincent Riou 2005      | 10 j 12 h 13 min | 24 j 02 h 18 min | 36 j 11 h 48 min | 56 j 17 h 13 min | 72 j 13 h 58 min | 87 j 10 h 47 min |
| Michel Desjoyeaux 2009 | 13 j 15 h 41 min | 27 j 00 h 34 min | 37 j 07 h 23 min | 56 j 15 h 08 min | 71 j 17 h 12 min | 84 j 03 h 09 min |
| François Gabart 2013   | 11 j 00 h 20 min | 23 j 03 h 43 min | 34 j 10 h 23 min | 52 j 06 h 18 min | 66 j 01 h 39 min | 78 j 02 h 16 min |

### Bilan des temps intermédiaires
Ces données proviennent du site officiel du Vendée Globe,.
| Record Vendee Globe |  | Meilleur temps 2016-2017 |  | 2e temps |  | 3e temps |
| ------------------- |  | ------------------------ |  | -------- |  | -------- |

| Skipper              | Record mil/24h | Sables Équateur  | Équateur B-Esp   | B-Esp Leeuwin    | Leeuwin Horn     | Horn Équateur    | Équateur Sables  |
| -------------------- | -------------- | ---------------- | ---------------- | ---------------- | ---------------- | ---------------- | ---------------- |
| Armel Le Cléac'h     | 524,1          | 09 j 09 h 56 min | 08 j 17 h 34 min | 10 j 16 h 42 min | 18 j 04 h 20 min | 14 j 11 h 49 min | 12 j 15 h 15 min |
| Alex Thomson         | 536,8          | 09 j 07 h 02 min | 08 j 15 h 56 min | 11 j 02 h 23 min | 19 j 22 h 19 min | 13 j 05 h 30 min | 12 j 14 h 26 min |
| Jérémie Beyou        | 504,1          | 09 j 16 h 49 min | 10 j 19 h 52 min | 11 j 17 h 04 min | 18 j 20 h 07 min | 13 j 23 h 45 min | 13 j 05 h 11 min |
| Jean-Pierre Dick     | 496,3          | 10 j 16 h 51 min | 12 j 04 h 22 min | 10 j 18 h 06 min | 20 j 02 h 39 min | 13 j 03 h 59 min | 13 j 03 h 15 min |
| Yann Eliès           | 448,3          | 10 j 01 h 17 min | 11 j 02 h 01 min | 12 j 01 h 34 min | 21 j 00 h 02 min | 13 j 07 h 20 min | 12 j 14 h 57 min |
| Jean Le Cam          | 487,2          | 10 j 10 h 17 min | 13 j 00 h 11 min | 10 j 20 h 39 min | 19 j 20 h 46 min | 13 j 07 h 57 min | 12 j 16 h 59 min |
| Louis Burton         | 446,5          | 11 j 18 h 39 min | 15 j 10 h 29 min | 11 j 08 h 57 min | 20 j 04 h 45 min | 14 j 07 h 54 min | 14 j 19 h 04 min |
| Nándor Fa            | 432,0          | 12 j 10 h 28 min | 15 j 13 h 49 min | 12 j 05 h 53 min | 23 j 12 h 26 min | 15 j 10 h 49 min | 14 j 17 h 28 min |
| Éric Bellion         | 416,7          | 12 j 19 h 55 min | 16 j 08 h 35 min | 15 j 06 h 58 min | 21 j 15 h 19 min | 17 j 08 h 54 min | 15 j 17 h 16 min |
| Arnaud Boissières    | 378,8          | 12 j 01 h 36 min | 16 j 02 h 43 min | 14 j 07 h 48 min | 28 j 05 h 45 min | 16 j 17 h 42 min | 15 j 08 h 49 min |
| Fabrice Amedeo       | 380,4          | 12 j 04 h 40 min | 16 j 03 h 19 min | 15 j 13 h 21 min | 26 j 16 h 18 min | 17 j 06 h 42 min | 14 j 00 h 41 min |
| Alan Roura           | 382,5          | 13 j 14 h 51 min | 16 j 07 h 50 min | 14 j 02 h 30 min | 27 j 07 h 17 min | 17 j 19 h 46 min | 16 j 19 h 48 min |
| Rich Wilson          | 338,1          | 12 j 16 h 45 min | 16 j 23 h 33 min | 14 j 15 h 20 min | 27 j 03 h 26 min | 19 j 15 h 19 min | 15 j 18 h 35 min |
| Didac Costa          | 374,6          | 17 j 12 h 21 min | 16 j 12 h 50 min | 14 j 10 h 49 min | 26 j 13 h 41 min | 17 j 13 h 24 min | 16 j 04 h 46 min |
| Romain Attanasio     | 358,1          | 12 j 19 h 35 min | 22 j 02 h 21 min | 15 j 15 h 35 min | 24 j 18 h 10 min | 17 j 07 h 26 min | 17 j 05 h 57 min |
| Conrad Colman        | 389,0          | 12 j 03 h 36 min | 16 j 05 h 18 min | 13 j 07 h 53 min | 24 j 23 h 27 min | 18 j 04 h 29 min | 25 j 05 h 16 min |
| Pieter Heerema       | 384,7          | 13 j 07 h 55 min | 17 j 15 h 11 min | 18 j 09 h 24 min | 30 j 00 h 05 min | 17 j 01 h 21 min | 19 j 23 h 28 min |
| Sébastien Destremau  | 335,5          | 16 j 02 h 47 min | 19 j 05 h 23 min | 15 j 19 h 51 min | 32 j 21 h 33 min | 20 j 18 h 41 min | 19 j 16 h 24 min |
|                      |                |                  |                  |                  |                  |                  |                  |
| Enda O'Coineen       | 394,8          | 14 j 07 h 34 min | 15 j 14 h 20 min | 14 j 04 h 54 min | abandon          |                  |                  |
| Stéphane Le Diraison | 429,5          | 12 j 04 h 07 min | 15 j 21 h 41 min | 11 j 18 h 21 min | abandon          |                  |                  |
| Thomas Ruyant        | 477,8          | 10 j 16 h 15 min | 12 j 14 h 10 min | 12 j 23 h 22 min | abandon          |                  |                  |
| Paul Meilhat         | 507,7          | 09 j 12 h 49 min | 10 j 23 h 05 min | 11 j 09 h 44 min | abandon          |                  |                  |
| Sébastien Josse      | 497,4          | 09 j 12 h 01 min | 09 j 00 h 41 min | abandon          |                  |                  |                  |
| Kito de Pavant       | 412,3          | 11 j 03 h 59 min | 14 j 05 h 09 min | abandon          |                  |                  |                  |
| Vincent Riou         | 500,8          | 09 j 10 h 24 min | abandon          |                  |                  |                  |                  |
| Morgan Lagravière    | 508,6          | 09 j 17 h 30 min | abandon          |                  |                  |                  |                  |
| Bertrand de Broc     | 403,0          | 11 j 20 h 01 min | abandon          |                  |                  |                  |                  |
| Kojiro Shiraishi     | 381,6          | 12 j 09 h 57 min | abandon          |                  |                  |                  |                  |

Temps de référence
| Skipper                | Record mn/24h | Sables Équateur  | Équateur B-Esp   | B-Esp Leeuwin    | Leeuwin Horn     | Horn Équateur    | Équateur Sables  |
| ---------------------- | ------------- | ---------------- | ---------------- | ---------------- | ---------------- | ---------------- | ---------------- |
| Vincent Riou 2005      | 432           | 10 j 12 h 13 min | 13 j 14 h 05 min | 12 j 07 h 30 min | 20 j 05 h 25 min | 15 j 20 h 11 min | 14 j 20 h 49 min |
| Michel Desjoyeaux 2009 | 466           | 13 j 15 h 41 min | 13 j 08 h 53 min | 10 j 06 h 49 min | 19 j 07 h 45 min | 15 j 02 h 04 min | 12 j 09 h 57 min |
| François Gabart 2013   | 534,4         | 11 j 00 h 20 min | 12 j 03 h 23 min | 11 j 06 h 40 min | 17 j 18 h 35 min | 13 j 19 h 29 min | 12 j 00 h 37 min |

## Avis sur l'édition

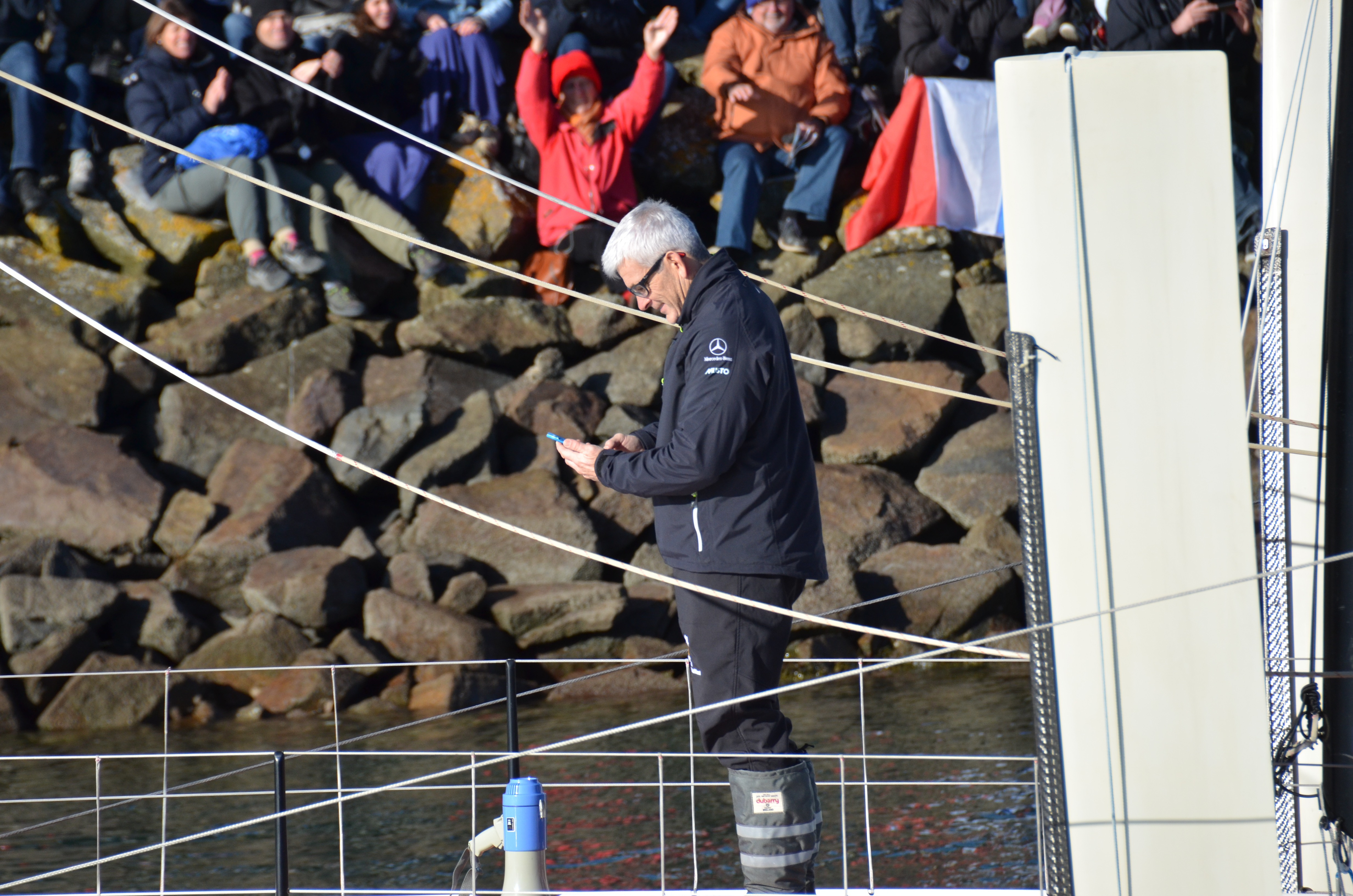
Vincent Riou, vainqueur du Vendée Globe 2004-2005, au départ de la huitième édition.

L'édition 2016-2017 du Vendée Globe aligne 29 bateaux. « Environ dix concurrents viennent pour la gagne, dit Armel Le Cléac'h. D’autres s’engagent en mode aventurier […] Mais c’est sympa que de tels projets trouvent leur place dans le Vendée Globe, c’est aussi ce qui fait la beauté de notre sport. » Pourtant, certains, comme Vincent Riou, se demandent si deux tiers d'aventuriers, ce n'est pas trop.
Pour être au départ, explique le directeur de course Jacques Caraës, il faut d'une part que le bateau soit conforme à la jauge Imoca, définie par les coureurs, et il faut d'autre part réussir la qualification. En octobre 2016, Jean-Pierre Champion, président de la Fédération française de voile, s'élève contre des « courses de circonstance » organisées juste avant le Vendée Globe. Il pointe du doigt la Calero Marinas Solo Transat, qui a permis en avril à Sébastien Destremau, Pieter Heerema et Alan Roura de se qualifier.

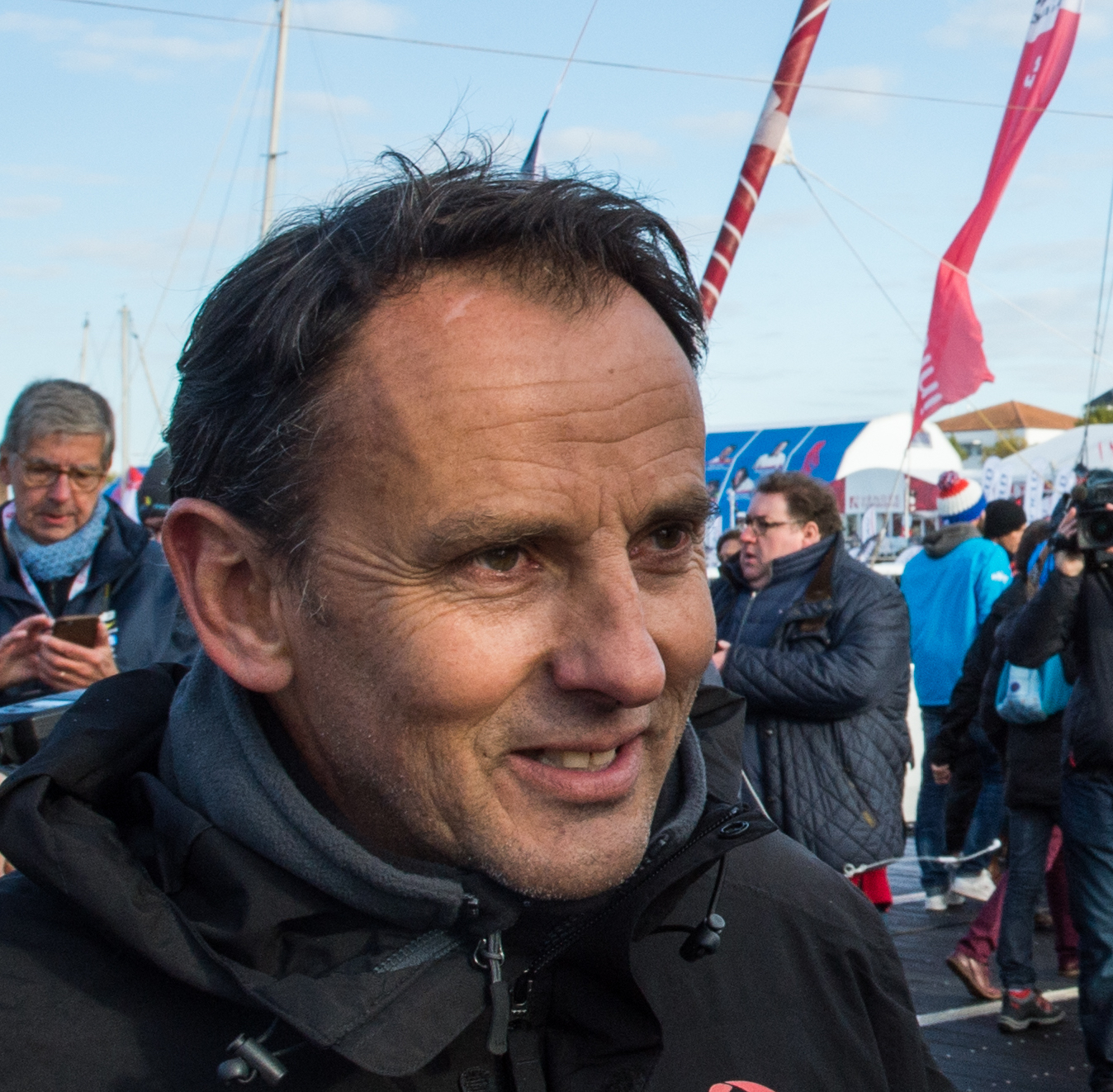
Alain Gautier, vainqueur du Vendée Globe 1992-1993, le jour du départ de la huitième édition.

À la mi-décembre, Vincent Riou critique le mode de sélection des concurrents, qu'il juge « super facile ». Il s'agace de voir une flotte « beaucoup trop disparate » comptant des bateaux vieux de plus de quinze ans, et un écart qui, après 40 jours de course, est déjà de plus de 7 000 milles entre le premier et le dernier. Il suggère d'imposer des temps de passage (par exemple au cap de Bonne-Espérance), pour obliger les attardés à stopper la course. Le 22 janvier 2017, Jean Le Cam (qui va finir 6e) raille « ceux de derrière », parlant de « gros, gros n'importe quoi », de « grotesque », de « ridicule affligeant ». Fabrice Amedeo (11e) lui répond dans une lettre ouverte. Sébastien Destremau (18e et dernier) réplique sans ménagement à Riou et à Le Cam. « Il semble, écrit Martin Couturié, que les « professionnels de la course au large » s’inquiètent en fait de voir le « gâteau de la médiatisation » se partager en un nombre trop important de parts, et trouvent que les marins retardataires prennent finalement beaucoup de place au vu de leur performance sportive. » Alain Gautier, vainqueur de l'épreuve en 1993, fait observer : « S’il n’y avait que de la compétition, cela n’intéresserait que 20 % des gens qui s’intéressent au Vendée Globe aujourd’hui. Il ne faut pas se leurrer : la voile ne sera jamais un sport populaire, c’est la dimension aventure qui attire. »

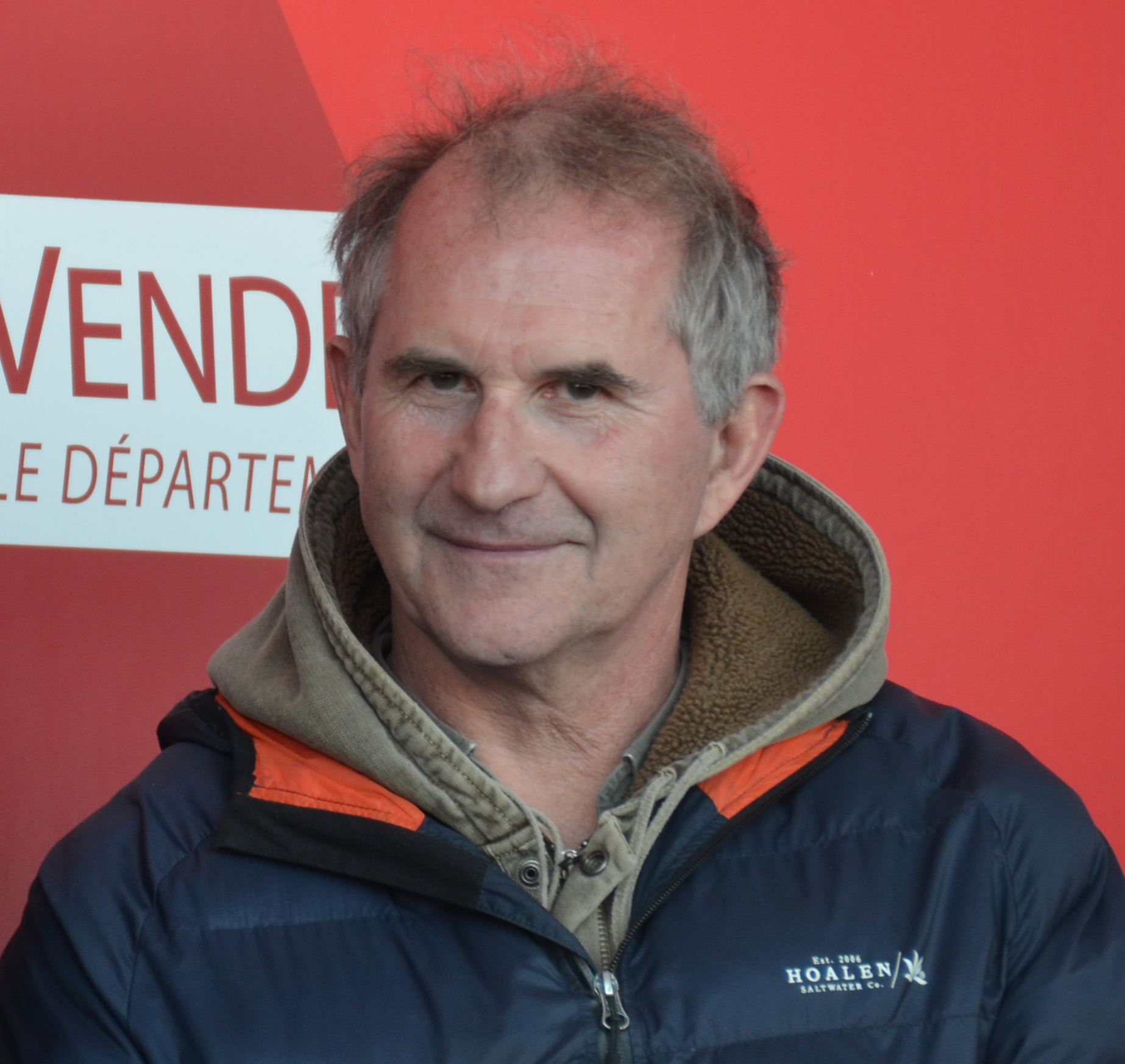
Jacques Caraës, directeur de course.

Jacques Caraës admet qu'il faut limiter l'âge des bateaux et relever le niveau de qualification : « Il faut réfléchir à d’autres façons de qualifier les concurrents. » Il ne souhaite pas forcément durcir les qualifications. Mais il ne suffirait plus de courir des transats pour être qualifié. Caraës souhaite trouver des « solutions alternatives » incitant les amateurs à naviguer plus longtemps en Imoca et en solitaire avant de prétendre au Vendée Globe. Par ailleurs, il déplore les « querelles de récréation » opposant les professionnels aux amateurs (aux « coubertinistes », comme dit Desjoyeaux). Il rappelle que l'accueil enthousiaste réservé au dernier arrivé montre que le grand public aime aussi l'aspect « aventurier » du Vendée Globe.
Il reconnaît que le manque de préparation de certains skippers lui inspirait « des doutes » avant le départ. Il pense au jeune Alan Roura et à Éric Bellion, qui allaient pourtant se révéler durant la course. « Alan Roura, dit-il, m'a très largement surpris. C'était un garçon que je ne connaissais pas. Quand il a perdu son safran au pire moment dans l'océan Indien et qu'il m'a appelé une heure plus tard pour me dire qu'il avait réussi à mettre le safran de secours, j'étais vraiment étonné. » Quant à Éric Bellion, il s'est « affirmé au fil de la course. Il s’est découvert et je trouve que ça, c’est une belle révélation. Il n’y a que sur le Vendée Globe que tu peux voir des choses comme ça. Ça fait du bien de voir des gens qui surprennent et se révèlent. Et c’est pour ça que je trouve que la porte doit être ouverte à ces marins-là. Il faut que l’on conserve ces gens même si le premier paramètre reste la course. » Pour Jacques Caraës, il ne faut ni trop de professionnels ni trop d'aventuriers : « Il faut trouver le juste milieu. C'est par la concertation entre les coureurs et l'organisateur que l'on parviendra à mettre le curseur au bon endroit. »

## Course en ligne
Comme lors des deux précédentes éditions, une course en ligne est organisée par Virtual Regatta en parallèle de la course véritable. Une nouvelle version du jeu est proposée pour ce Vendée Globe (vue 3D du bateau, vent actualisé en permanence…), et 456 712 internautes participent. Le 17 janvier 2017, deux jours avant l'arrivée du premier de la vraie course, l'Australien mangina-PYR franchit en vainqueur la ligne d'arrivée à 15 h 37. Il a effectué le parcours en 72 jours, 2 heures, 23 minutes et 10 secondes. Le deuxième est le Néo-Zélandais NZ-Eligo "IST". Le troisième est le Français didflam. Lorsque la course virtuelle prend fin le 12 mars, 231 000 concurrents ont franchi la ligne d'arrivée.